# عقد 1960
| 1960 \| 1961 \| 1962 \| 1963 \| 1964 \| 1965 \| 1966 \| 1967 \| 1968 \| 1969 |

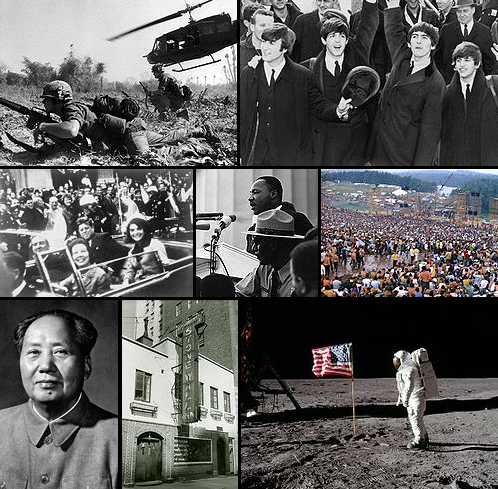
الأعلى (من اليسار لليمين): جنديين أمريكيين على الأرض خلال حرب فيتنام، البيتلز الذين كانوا جزءاً من «الغزو البريطاني» الذي غيّر المشهد الموسيقي في الولايات المتحدة وحول العالم.
الوسط (من اليسار لليمين): اغتيال الرئيس الأمريكي جون كينيدي عام 1963م بعدما دامت رئاسته ثلاثة سنوات، مارتن لوثر كينغ الابن يلقي خطبته الشهيرة «لديّ حلم» في مسيرة حضرها ربع مليون شخص وسط واشنطن العاصمة، الاتحاد السوفيتي يشيد جدار برلين عام 1961م بعد التقسيم الذي حلّ بألمانيا في واحدة من أهم اللحظات التاريخية في هذا العقد.
الأسفل، (من اليسار لليمين): زعيم الصين ماو تسي تونغ يبدأ خطته «القفزة العظيمة للأمام» التي تبوء بالفشل وتؤدي إلى حدوث مجاعة كبرى في البلاد تؤدي إلى هلاك من عشرين إلى ثلاثين مليون شخص بحلول عام 1961م، نزل ستونوول في نيويورك وهو موقع المظاهرات عامة في تاريخ حقوق المثليين، لأول مرة في التاريخ يطأ الإنسان سطح القمر خلال فترة الحرب الباردة وسباق الفضاء في شهر يوليو من عام 1969.

بدأ عقد 1960 حسب التقويم الميلادي في 1 يناير 1960، وانتهى في 31 ديسمبر 1969.
يشير المصطلح إلى مجموعة الاتجاهات الثقافية والسياسية المتشابكة في جميع أنحاء العالم في تلك الحقبة والمعروف باسم الستينيات. يُعرَّف هذا «العقد الثقافي» بشكل أوسع من العقود الفعلية، كونه ابُتدِئ مع اغتيال كينيدي نحو عام 1963 وانتهى مع فضيحة ووترغيت نحو عام 1974م.

## السياسة والحروب

### الحروب
- الحرب الباردة (1947م–1991م).
- حرب فيتنام (1955م-1975م).
- 1961م – أول وصول لقوات استشارية أمريكية كبيرة (تقريباً 700) إلى فيتنام.
- 1962م - بحلول منتصف عام 1962م، ارتفع عدد المستشارين العسكريين الأمريكيين في جنوب فيتنام من 900 إلى 12000 فرد.
- 1963م - بعد وفاة الرئيس الأمريكي جون كينيدي، كان هناك 16000 من أفراد الجيش الأمريكي موجودين في جنوب فيتنام، ليتجاوز رقم مستشاري آيزنهاور البالغ عددهم 900 مستشاراً لمواجهة نشاط العصابات المتزايد في فيتنام.[4]
- 1964م - في استجابة مباشرة للإشتباك البحري البسيط المعروف باسم حادثة خليج تونكين التي وقعت في 2 أغسطس 1964م، أُصدِر قرار خليج تونكين، وهو قرار مشترك للكونغرس الأمريكي، في 10 أغسطس 1964م. أعطى القرار للرئيس الأمريكي ليندون جونسون الصلاحيّة لاستخدام القوة العسكرية في جنوب شرق آسيا دون الحاجة لتفويض من الكونغرس إعلان الحرب. بعد ذلك، نوّهت إدارة جونسون إلى كون القرار سلطة قانونية نتيجة التصعيد السريع للمشاركة العسكرية للولايات المتحدة في حرب فيتنام.[5]
- 1966م - بعد عام 1966، مع وجود مسوّدة المشروع، أُرسِل أكثر من 500,000 جندي إلى فيتنام من قبل إدارة جونسون.
- غزو خليج الخنازير (1961م) - محاولة فاشلة قامت بها قوة من المنفيّين الكوبيّين المدربين من قبل وكالة الاستخبارات المركزية لغزو جنوب كوبا بدعم من القوات المسلحة الحكومية الأمريكية، للإطاحة بحكومة فيدل كاسترو الكوبية.
- الحرب البرتغالية الاستعمارية (1961م-1974م) - اندلعت الحرب بين الجيش البرتغالي والحركات القومية الناشئة في المستعمرات البرتغالية الأفريقية. شكّل ذلك صراعاً أيديولوجياً عقائدياً حاسماً ونزاعاً مسلحاً للحرب الباردة في السيناريو الإفريقي (البرتغال الإفريقية والدول المجاورة) والأوروبي (البرّ الرئيسي للبرتغال). بخلاف الدول الأوروبية الأخرى، لم يُخلِ النظام البرتغالي مستعمراته الأفريقية، أو المقاطعات الخارجية خلال الخمسينيّات والستينيّات. خلال ستينيّات القرن الماضي، جاءت حركات الاستقلال المسلحة المختلفة، وعلى رأسها الأحزاب الشيوعية التي تعاونت تحت مظلة حزب المؤتمر الشيوعي الموالي للولايات المتحدة، وأصبحت العديد من المجموعات نشطة في هذه المناطق، وعلى وجه الخصوص في أنغولا وموزمبيق وغينيا البرتغالية. خلال الحرب، ارتُكِبت العديد من الأعمال الوحشية المُنكِّلة من قبل جميع القوى المتورطة في الصراع.
- الحرب الهندية الباكستانية 1965 بدأت حرب في سبتمبر من عام 1965 .
- الصراع العربي الإسرائيلي (أوائل القرن العشرين حتى الآن).
- حرب 1967(يونيو 1967م) - حرب بين إسرائيل والدول المجاورة المتمثلة بمصر والأردن وسوريا. ساهمت فيها أيضاً الدول العربية كالعراق والسعودية والسودان وتونس والمغرب والجزائر بإرسال قوات وأسلحة.[6] في نهاية الحرب، كانت إسرائيل قد سيطرت على شبه جزيرة سيناء وقطاع غزة والضفّة الغربيّة والقدس الشرقيّة ومرتفعات الجولان. تؤثر نتائج الحرب على الجغرافيا السياسيّة في المنطقة حتى يومنا هذا.
- انتهت الحرب الجزائريّة عام 1962م.
- اندلاع الحرب الأهليّة النيجيرية عام 1967م.
- استمرت الحروب الأهلية في لاوس والسودان طيلة هذا العقد.
- حرب الوديعة عبارة عن نزاع عسكري اندلع في 27 نوفمبر 1969م بين المملكة العربية السعودية وجمهورية اليمن الديمقراطية الشعبية.

### الصراعات الداخلية
- الثورة الثقافية في الصين (1966م-1976م) - فترة من الاضطرابات الاجتماعية والسياسية واسعة النطاق في جمهورية الصين الشعبية التي بدأها زعيم الحزب الشيوعي الصيني ماو تسي تونغ. زعم ماو أن العناصر «البرجوازية الليبرالية» كانت تتخلل الحزب والمجتمع ككل وأنها تريد استعادة نظام الرأسمالية. أصرّ ماو على إزالة هذه العناصر من خلال الصراع الطبقي بعد الثورة من خلال حشد أفكار وأفعال شباب الصين، الذين شكلوا مجموعات الحرس الأحمر في جميع أنحاء البلاد. انتشرت الحركة بعد ذلك في الجيش والعمال المدنيين وقيادة الحزب نفسها. على الرغم من أن ماو نفسه أعلن رسمياً أن الثورة الثقافية قد انتهت في عام 1969م، فصراعات السلطة والتقلّبات السياسية بين عام 1969م والقبض على عصابة الأربعة في عام 1976م، يعتبرها الكثيرون جزءاً لا يتجزأ عن الثورة.
- انتفاضة طلاب وعمال مايو عام 1968 تعصف بفرنسا.
- بدأت حركة الناكساليت في الهند في عام 1967م مع انتفاضة القبائل المسلحة ضد المُّلاك المحليين في قرية ناكسالباري الواقعة في ولاية البنغال الغربية، وذلك بقيادة بعض قادة الحزب الشيوعي الهندي (الماركسي). تأثرت الحركة بأيديولوجية ماو تسي تونغ وانتشرت في العديد من المناطق القبلية في شرقيّ الهند، وحصلت على دعم قوي بين الشباب المدني المتطرف. بعد عمليات مكافحة التمرد التي قامت بها الشرطة والقوات العسكرية وشبه العسكرية، تجزّأت الحركة لكنها استمرّت بالنشاط في العديد من المناطق.
- بدأ صراع «المشاكل» في أيرلندا الشمالية مع نهوض حركة الحقوق المدنية الأيرلندية الشمالية في منتصف الستينيّات، واستمر الصراع حتّى التوصل إلى اتفاق الجمعة العظيمة أواخر التسعينيّات.
- وقعت أعمال شغب كافتيريا كومبتون في أغسطس 1966 م في منطقة تندرلوين في مدينة سان فرانسيسكو. كانت هذه الحادثة واحدة من أولى أعمال الشغب التي سُجِّلت من قبل المتحولين جنسياً في تاريخ الولايات المتحدة، والتي سبقت أعمال شغب ستونوول 1969م المعروفة أكثر في مدينة نيويورك بمدة ثلاث سنوات.
- اندلعت أعمال شغب ستونوول في يونيو 1969م في مدينة نيويورك الأمريكية. كانت أعمال شغب ستونوول عبارة عن سلسلة من المظاهرات العفوية العنيفة ضد غارة للشرطة وقعت في نزل ستونوول، في حي قرية غرينتش بمدينة نيويورك. وكثيراً ما يُستشهد بهم كأول مثال في التاريخ الأمريكي يواجه فيه أفراد مجتمع المثليين نظامًا ترعاه حكومة تتّبع سياسة اضطهاد الأقليات الجنسية، وشكلّوا مُنعطفًا يمثل بداية حركة حقوق المثليين في الولايات المتحدة وحول العالم.
- في عام 1967م، منعت المنظمة الوطنية للمزارعين إمدادات الحليب لمدة 15 يوماً كجزء من الجهود المبذولة لتحفيز نظام الحصص لتثبيت الأسعار.
- الحركة الاشتراكية أو الشيوعية في معظم الدول الأوروبية (خاصة فرنسا وإيطاليا)، والتي تمكن فيها اليسار الجديد القائم على الطلاب للتوصل لنوع من التواصل. من أبرز مظاهر تلك الحركة هو ثورة طلاب مايو عام 1968م في باريس والذي جاء مترافقاً مع إضراب عام قوامه عشرة ملايين عامل بنداءٍ من قِبل النقابات العمّالية. وبدوا لبضعة أيام أنهم قادرين على الإطاحة بحكومة شارل ديغول. ذهب ديغول لزيارة القوات الفرنسية في ألمانيا للتحقق من ولائها. استطاعوا الحصول على امتيازات كبيرة لصالح حقوق النقابات العمّالية، وارتفاع الحد الأدنى للأجور وظروف عمل أفضل.
- احتجّ طلاب الجامعة بمئات الآلاف ضد حرب فيتنام في لندن وباريس وبرلين وروما.
- في أوروبا الشرقية، استلهم الطلاب أيضاً من الاحتجاجات في دول الكتلة الغربية؛ ففي بولندا ويوغوسلافيا احتجوا على القيود المفروضة على حرية التعبير من قبل النظامين الشيوعيين في البلدين.
- مذبحة تلاتيلولكو - مذبحة حكومية بحقّ المتظاهرين من الطلاب والمدنيين والمارّة إذ وقعت خلال فترة ما بعد الظهر والليل من 2 أكتوبر عام 1968م، في ساحة الحضارات الثلاثة في منطقة تلاتيلولكو في مدينة مكسيكو.

### الانقلابات
من الانقلابات البارزة في العقد ما يلي:
- في 27 مايو 1960م، أطاح انقلاب في تركيا بقيادة كل من جمال كورسل وجمال مادانوغلو بحكومة عدنان مندريس.
- في 16 مايو 1961م، أدى انقلاب في كوريا الجنوبية بقيادة ضابط الجيش باك تشونغ-هي إلى إقامة حكم عسكري مؤقت.
- في عام 1963م، أدىّ انقلاب في جنوب فيتنام إلى وفاة الرئيس نغو دينه ديم وإقامة حكم عسكري مؤقت.
- في 21 أبريل 1967، في اليونان، أسست مجموعة من العُقداء دكتاتورية عسكرية دامت سبع سنوات.
- في عام 1968م، أدىّ الانقلاب في العراق إلى الإطاحة بعبد الرحمن عارف من قِبل حزب البعث العربي الاشتراكي.
- في 1 سبتمبر 1969م، قامت مجموعة صغيرة من الضباط العسكريين في ليبيا بقيادة الضابط معمّر القذّافي بالإطاحة بالنظام الملكي.

### التهديدات النووية
- أزمة الصواريخ الكوبية (16-28 أكتوبر 1962م) - مواجهة شبه عسكرية بين الولايات المتحدة والاتحاد السوفيتي حول وجود صواريخ سوفيتية في كوبا. بعد الحصار (الحَجْر) البحري الأمريكي على كوبا وافق الاتحاد السوفيتي تحت قيادة نيكيتا خروتشوف على إزالة صواريخهم من كوبا مقابل قيام الولايات المتحدة بإزالة صواريخها من تركيا.
- في 13 فبراير 1960م، فجّرت فرنسا أول قنبلة ذرية في تاريخها. امتلكت فرنسا قنبلة هيدروجينية بحلول عام 1968م.
- في 16 أكتوبر 1964م، فجّرت الصين أول قنبلة ذرية في تاريخها. امتلكت الصين قنبلة هيدروجينية بحلول عام 1967م.

### إنهاء الاستعمار والاستقلال
●      خلال الستينيّات، تَسارع انتقال أفريقيا من مرحلة الاستعمار إلى الاستقلال بشكل كبير حسب ما يعرف بقرار إنهاء استعمار أفريقيا، إذ نالت 32 دولة استقلالها خلال الفترة من عام 1960م حتى عام 1968م، ما مثّل نهاية الإمبراطوريات الأوروبية التي كانت تهيمن على القارة الأفريقية. ومع ذلك، سرعان ما تلاشت التطلّعات النبيلة لهذه الدول الجديدة، وانحدرت العديد من الدول إلى والفوضى والكليبتوقراطية والديكتاتورية و/أو الحرب الأهلية، وكان الطريق إلى الازدهار صعباً في معظم أجزاء القارة السمراء: بحلول عام 2011م، حسب العديد من المقاييس، ما زالت أفريقيا تمتلك أكبر نسبة فقر في العالم بالإضافة إلى أدنى متوسط للعمر المتوقع.

## العلوم والتكنولوجيا

### العلم

#### استكشاف الفضاء

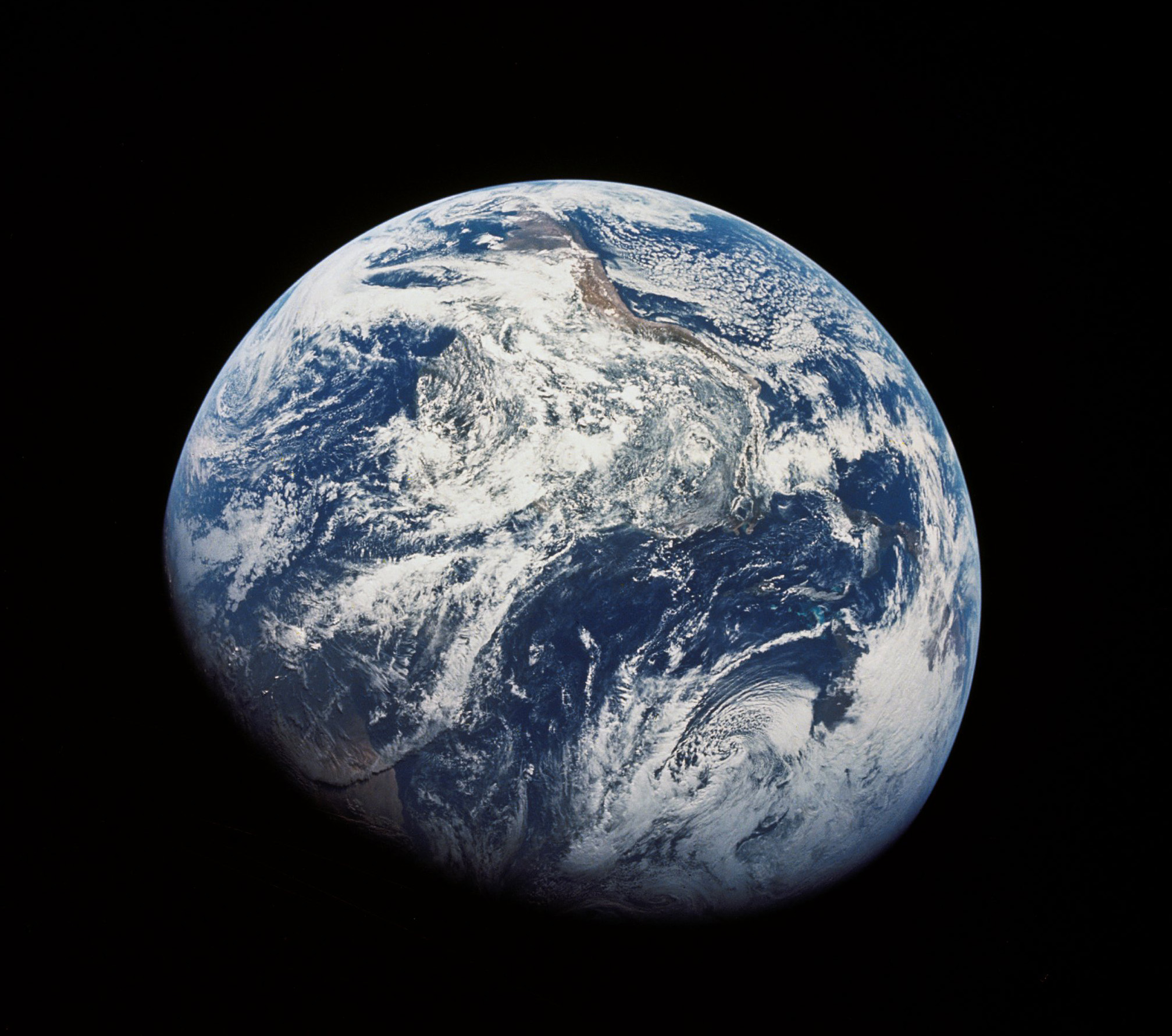
في 21 ديسمبر 1968م أخذ طاقم أبوللو 8 صورة لأول مرة في التاريخ للأرض بأكملها

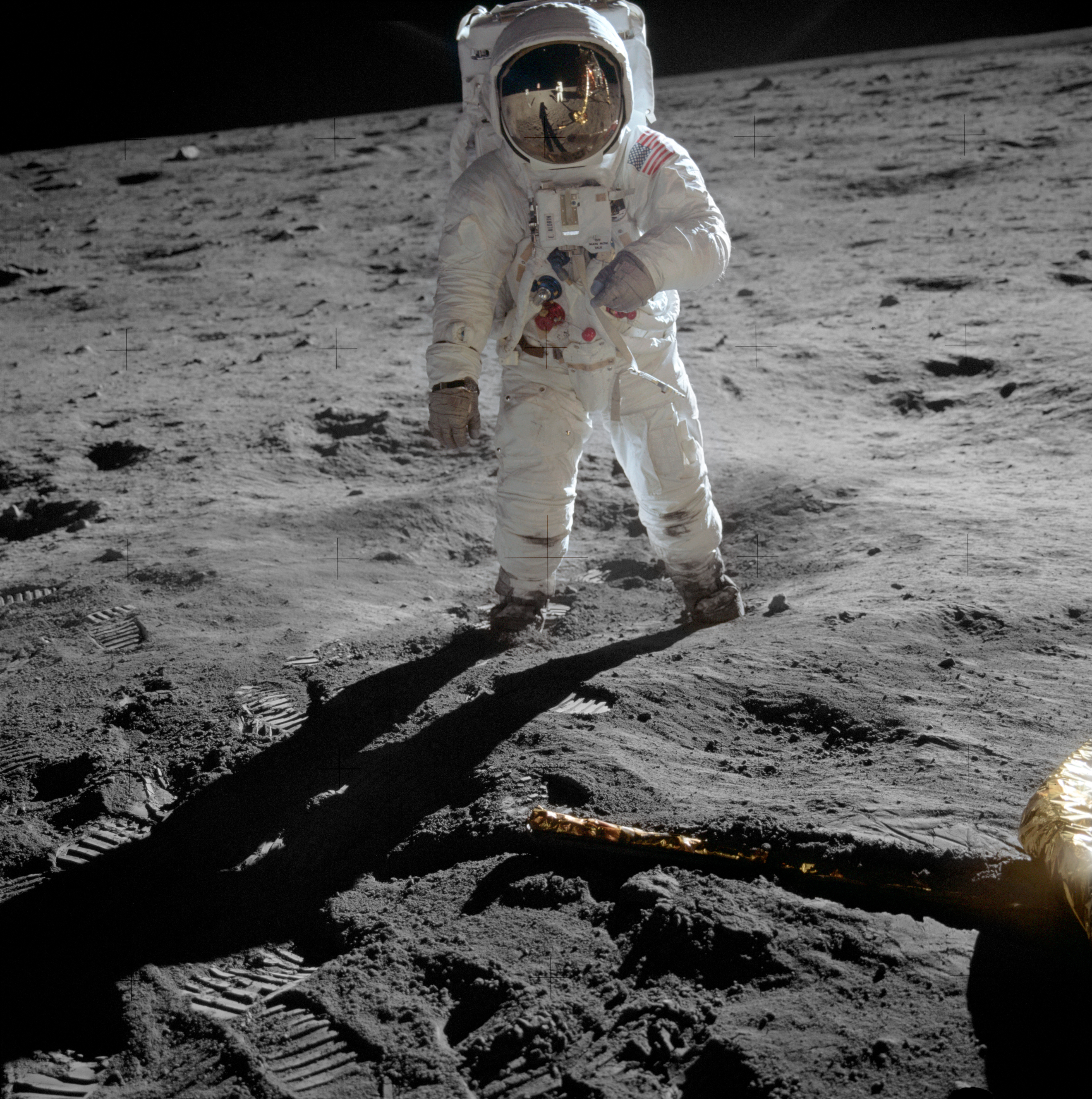
هبطت بعثة أبوللو 11 بأول إنسان على سطح القمر في يوليو 1969م.

سيطر سباق الفضاء بين الولايات المتحدة والاتحاد السوفيتي على الستينيات. أرسل السوفيت أول رجل، يوري غاغارين، إلى الفضاء الخارجي خلال مهمة فوستوك 1 في 12 أبريل 1961م وسجل مجموعة من النجاحات الأخرى، ولكن بحلول منتصف العِقد كانت الولايات المتحدة تأخذ زمام المبادرة. في أيار/مايو 1961م، حدد الرئيس كينيدي هدف إنزال رجل على سطح القمر بحلول نهاية الستينيات.
في يونيو 1963م، أصبحت فالنتينا تيريشكوفا أول امرأة في الفضاء خلال بعثة فوستوك 6. في 1965م، أطلق السوفيت أول مسبار لضرب كوكب آخر من النظام الشمسي (فينوس), Venera 3, وأول مسبار لجعل الهبوط سهل على سطح القمر، لونا 9. في مارس 1966م، أطلق الاتحاد السوفيتي لونا 10، الذي أصبح أول مسبار فضائي يدخل مداراً حول القمر، وفي سبتمبر 1968م، طار زوند 5 بأول كائن أرضي، وكانت سلحفاة، ليحيط القمر.
وفاة رواد الفضاء غوس غريسوم، إد وايت، وروجر ب. شافي في حريق أبوللو 1 في 27 يناير 1967م وضعت عقداً مؤقتاً على برنامج الفضاء الأمريكي، ولكن بعد ذلك كان التقدم ثابتاً، حيث كان طاقم أبوللو 8 (فرانك بورمان، جيم لوفل، ويليام أندرس) أول بعثة مأهولة تدور حول جسم سماوي آخر (القمر) خلال عيد الميلاد من عام 1968م.
في 20 يوليو 1969م، أبوللو 11, هبطت أول رحلة فضائية للإنسان على سطح القمر. أُطلقت في 16 يوليو 1969م، حملت قائد البعثة نيل ارمسترونغ، قيادة وحدة الطيار مايكل كولينز، والطيار القمري 17 الطنين Aldrin. حقق أبوللو 11 هدف الرئيس جون كينيدي في الوصول إلى القمر بحلول نهاية الستينيات، والذي كان قد أعرب عنه خلال كلمة ألقاها أمام جلسة مشتركة للكونغرس في 25 مايو 1961م: «أعتقد أن هذه الأمة يجب أن تلتزم بتحقيق الهدف، قبل أن ينتهي هذا العِقد، وهو إنزال رجل على سطح القمر وإعادته بأمان إلى الأرض».
فقد البرنامج السوفيتي إحساسه بالاتجاه مع وفاة كبير المهندسين سيرجي كورولوف في عام 1966م. الضغط السياسي، والصراعات بين مكاتب التصميم المختلفة، والمشاكل الهندسية الناجمة عن عدم كفاية الميزانية من شأنها أن تقضي على المحاولة السوفيتية للهبوط على سطح القمر.
وقد سافرت سلسلة من المسابير الأمريكية والسوفياتية غير المأهولة إلى القمر والزهرة والمريخ خلال الستينيات، كما دخلت الأقمار الصناعية التجارية حيز الاستخدام.

## الشخصيات

### قادة العالم البارزين
هذه قائمة قادة الدول. وظلت أسماء القادة الذين يظهرون بالخط العريض في السلطة باستمرار طوال العقد.

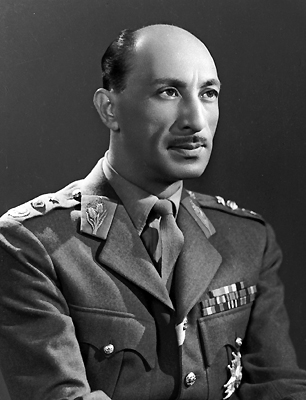
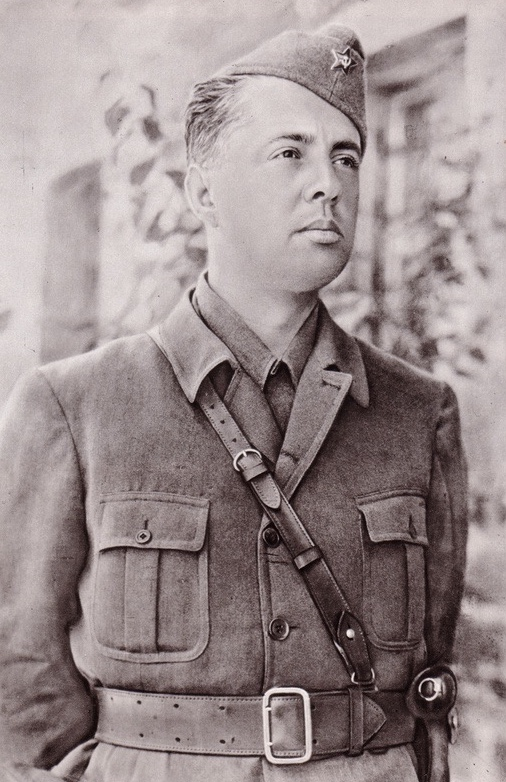
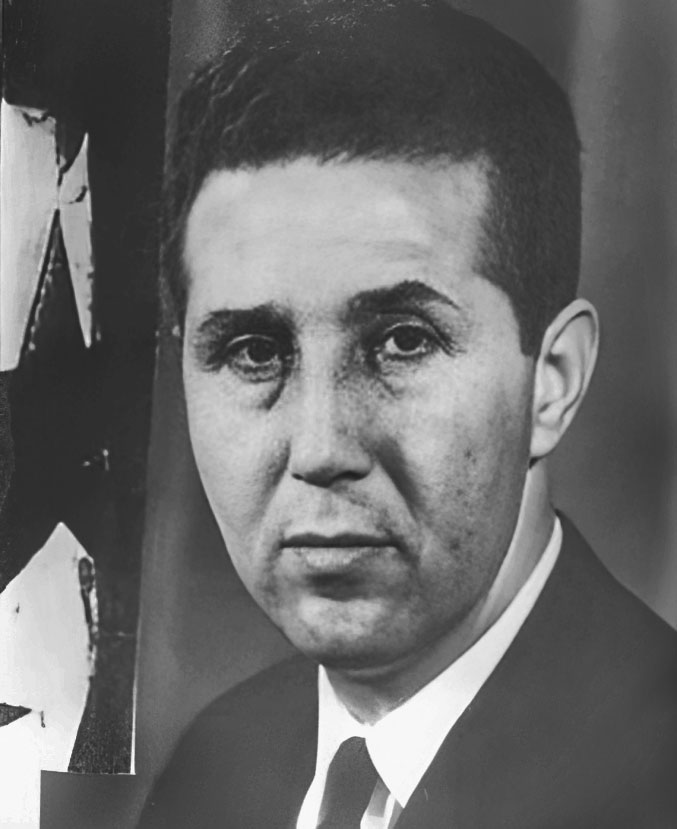
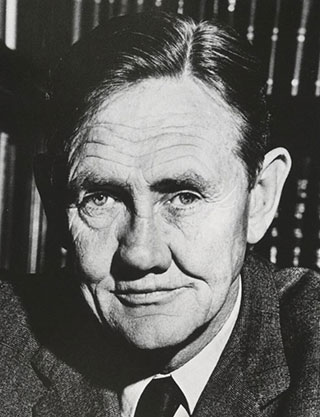
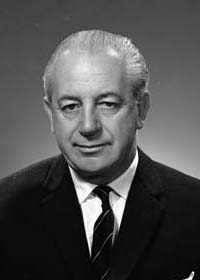
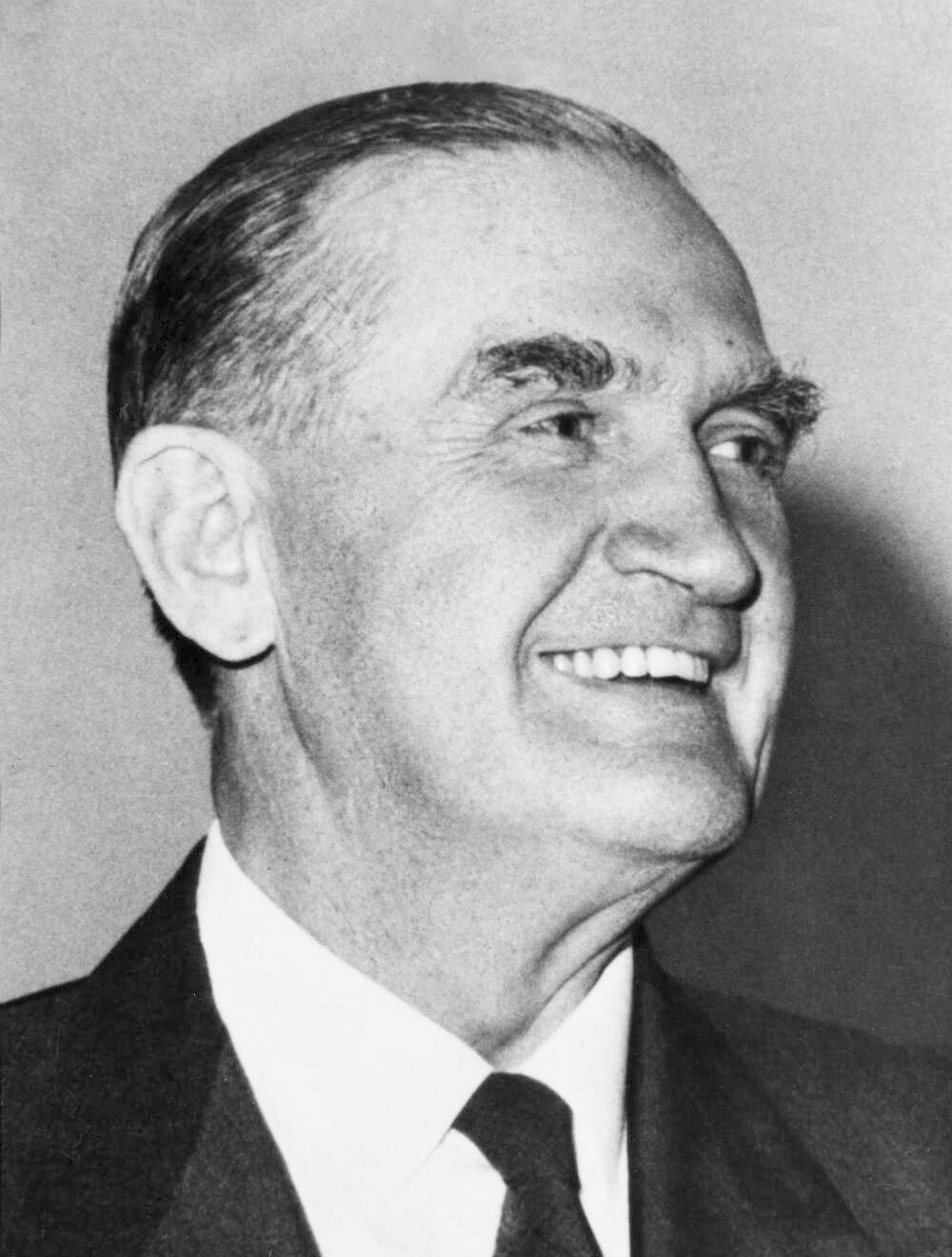
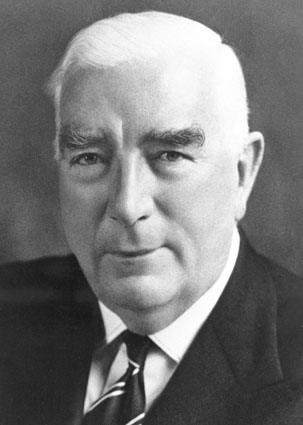
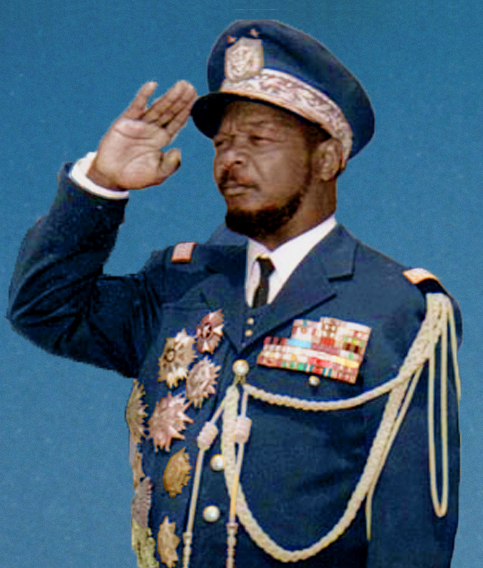
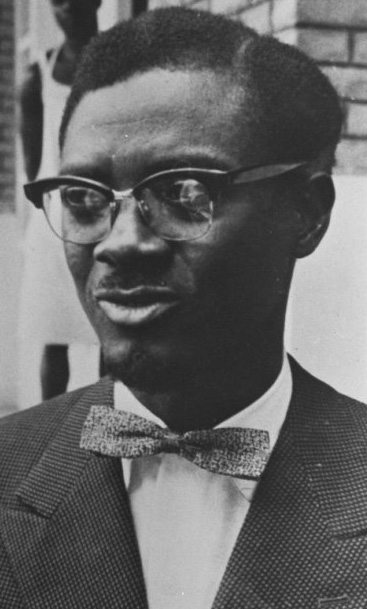
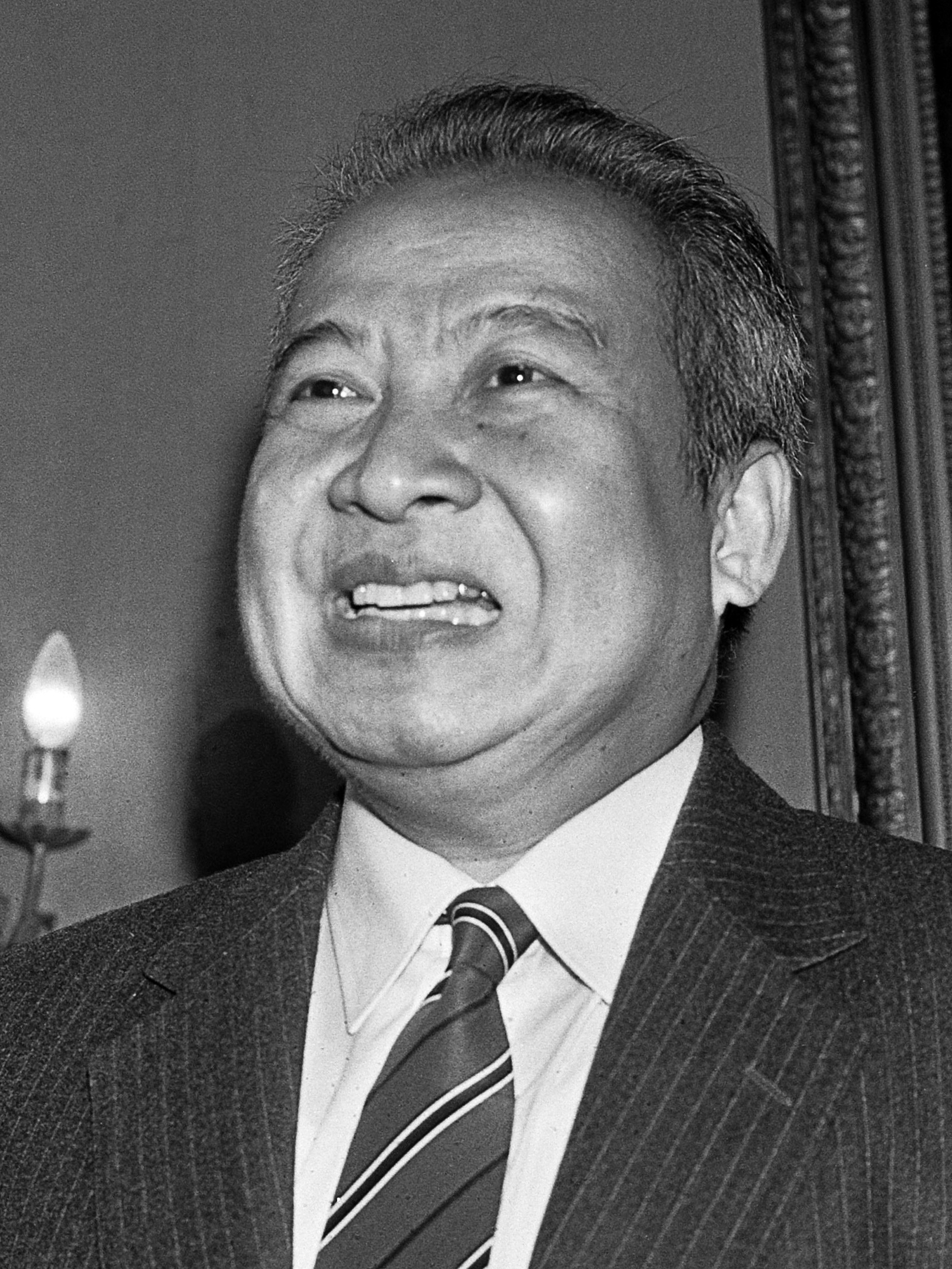
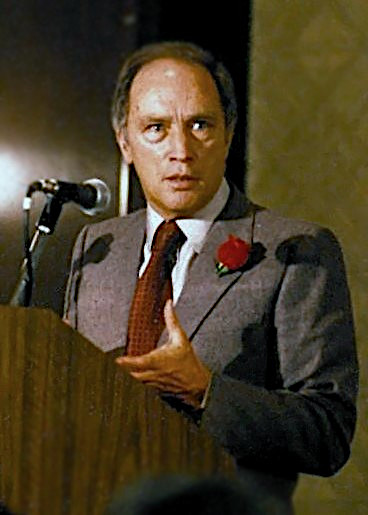
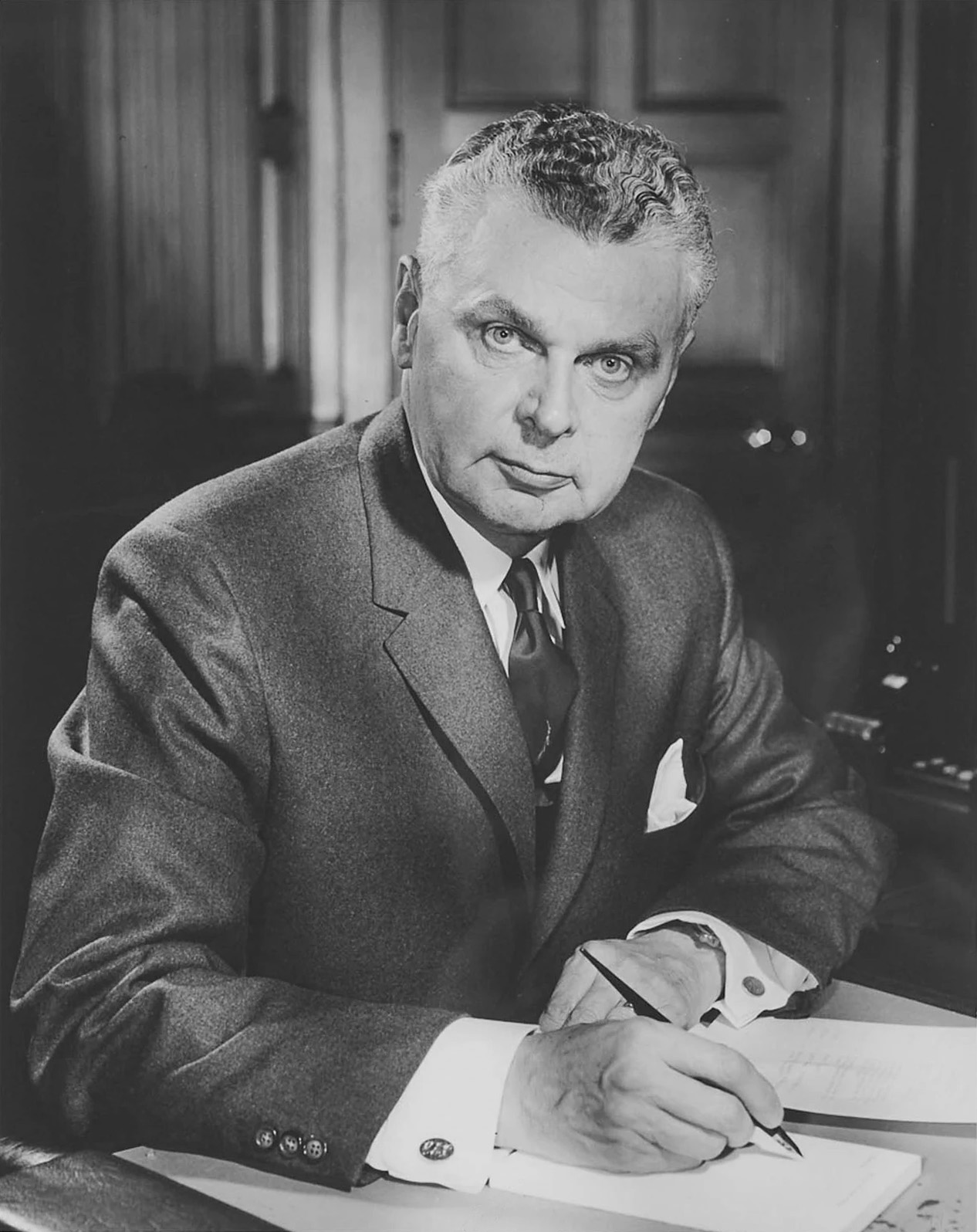
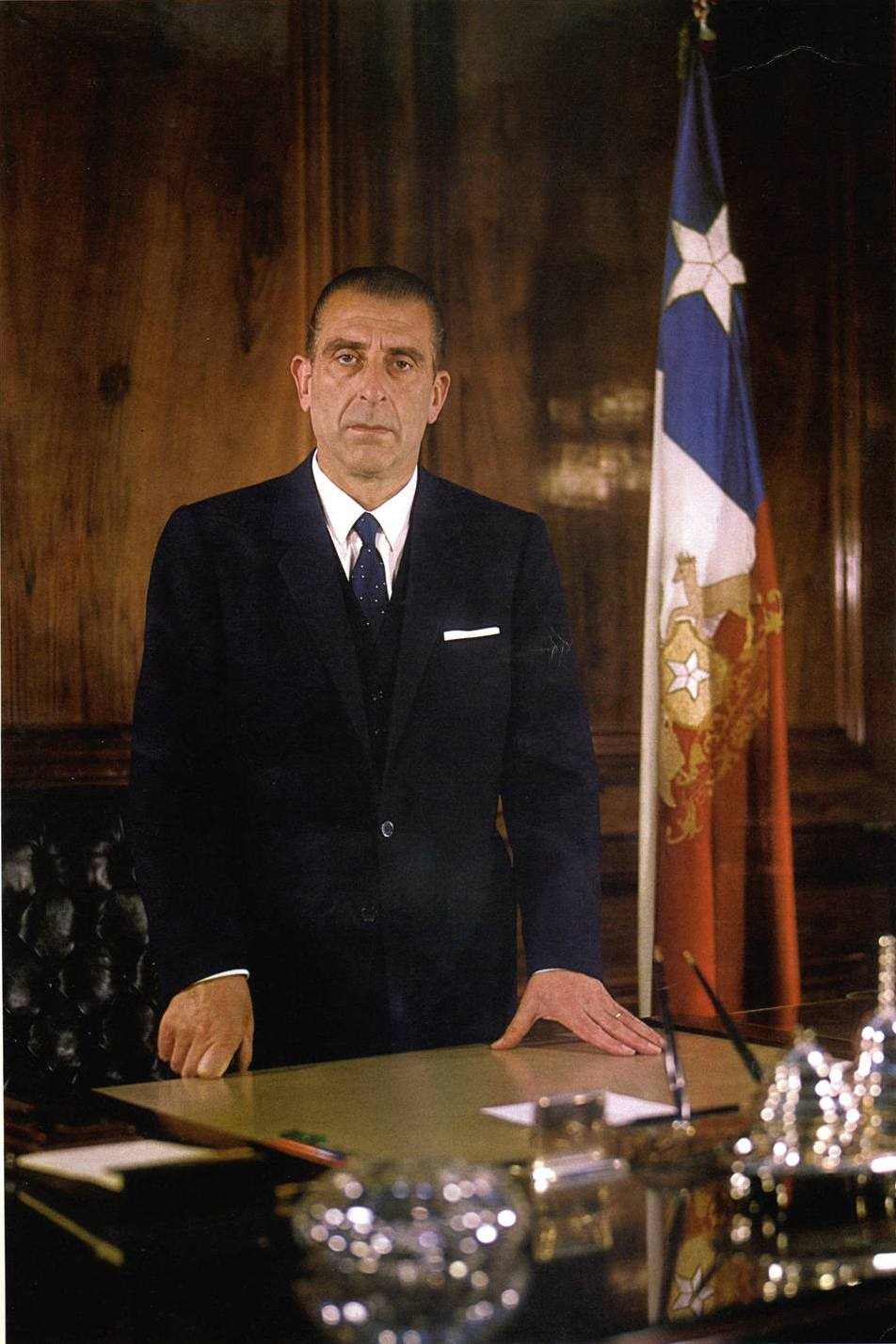
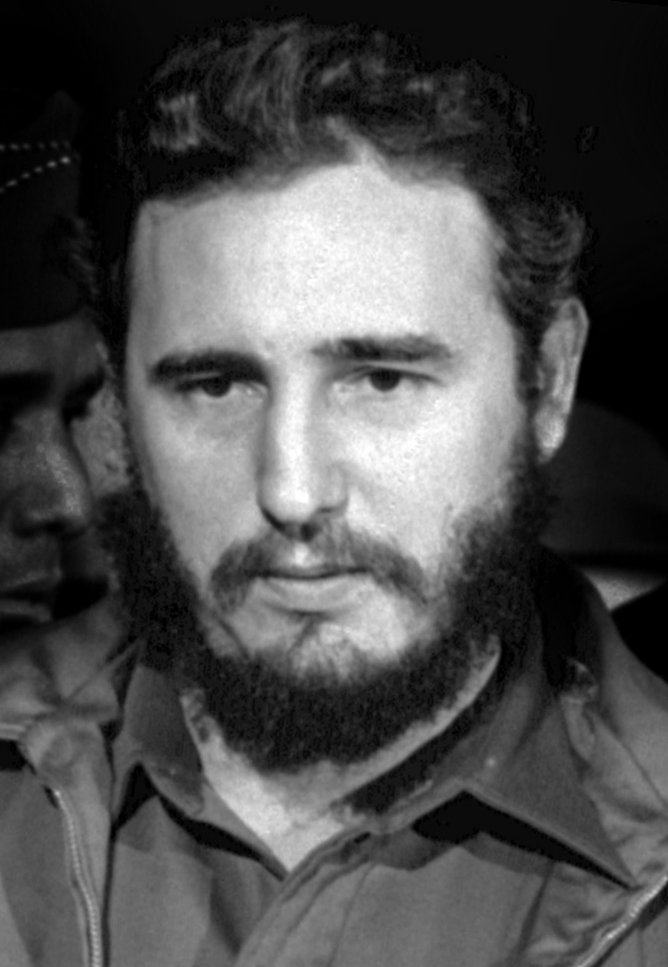
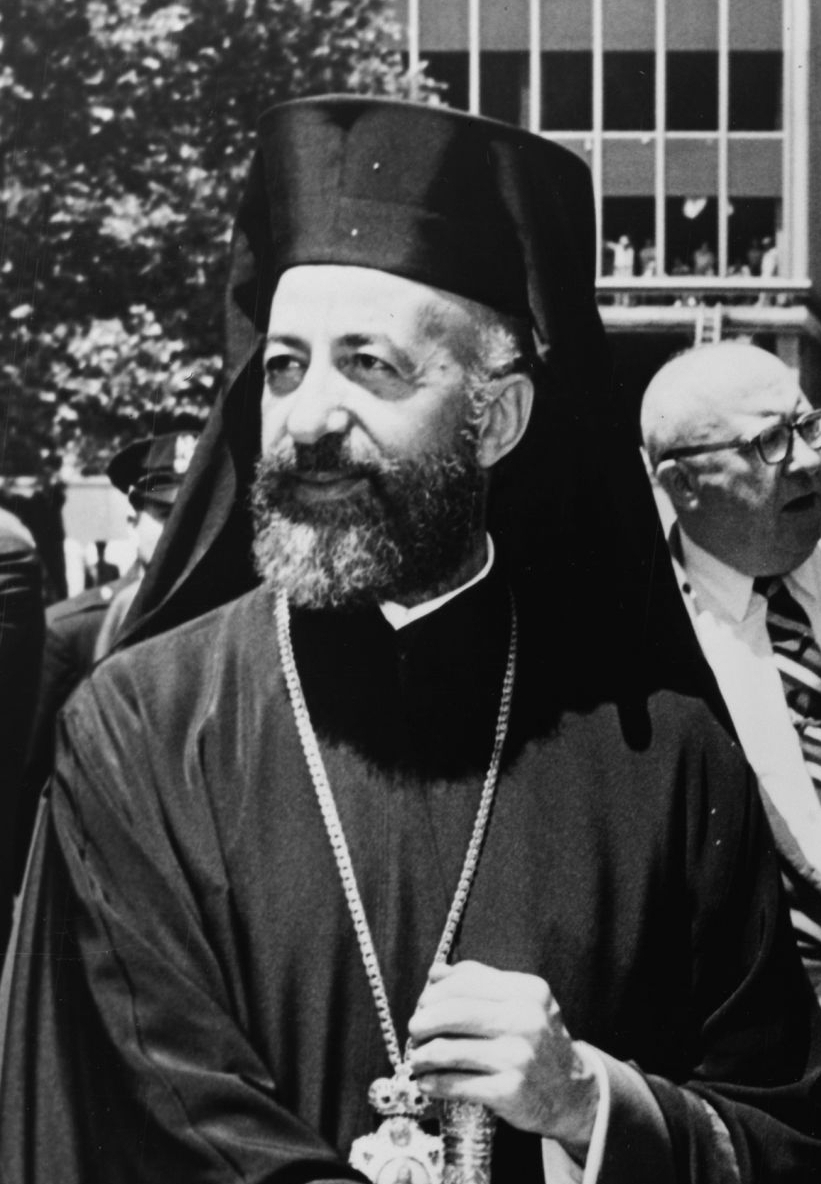
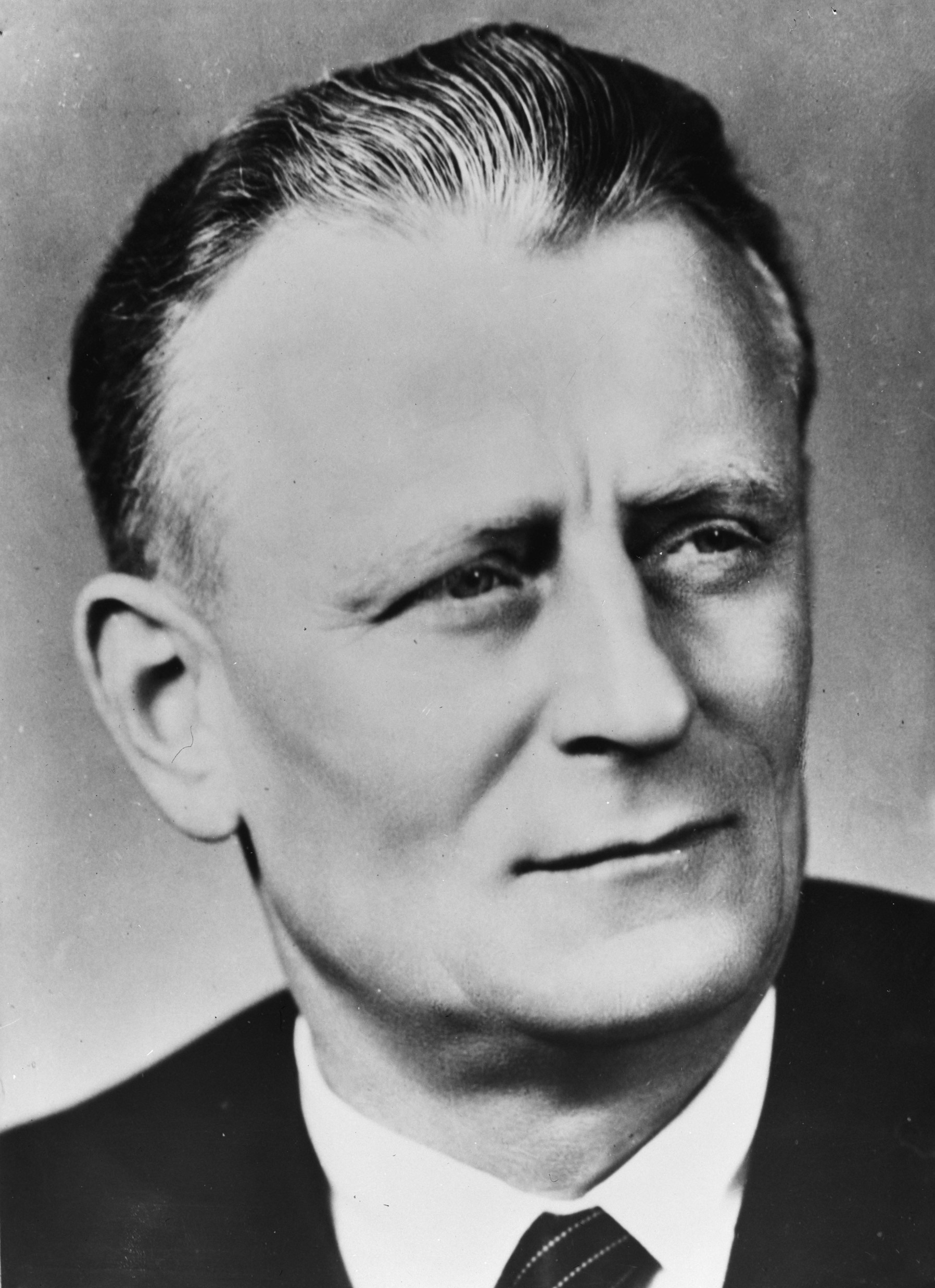
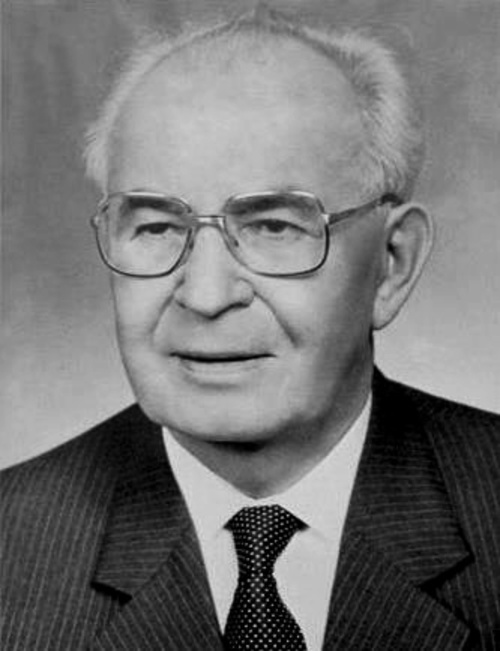
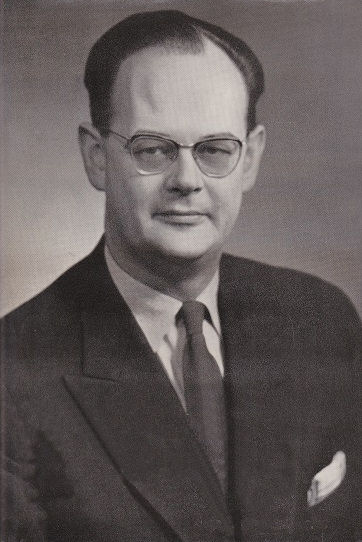
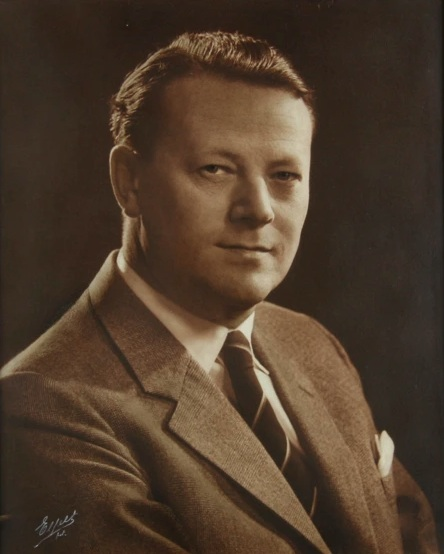
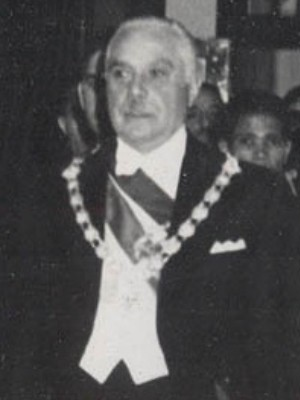
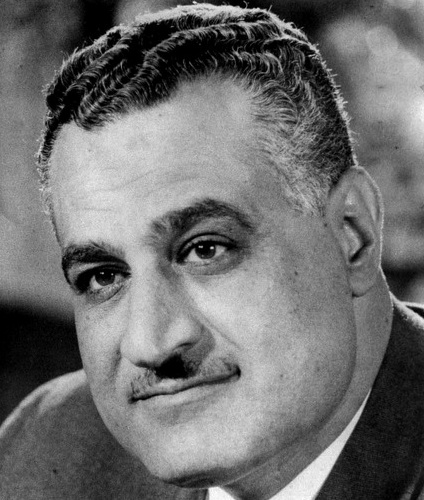
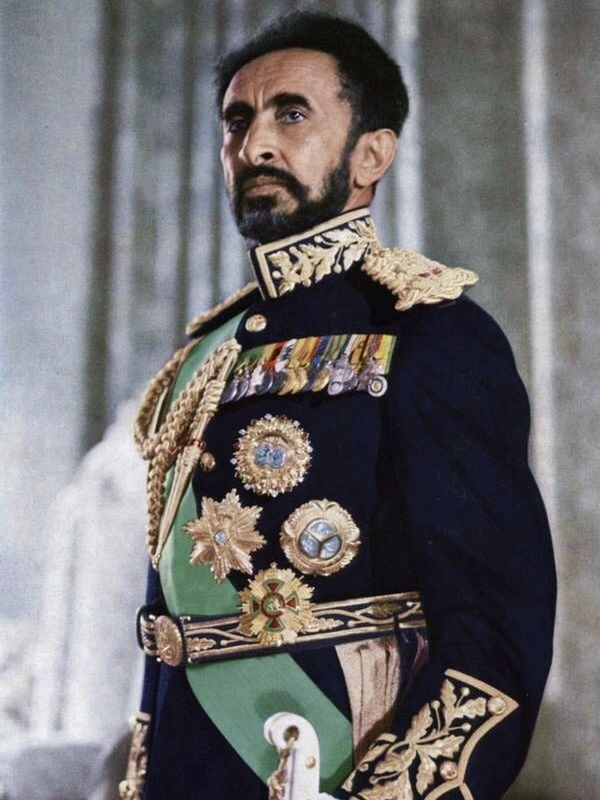
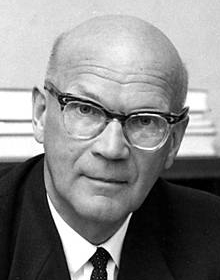
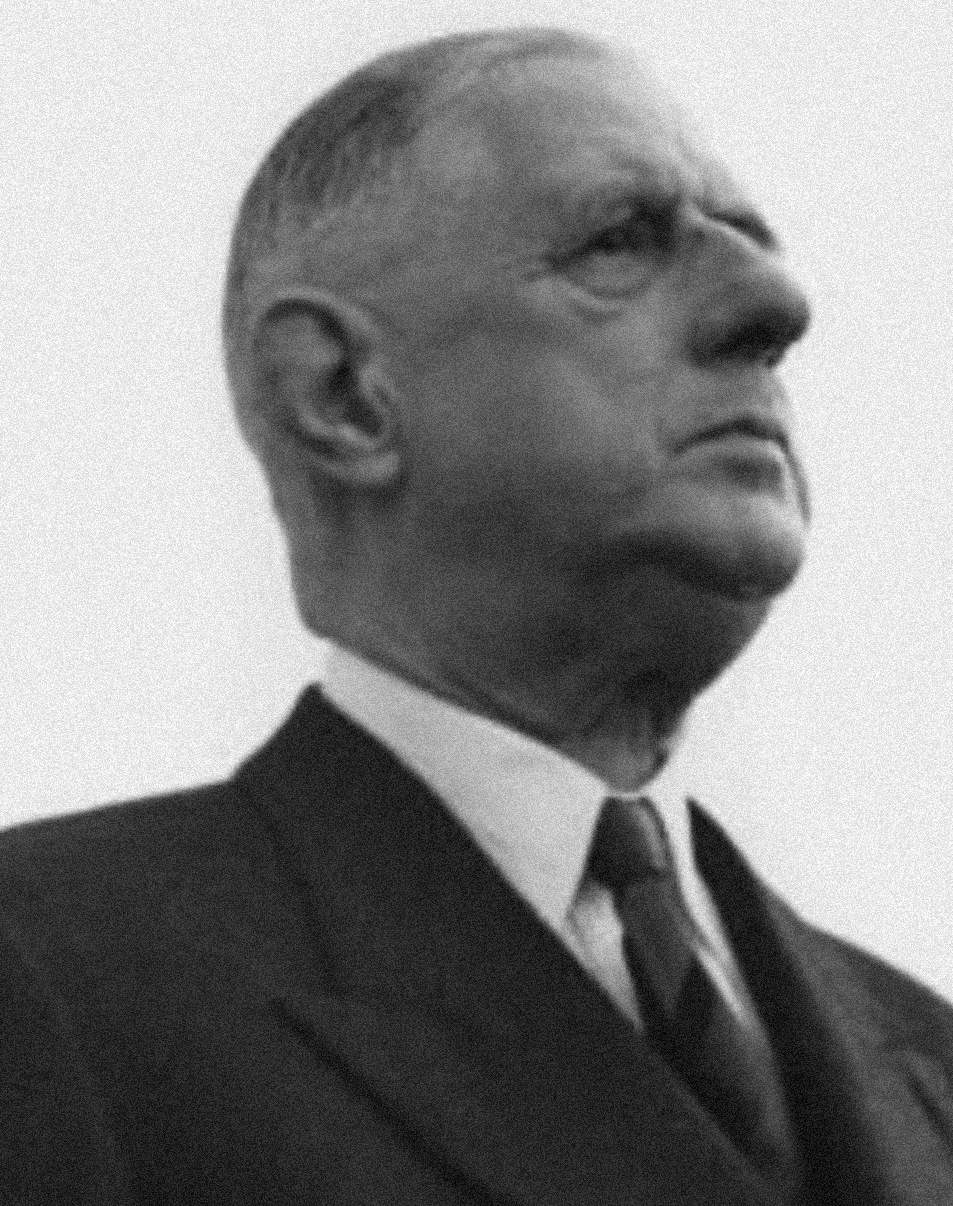
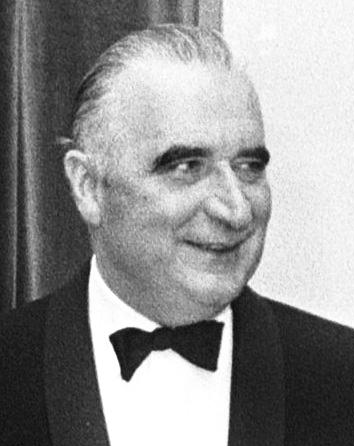
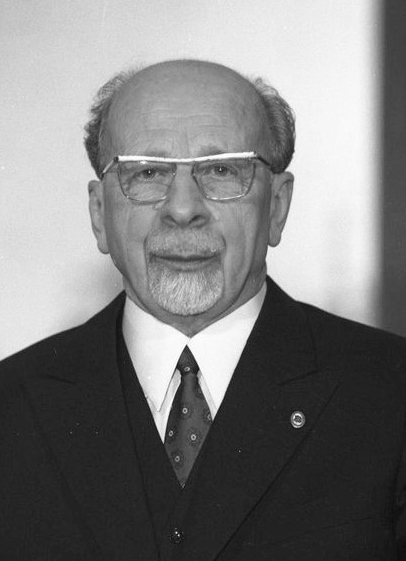
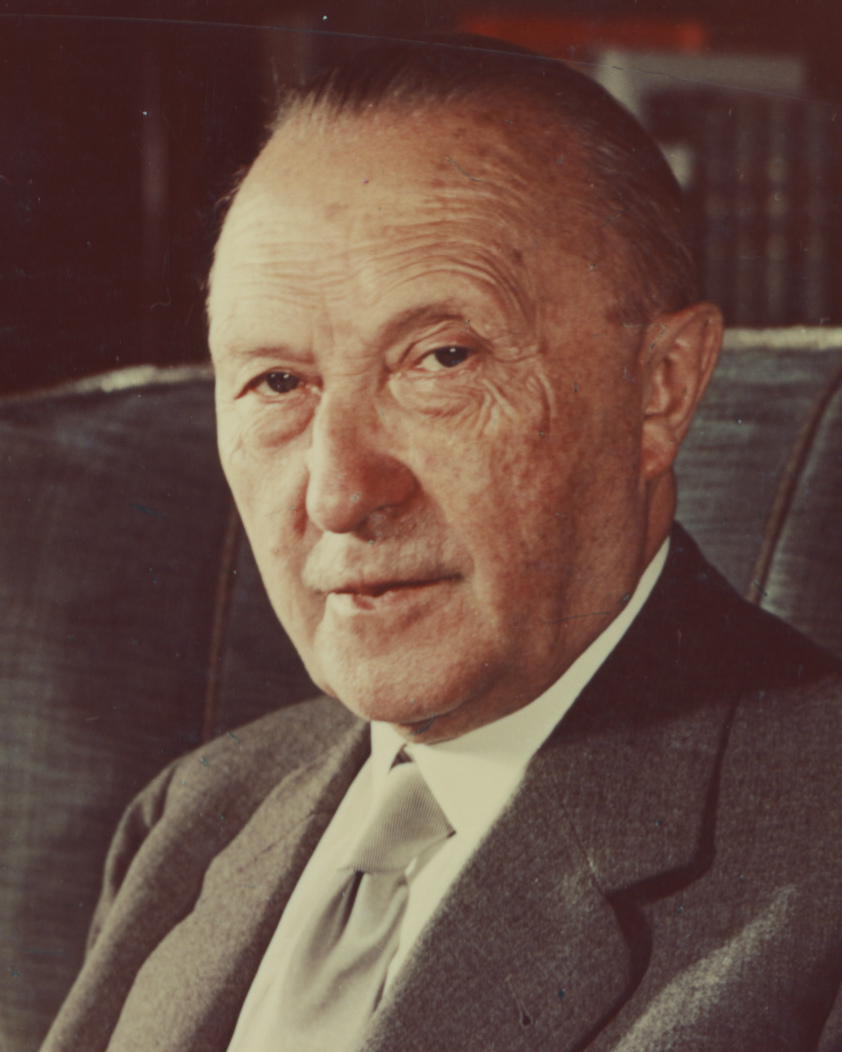
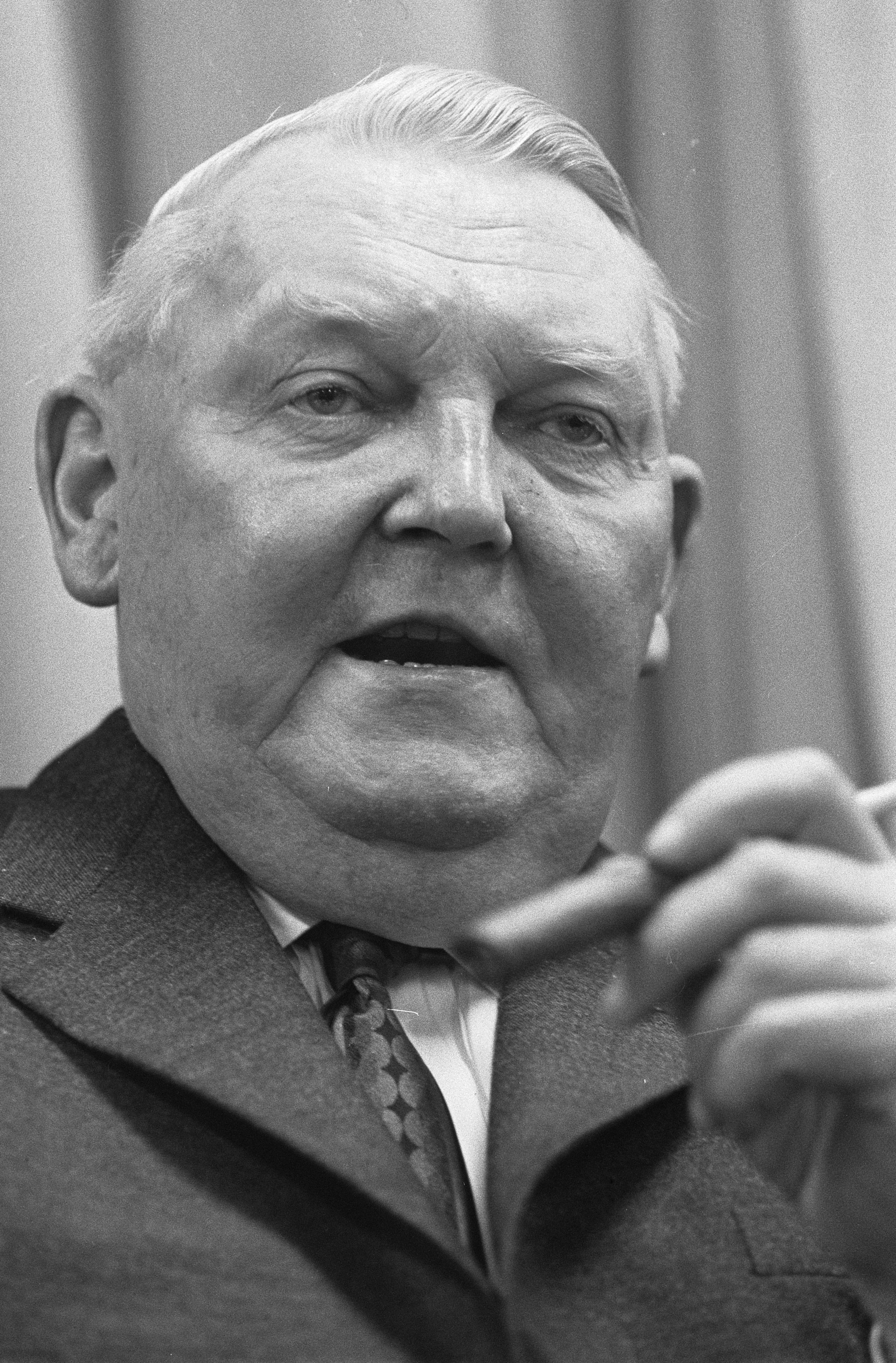
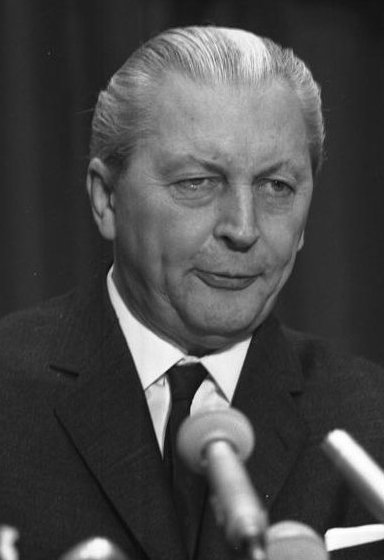
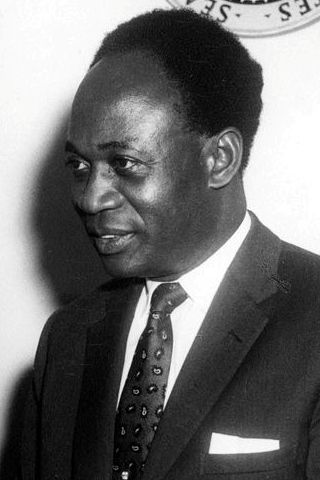
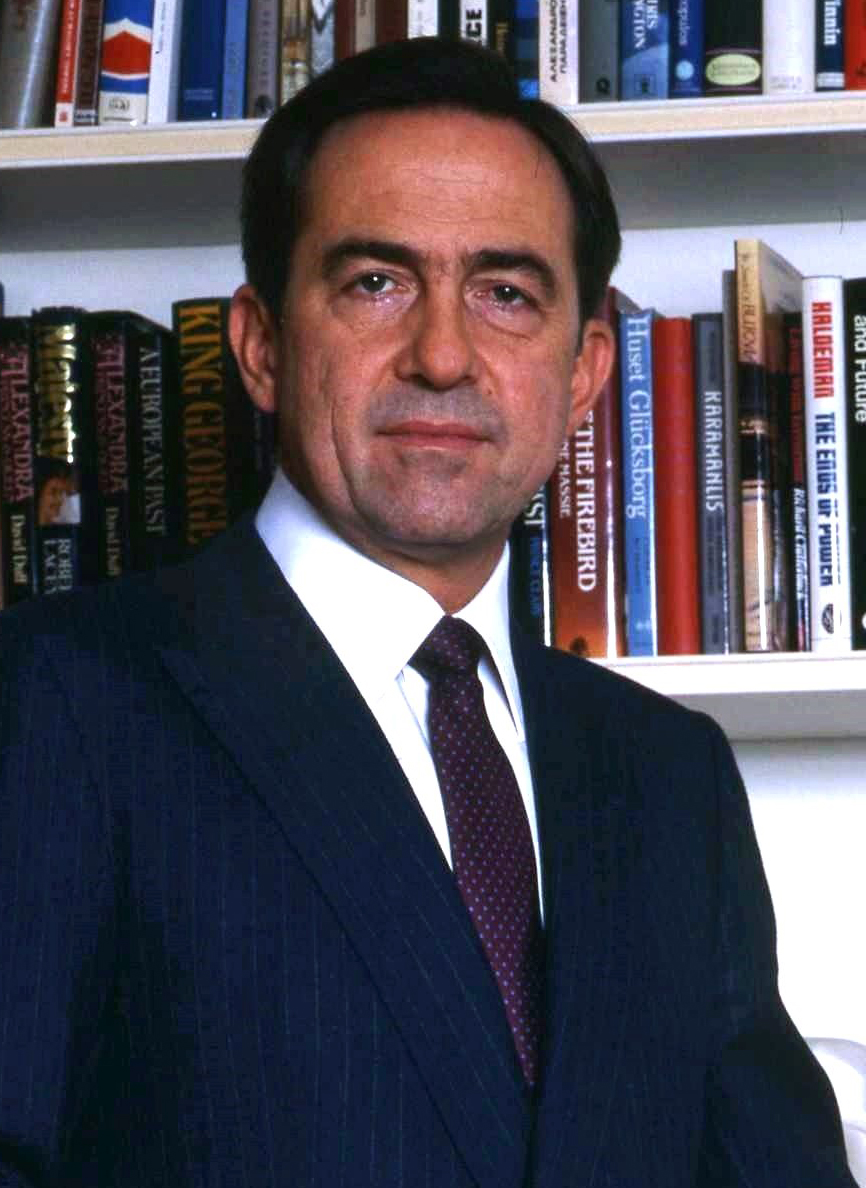
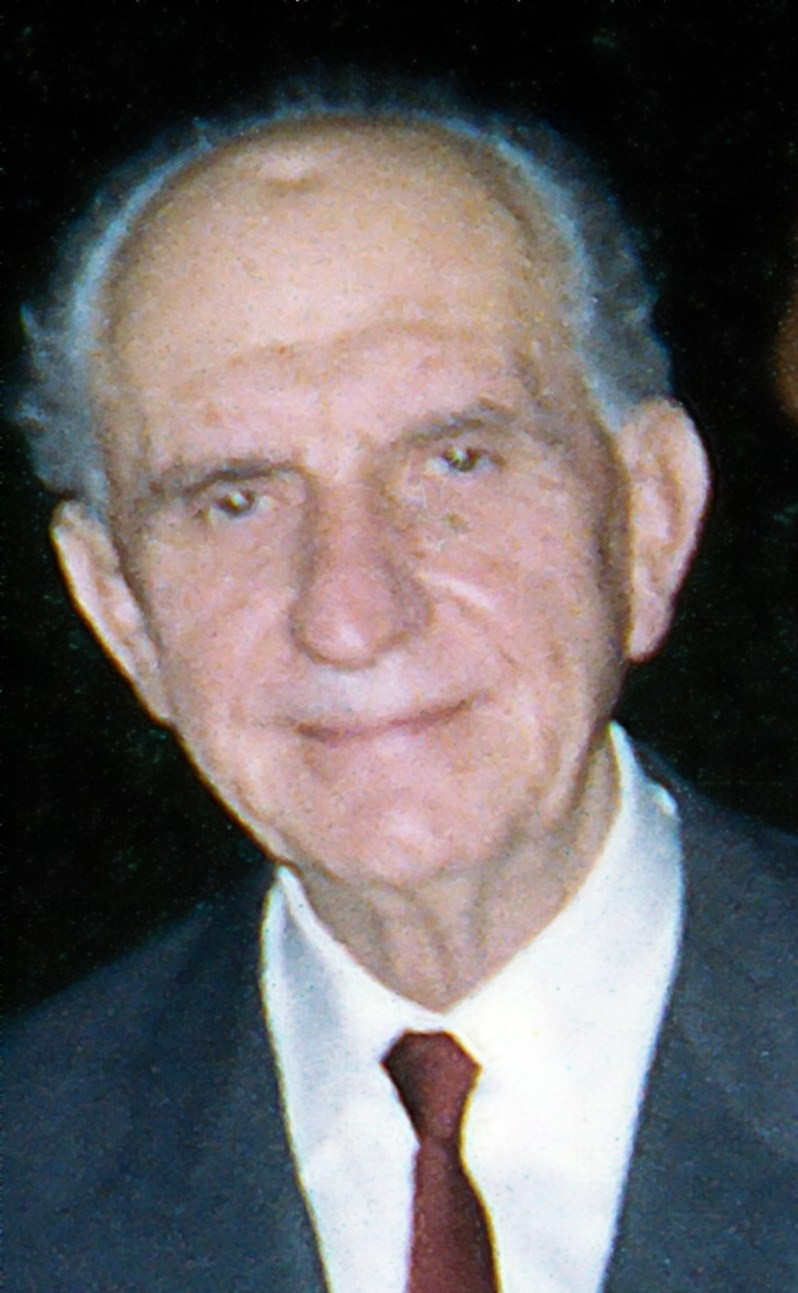
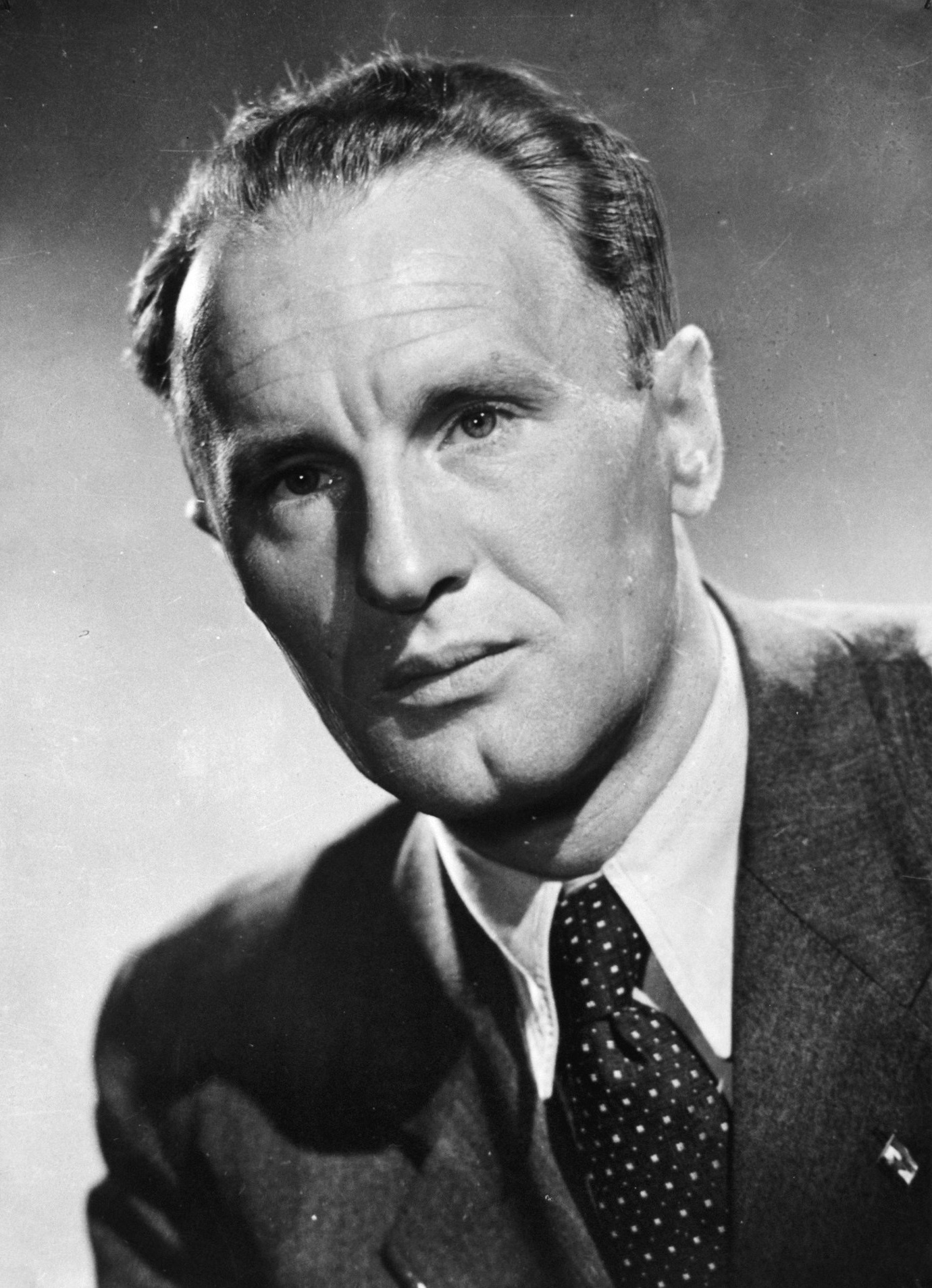
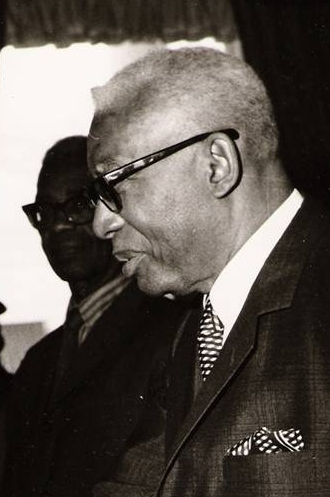
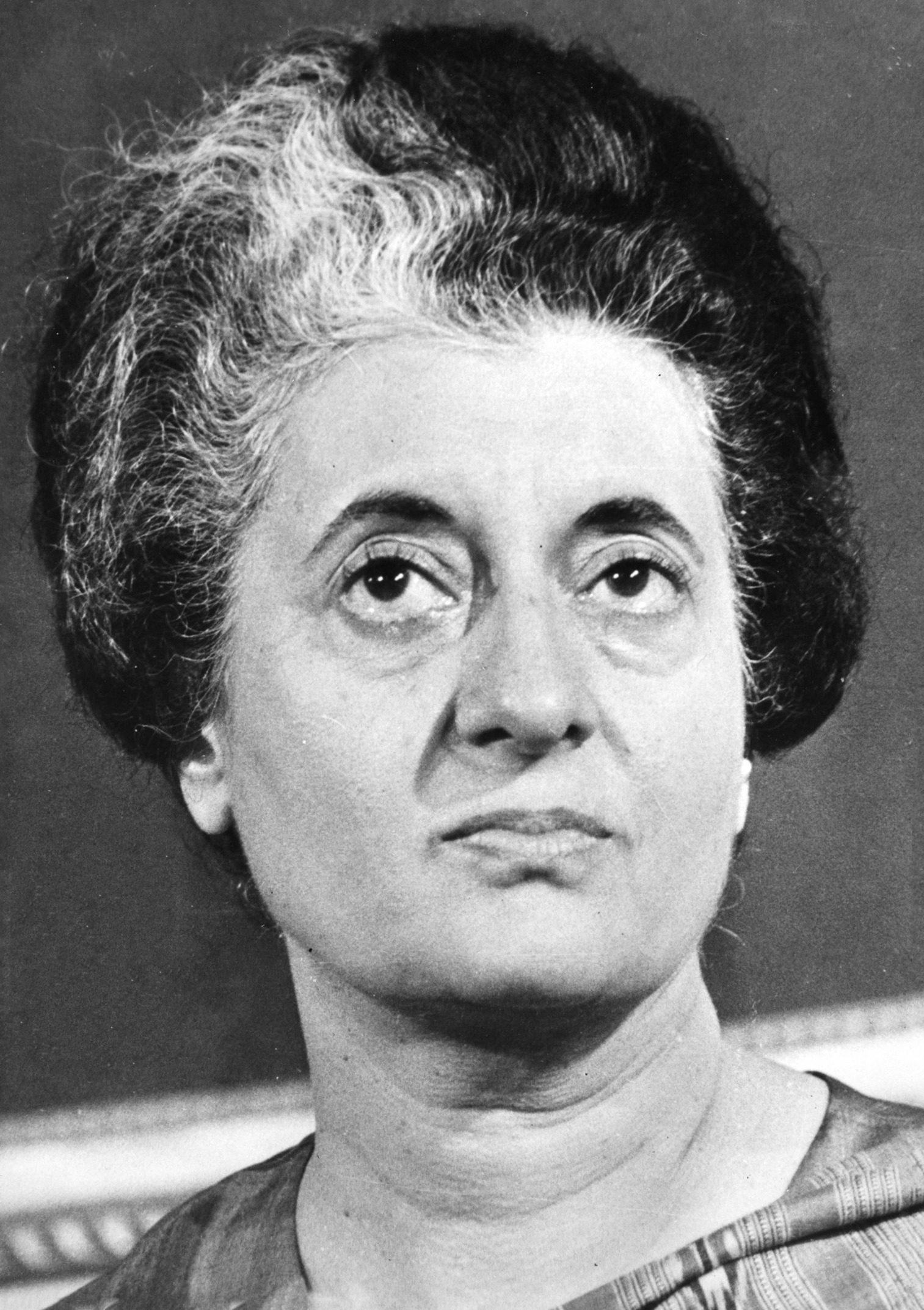
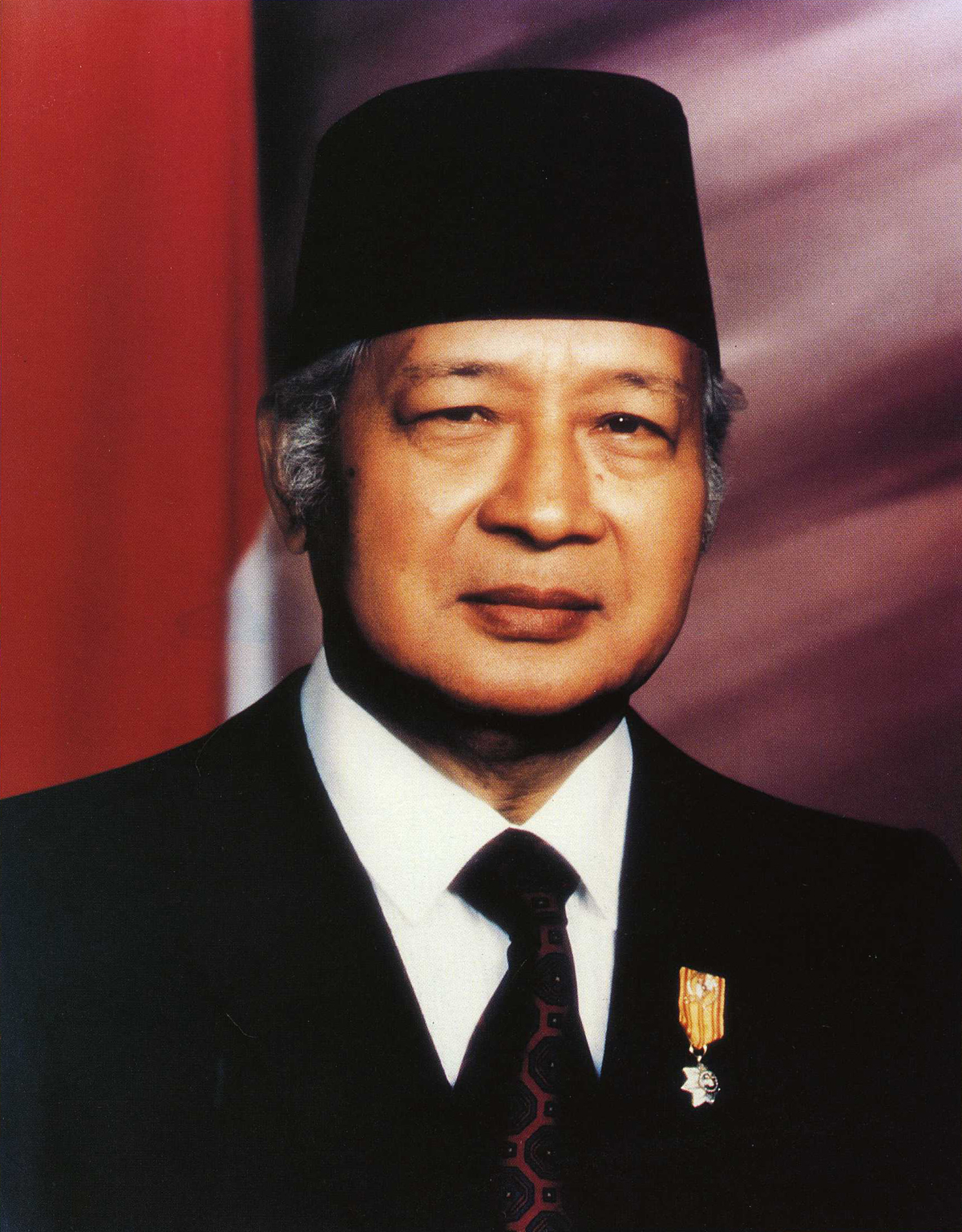
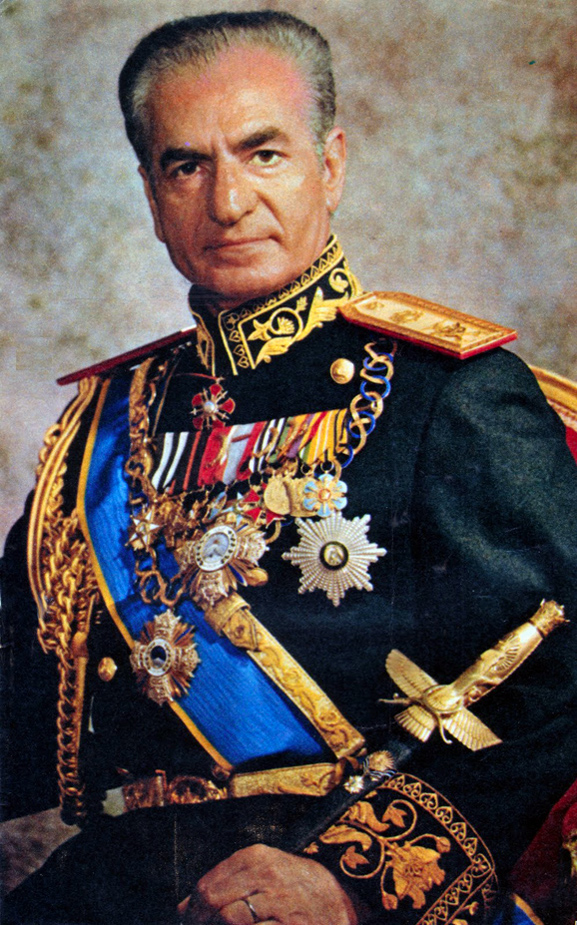
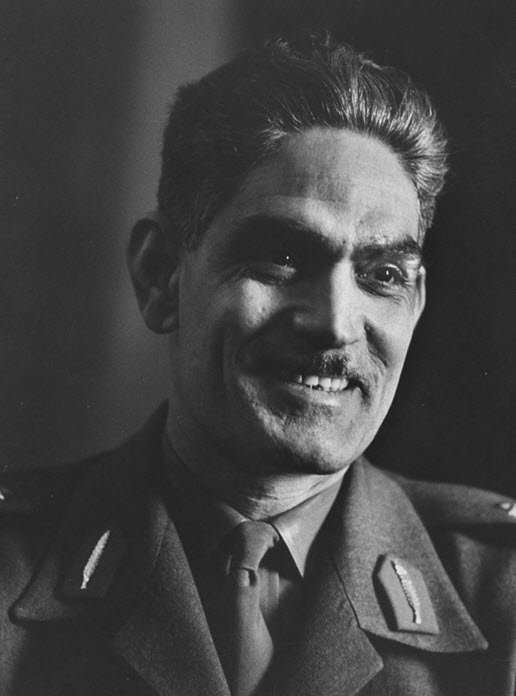
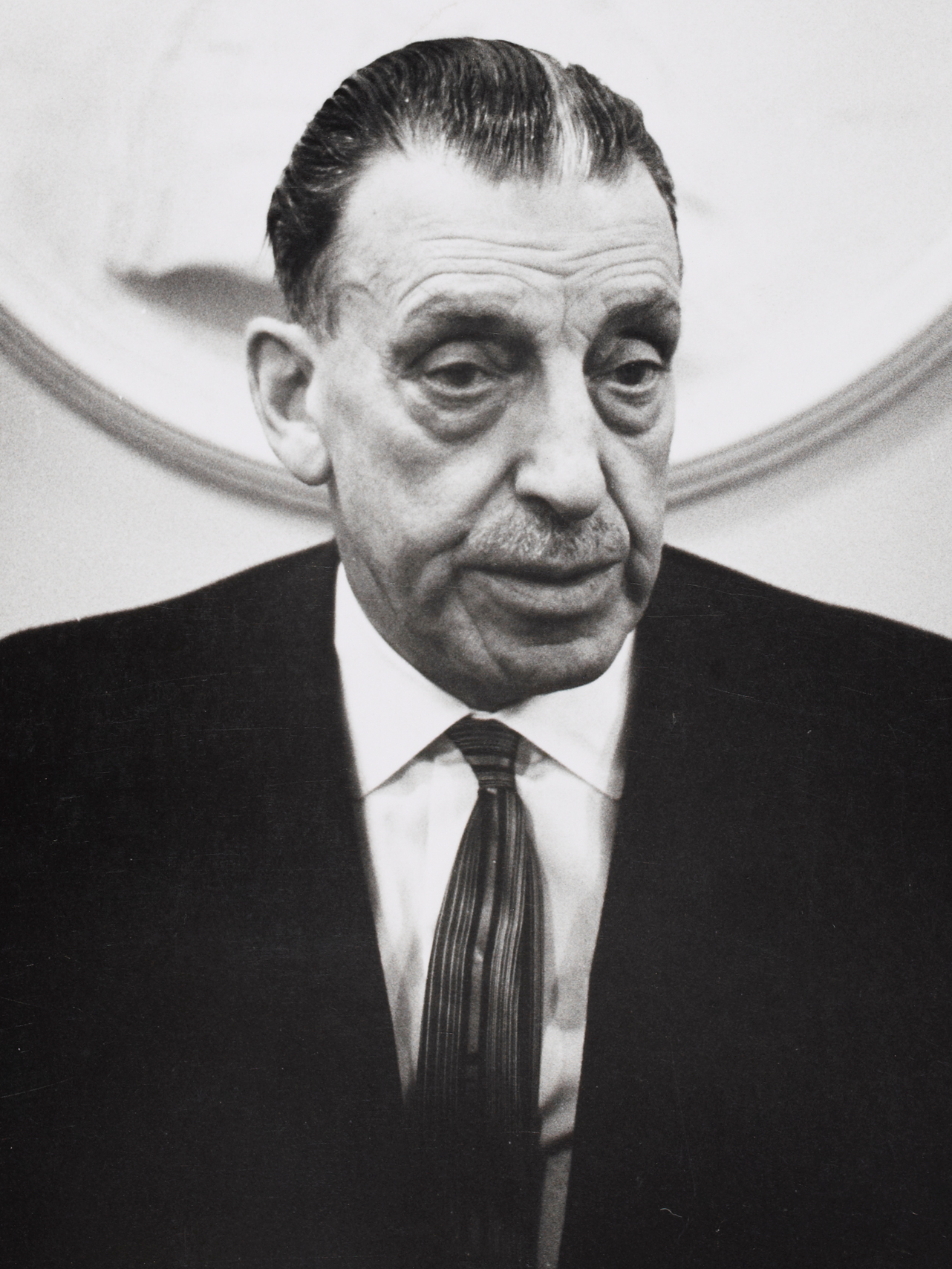
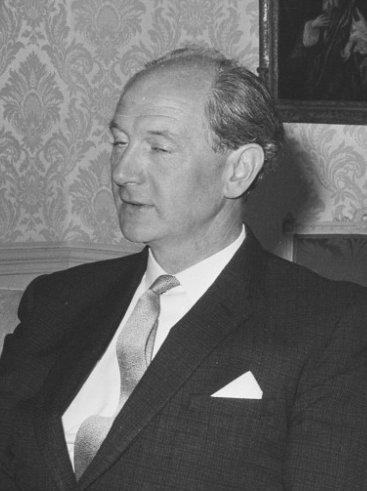
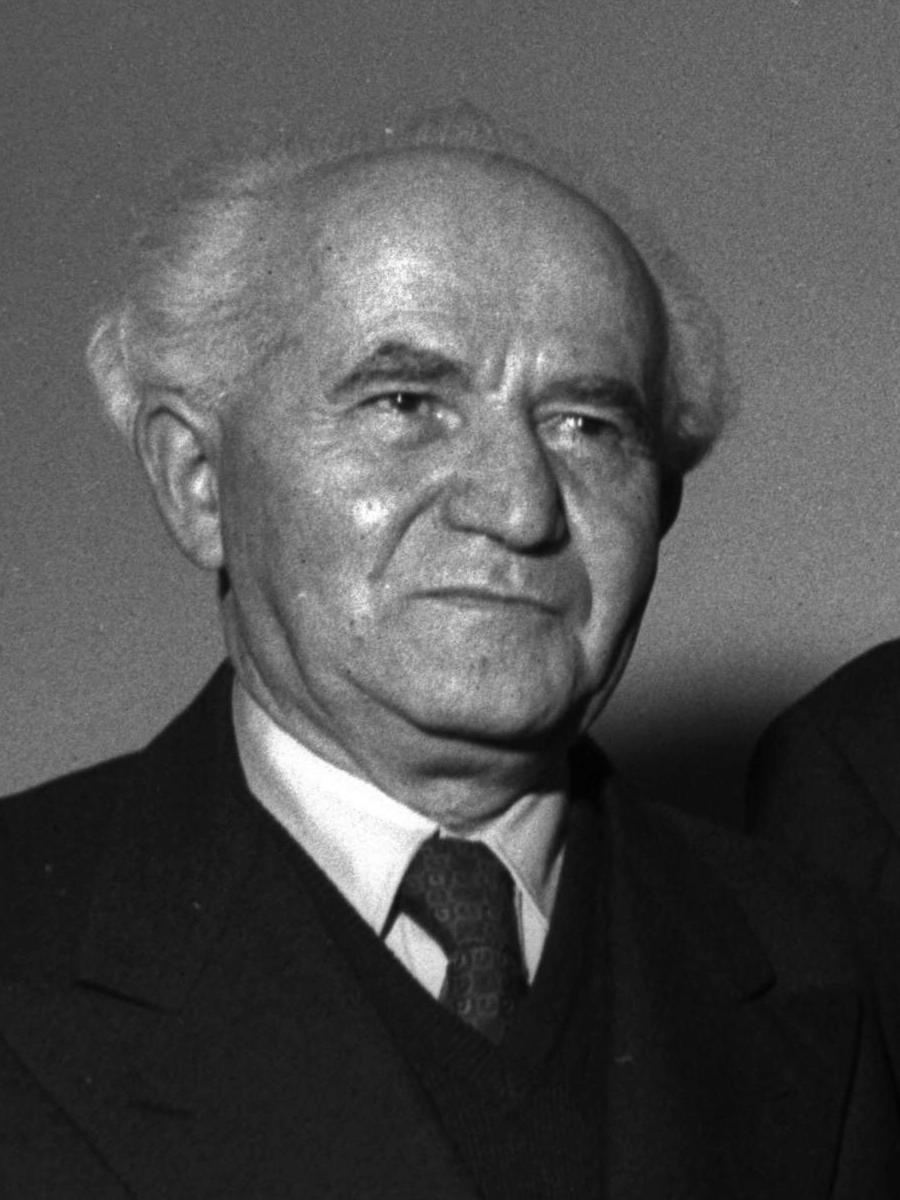
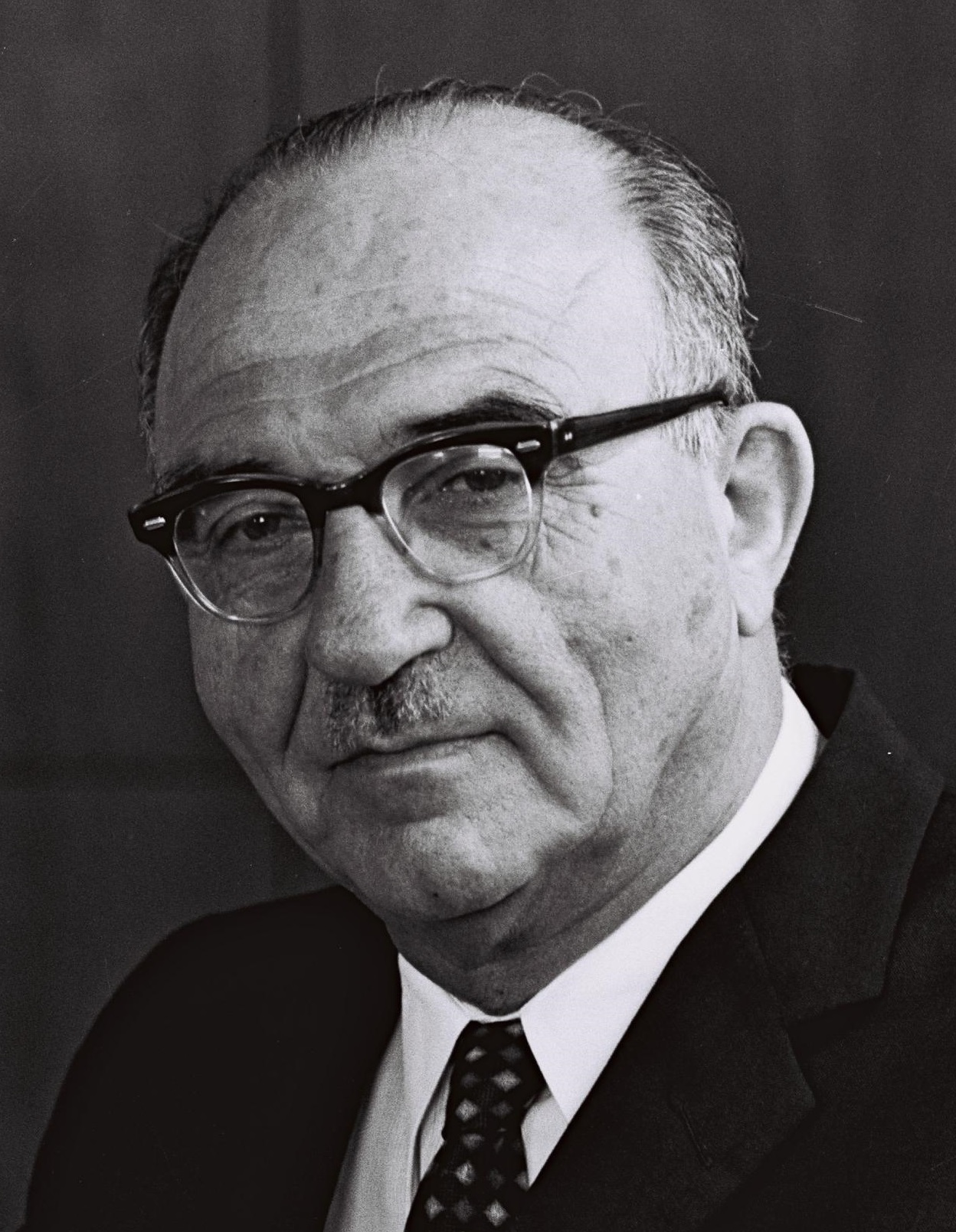
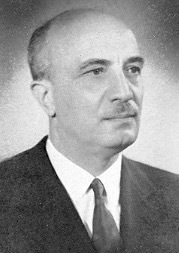
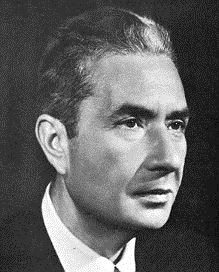
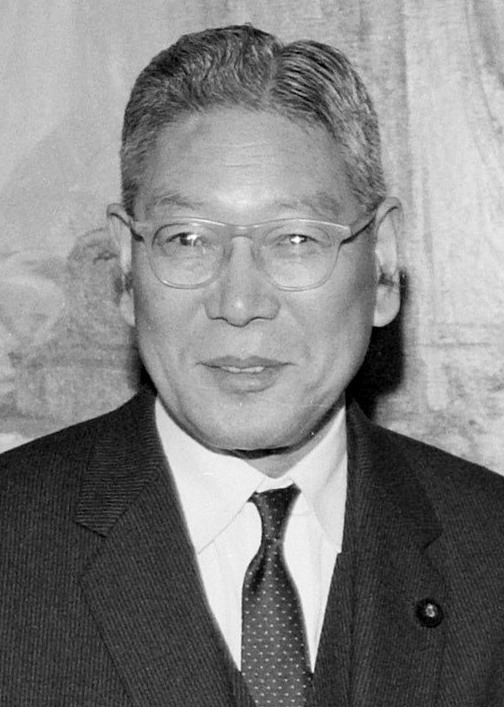
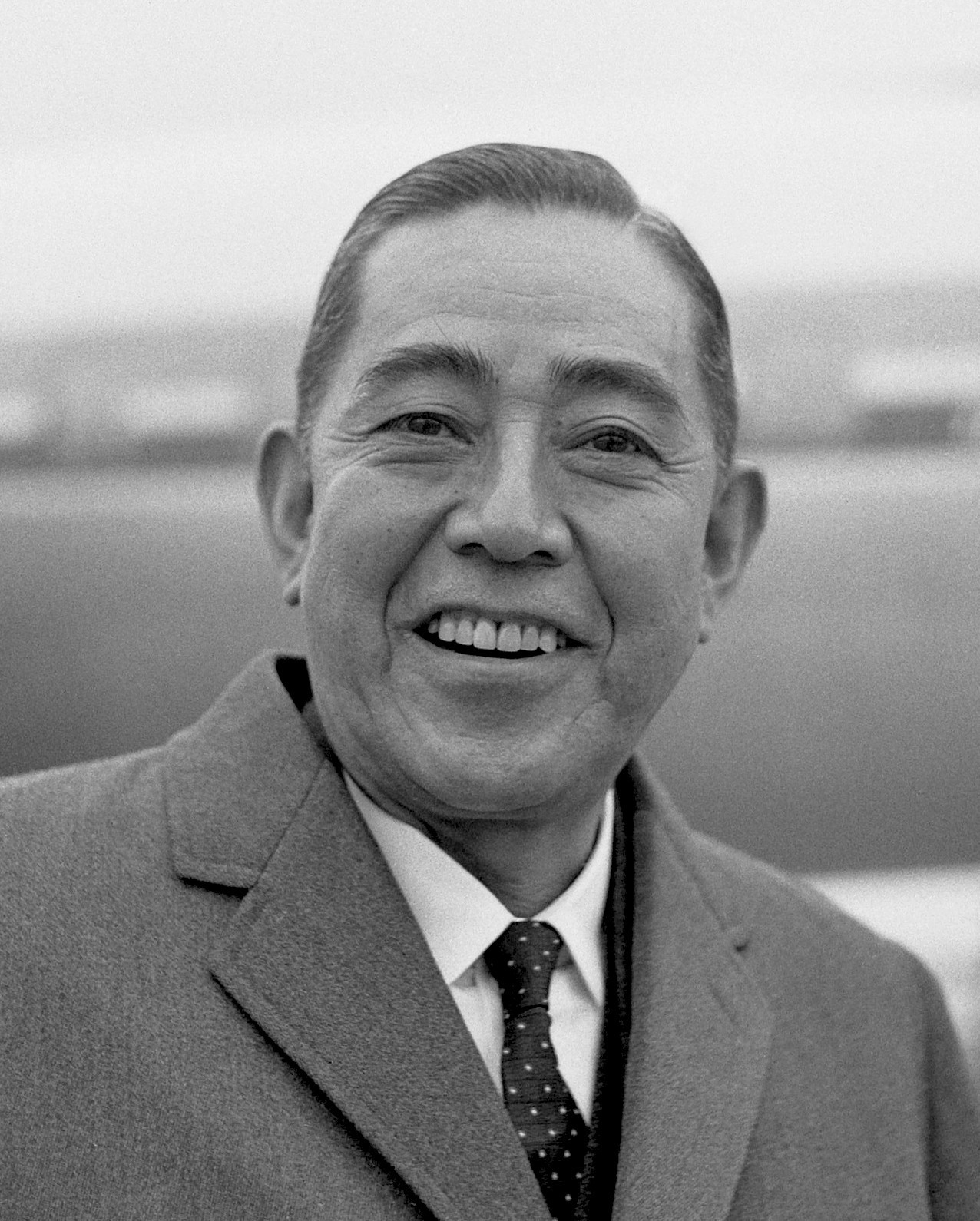
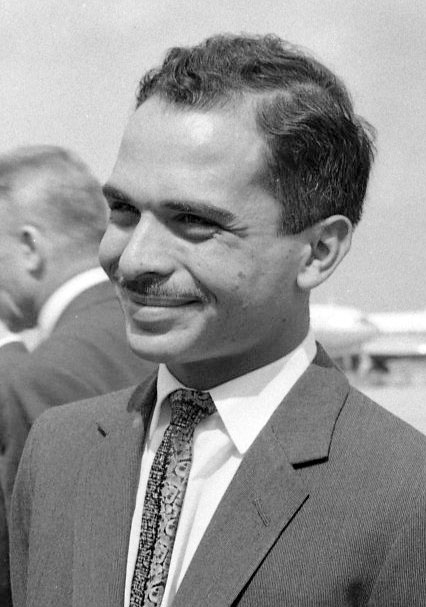
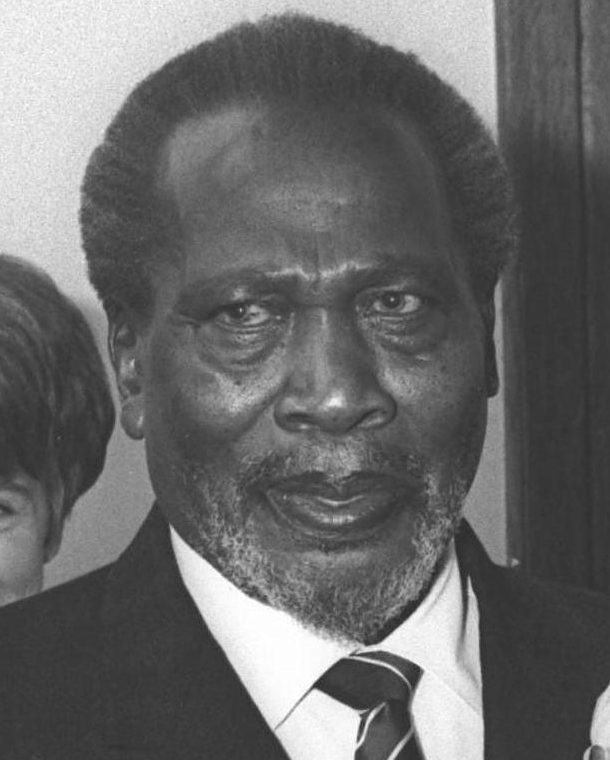
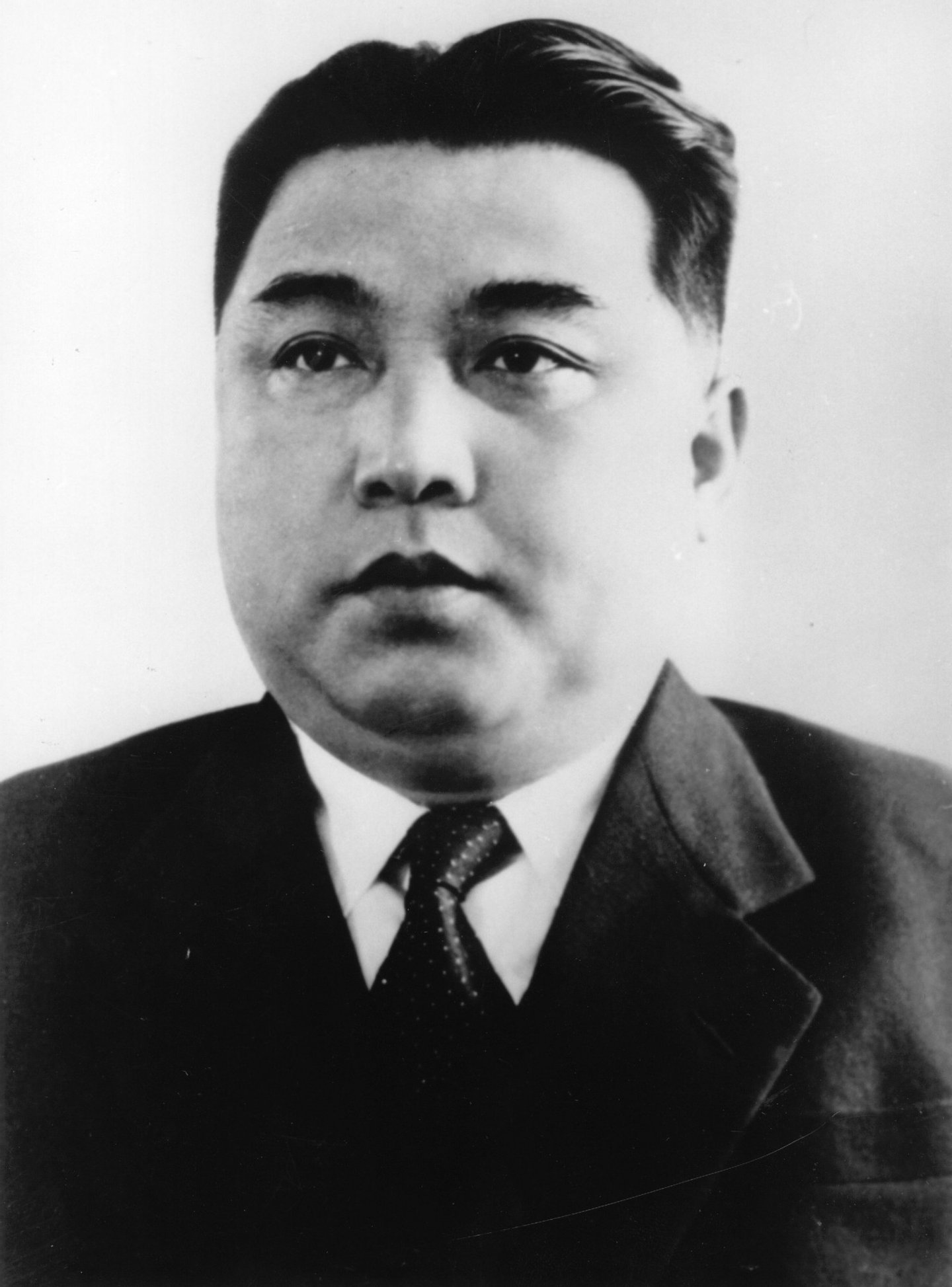
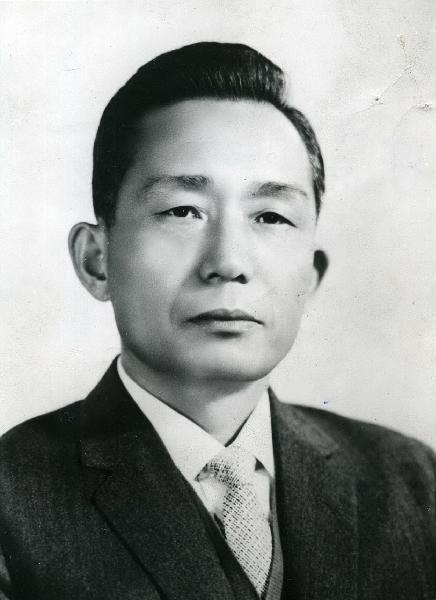
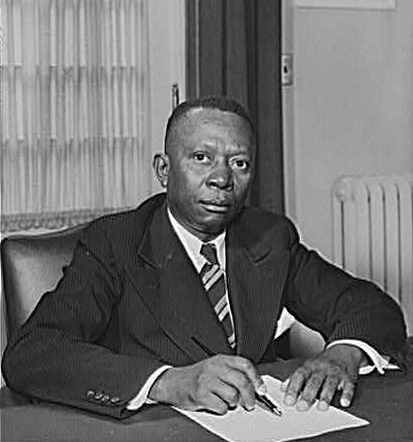
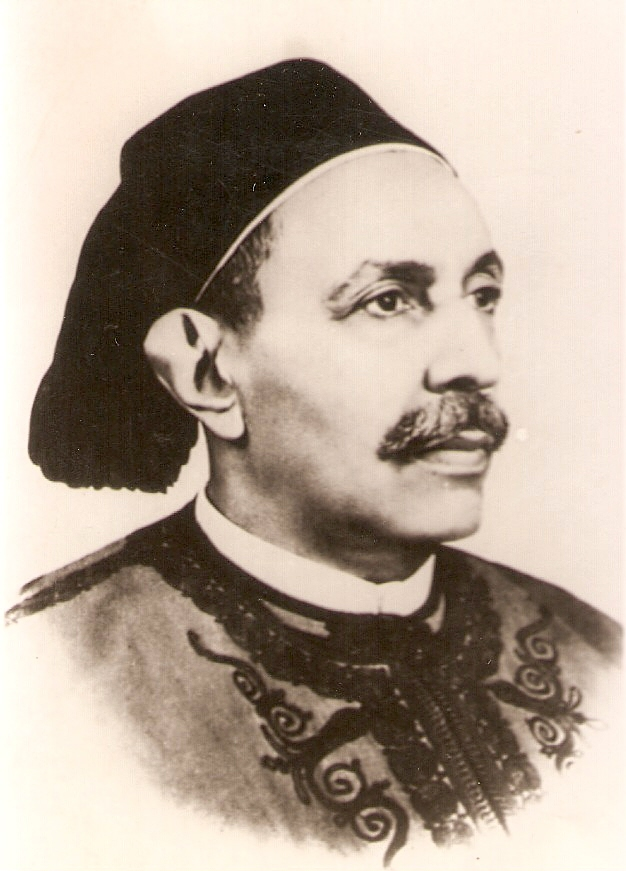
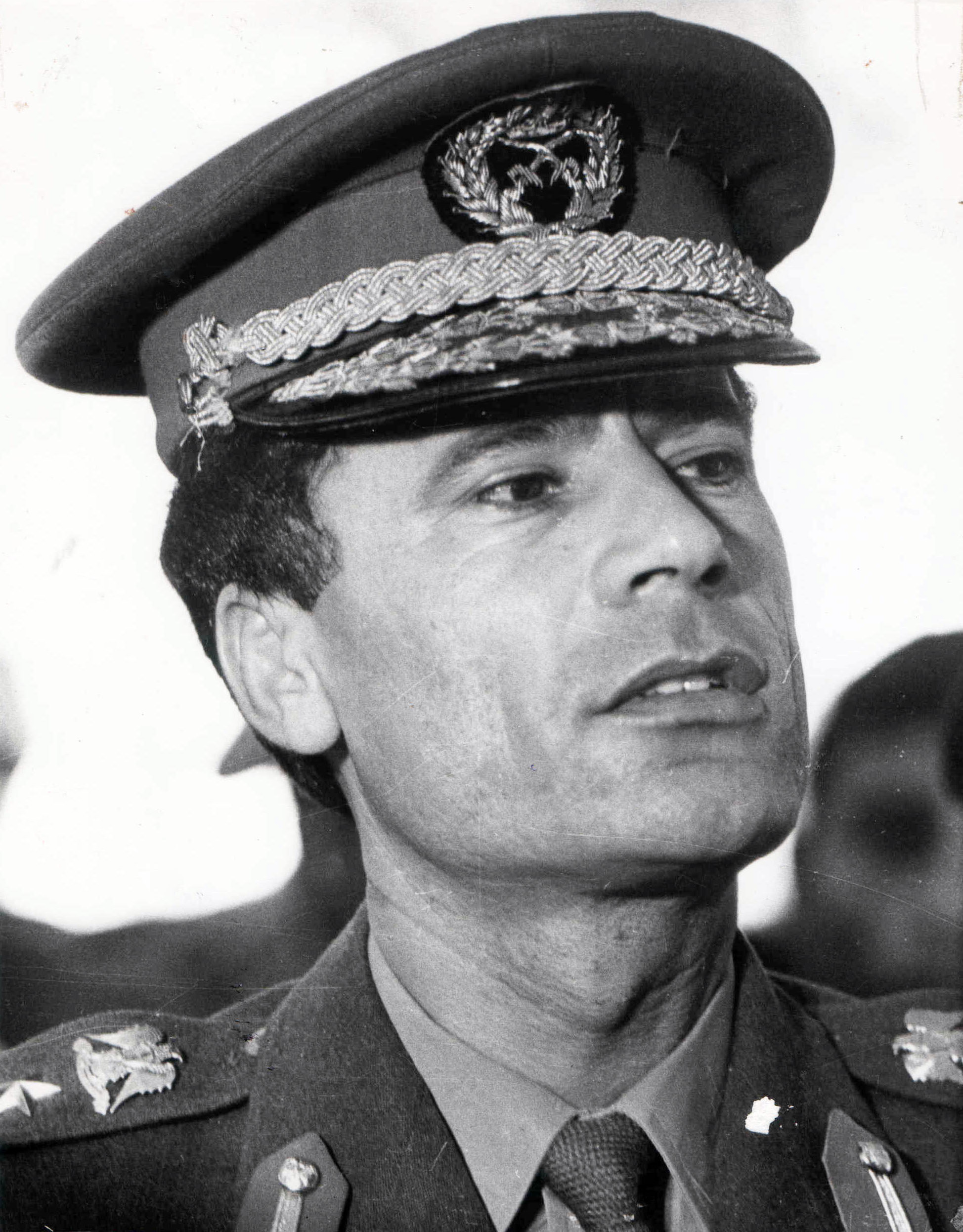
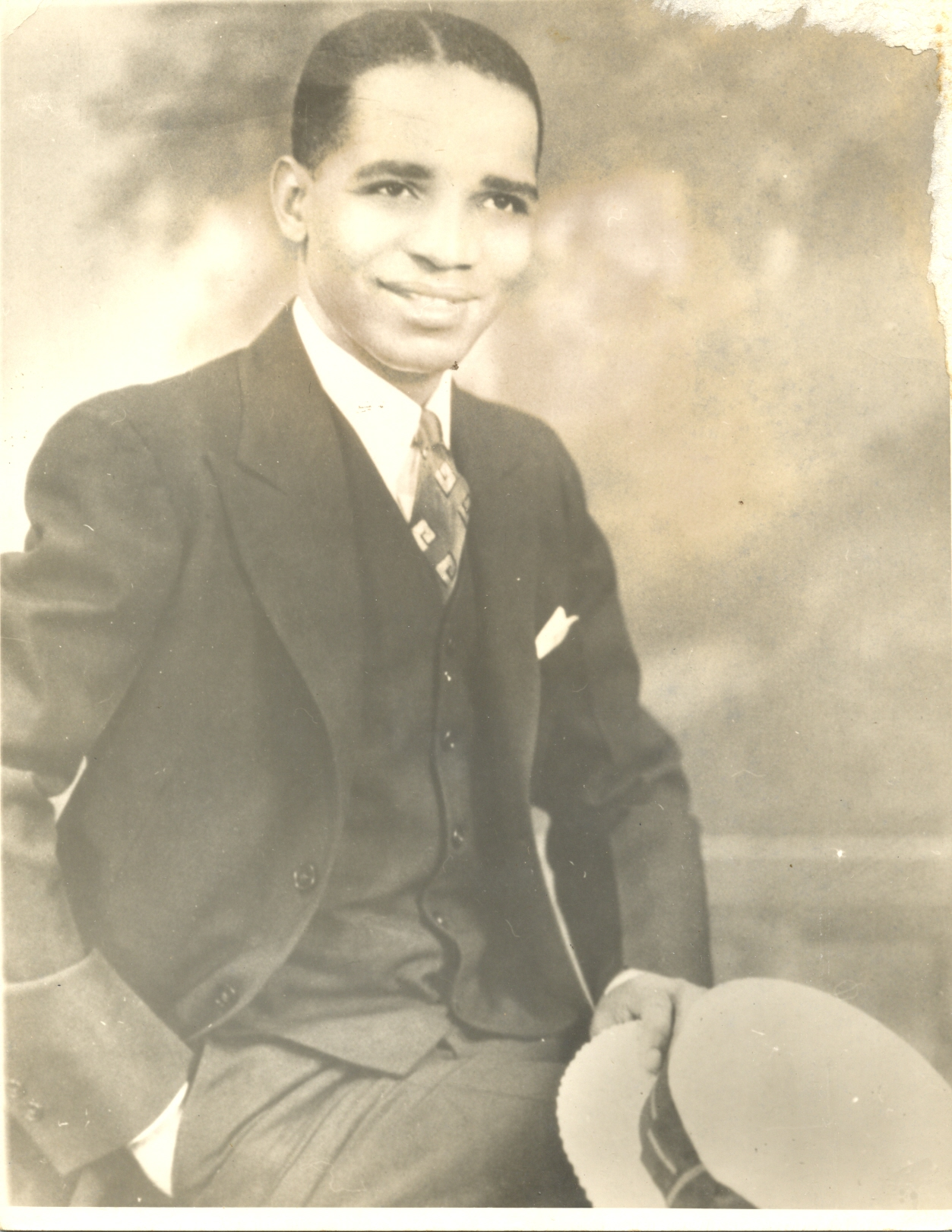
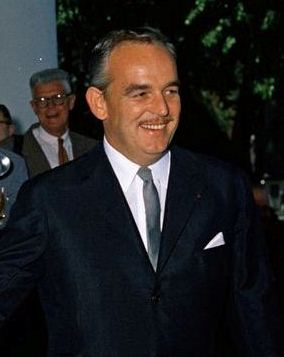
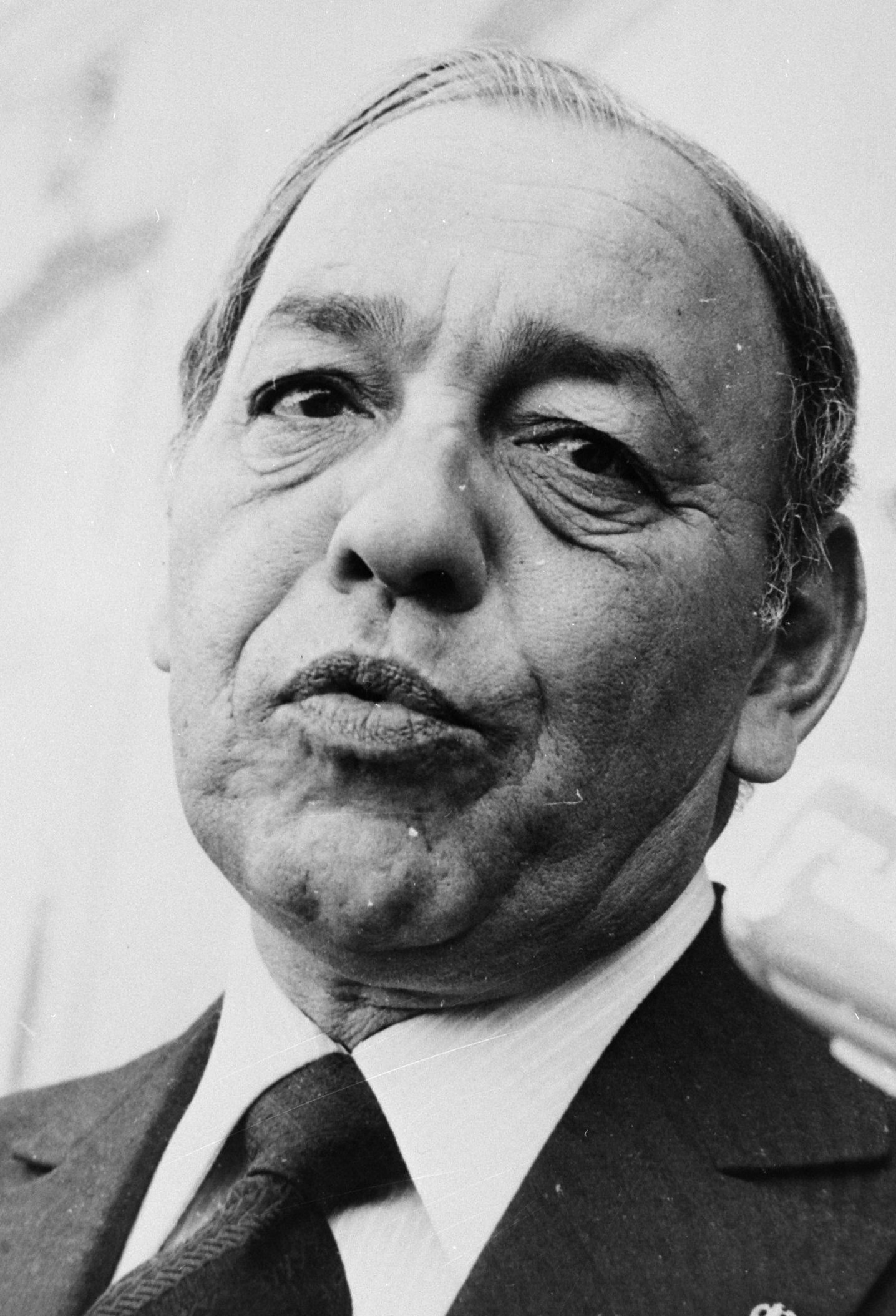
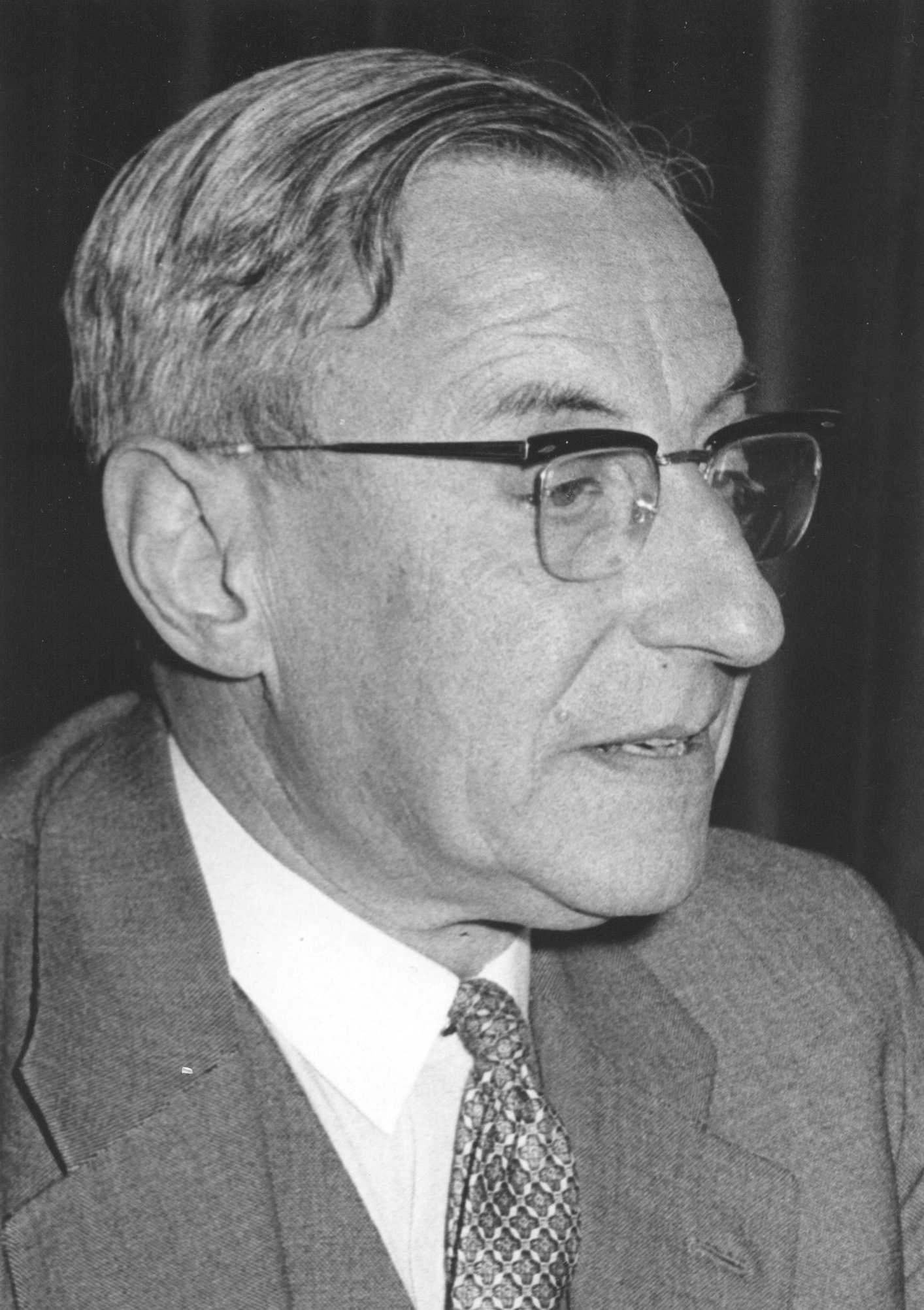
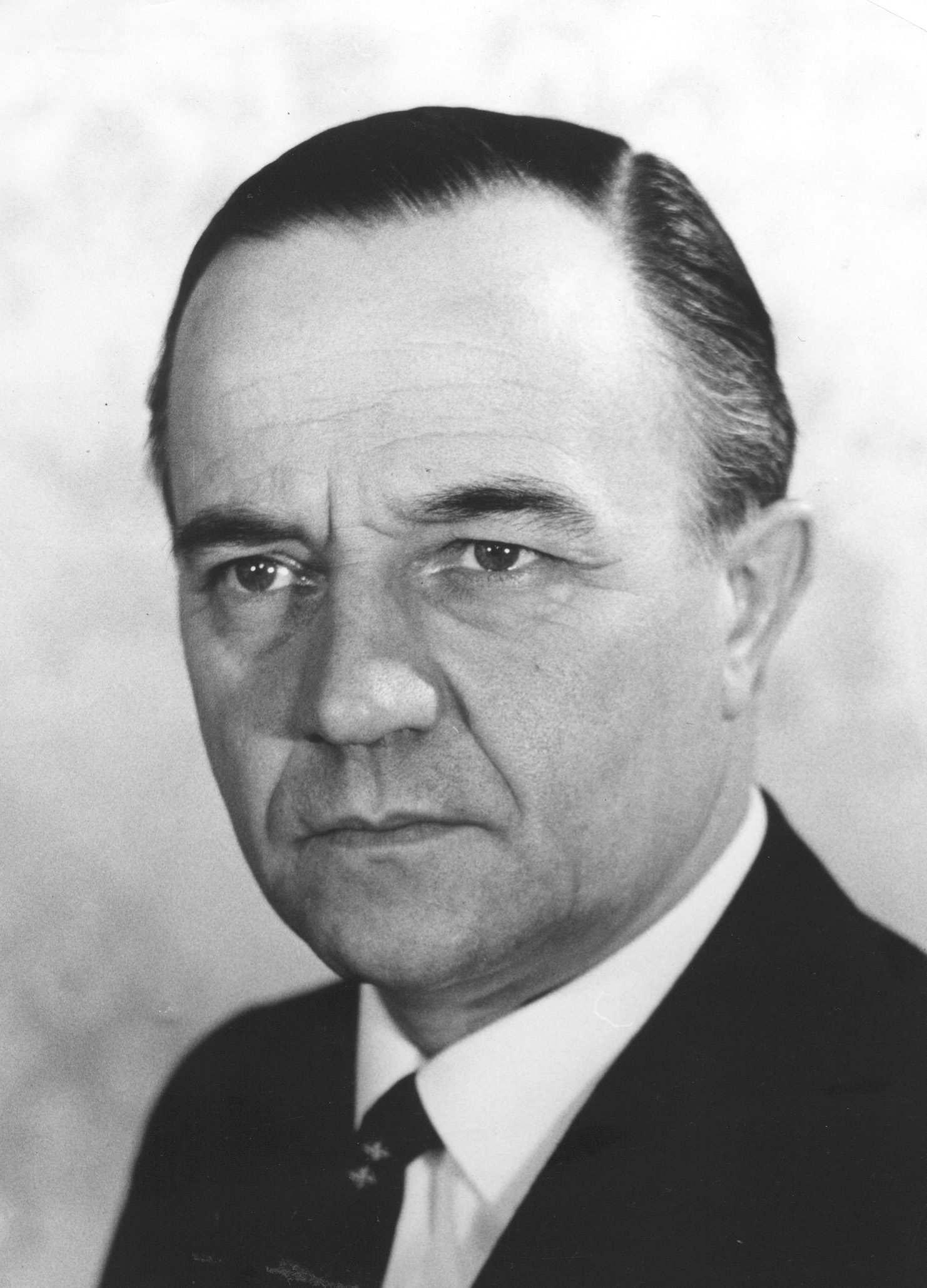
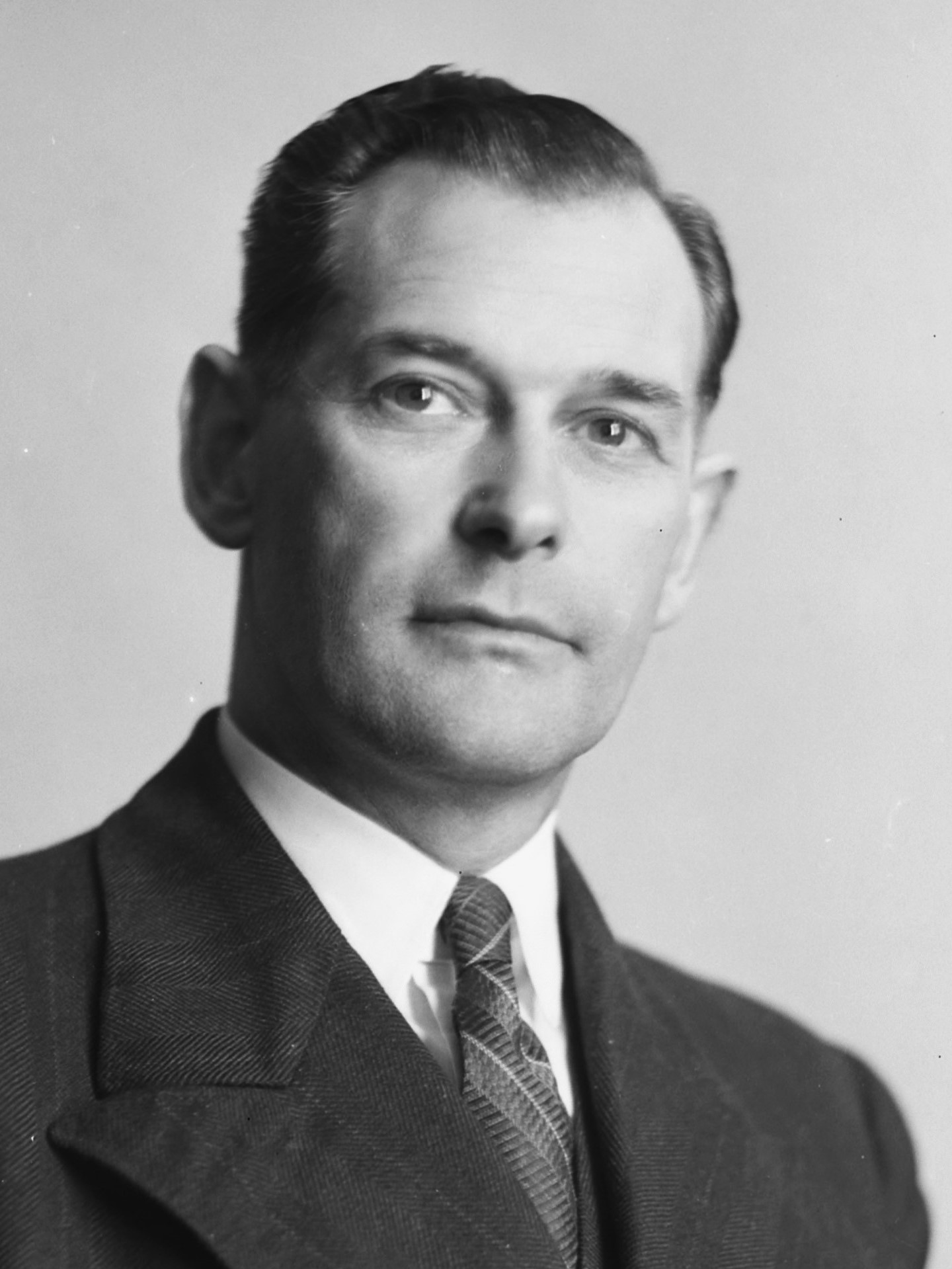
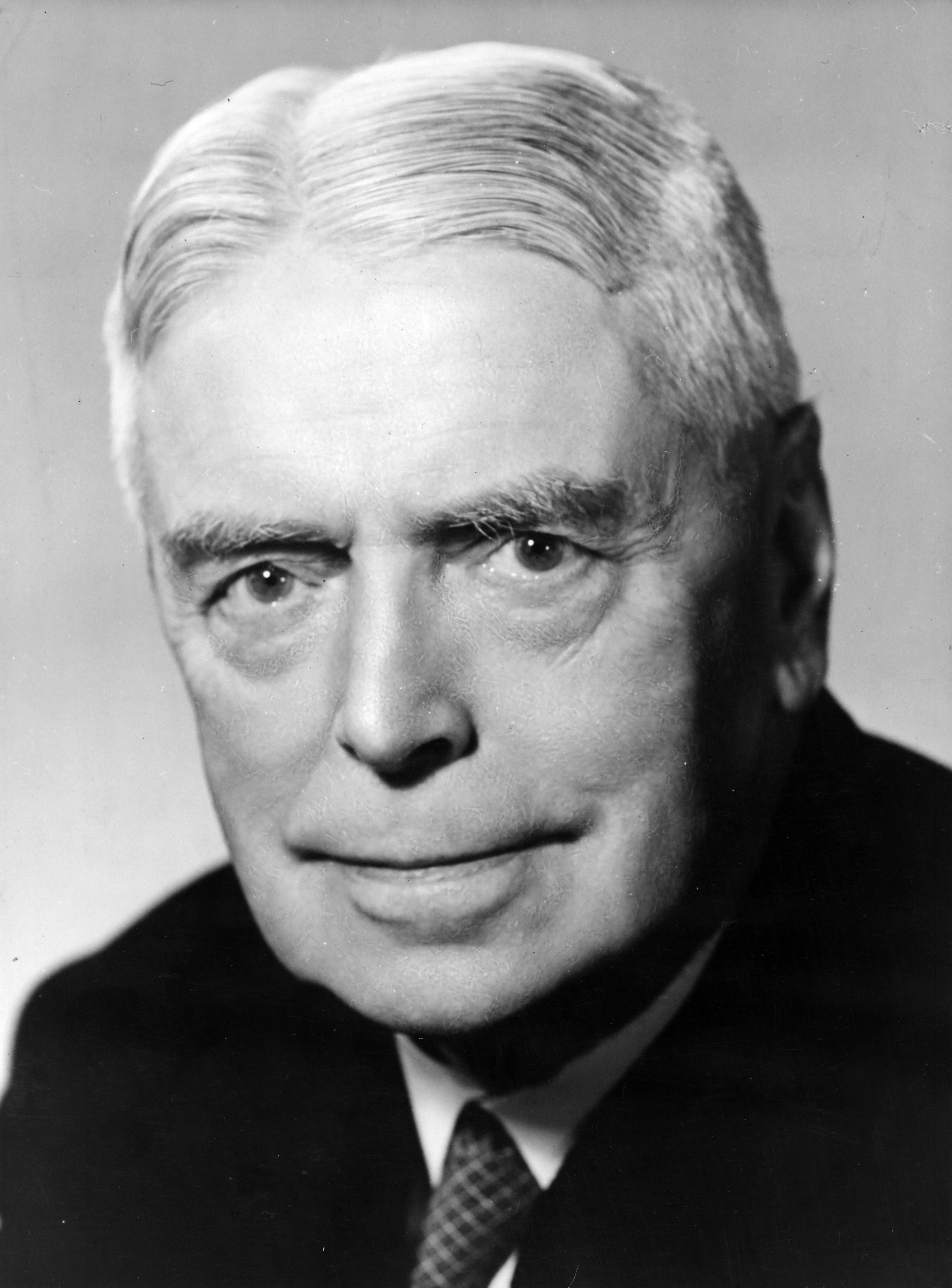
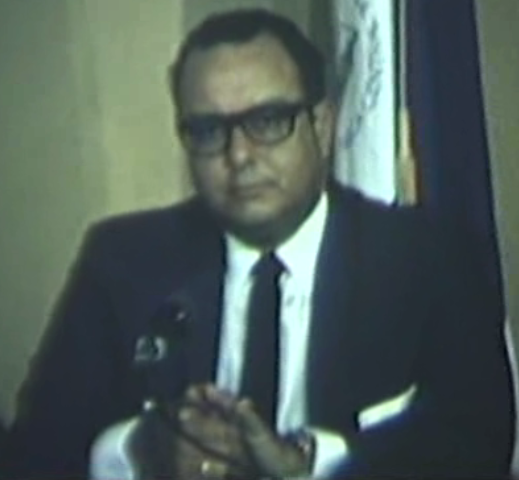
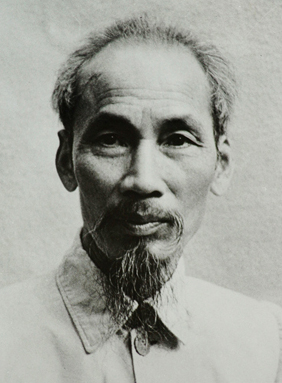
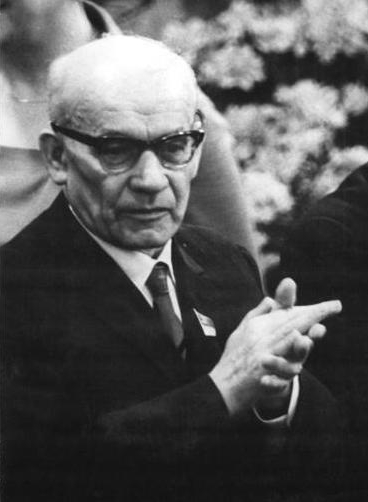
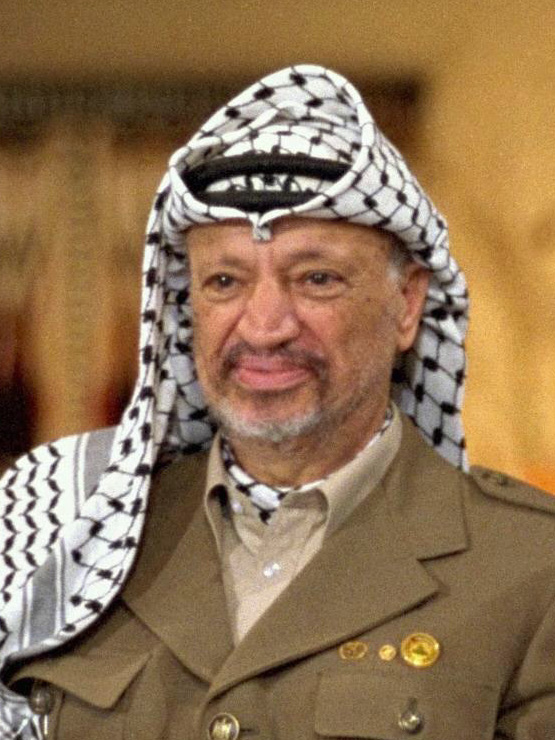
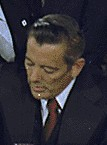
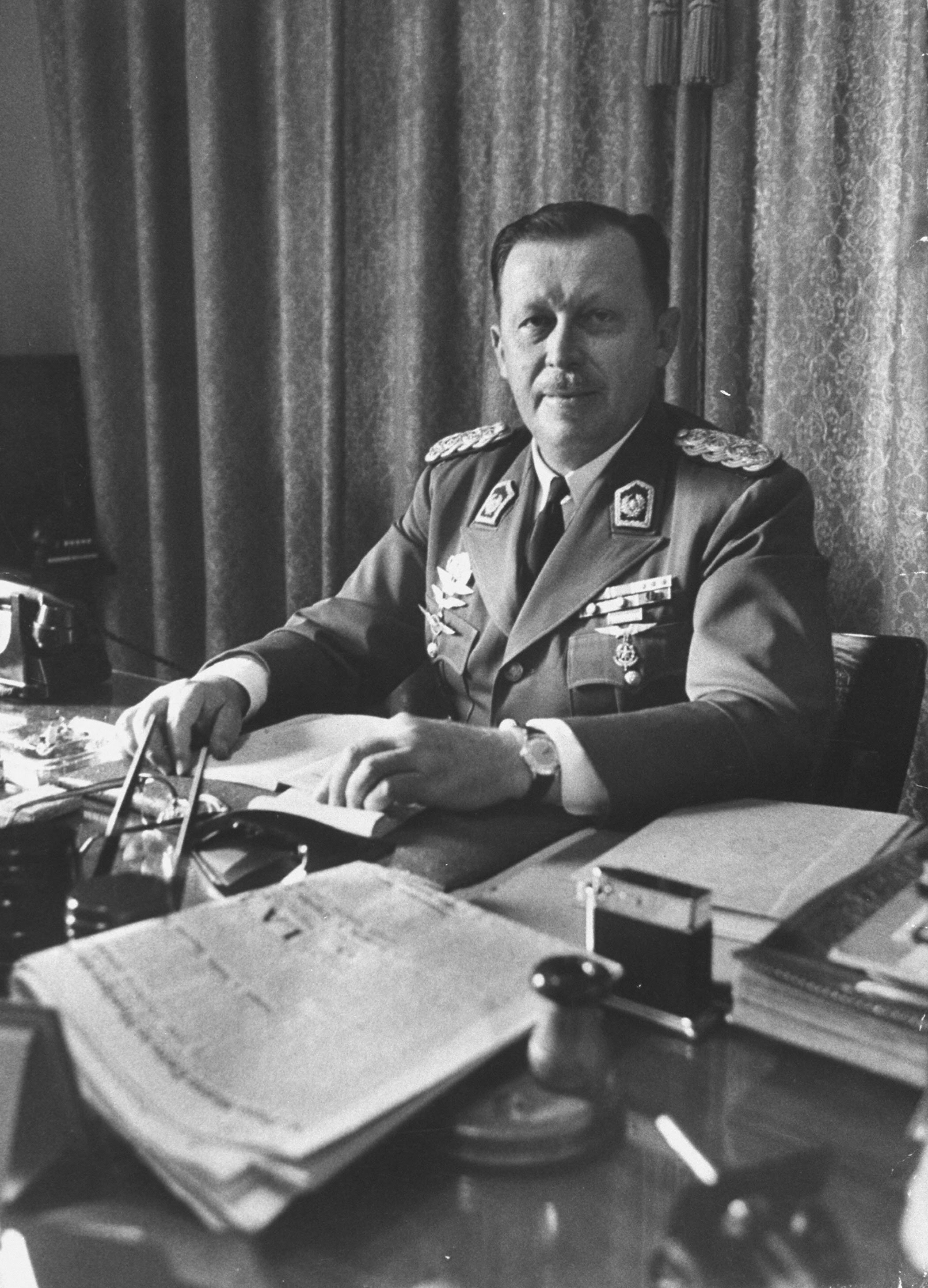
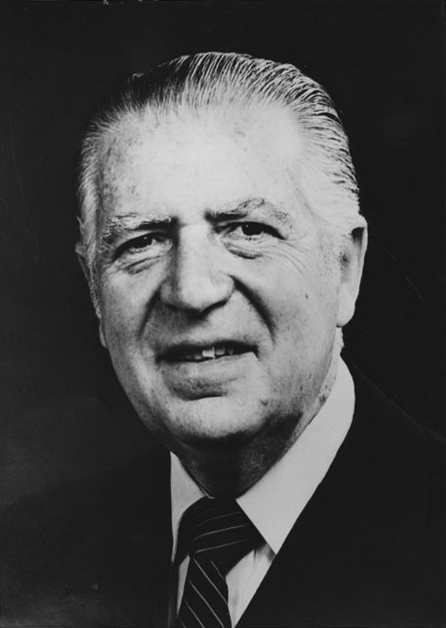
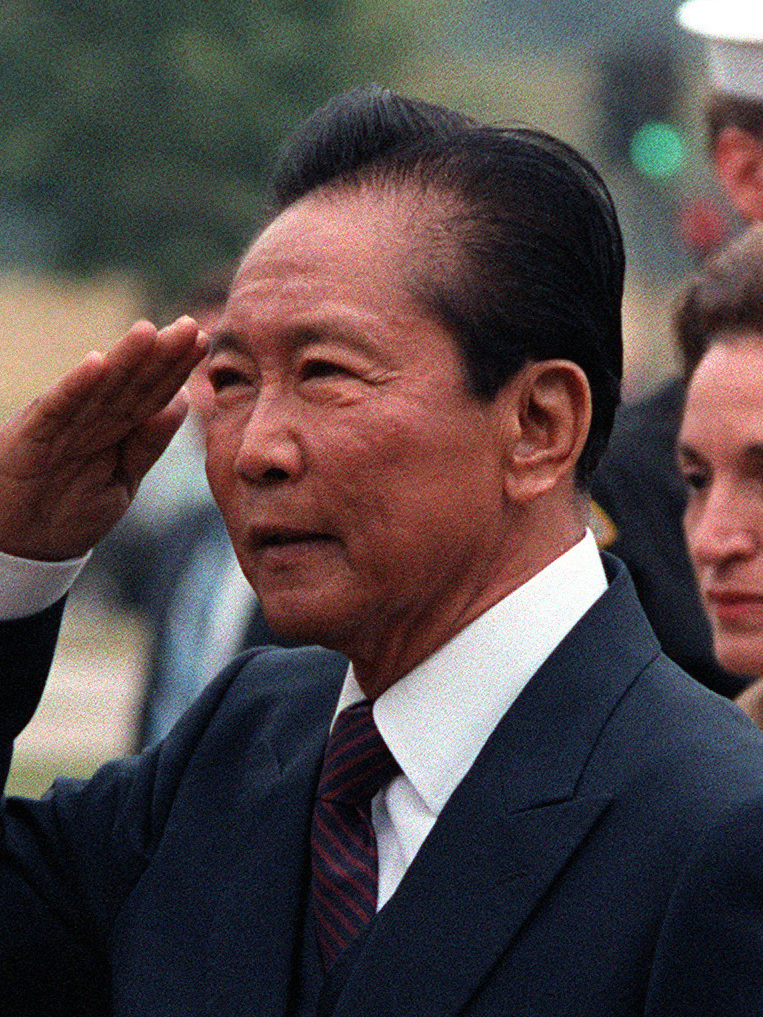
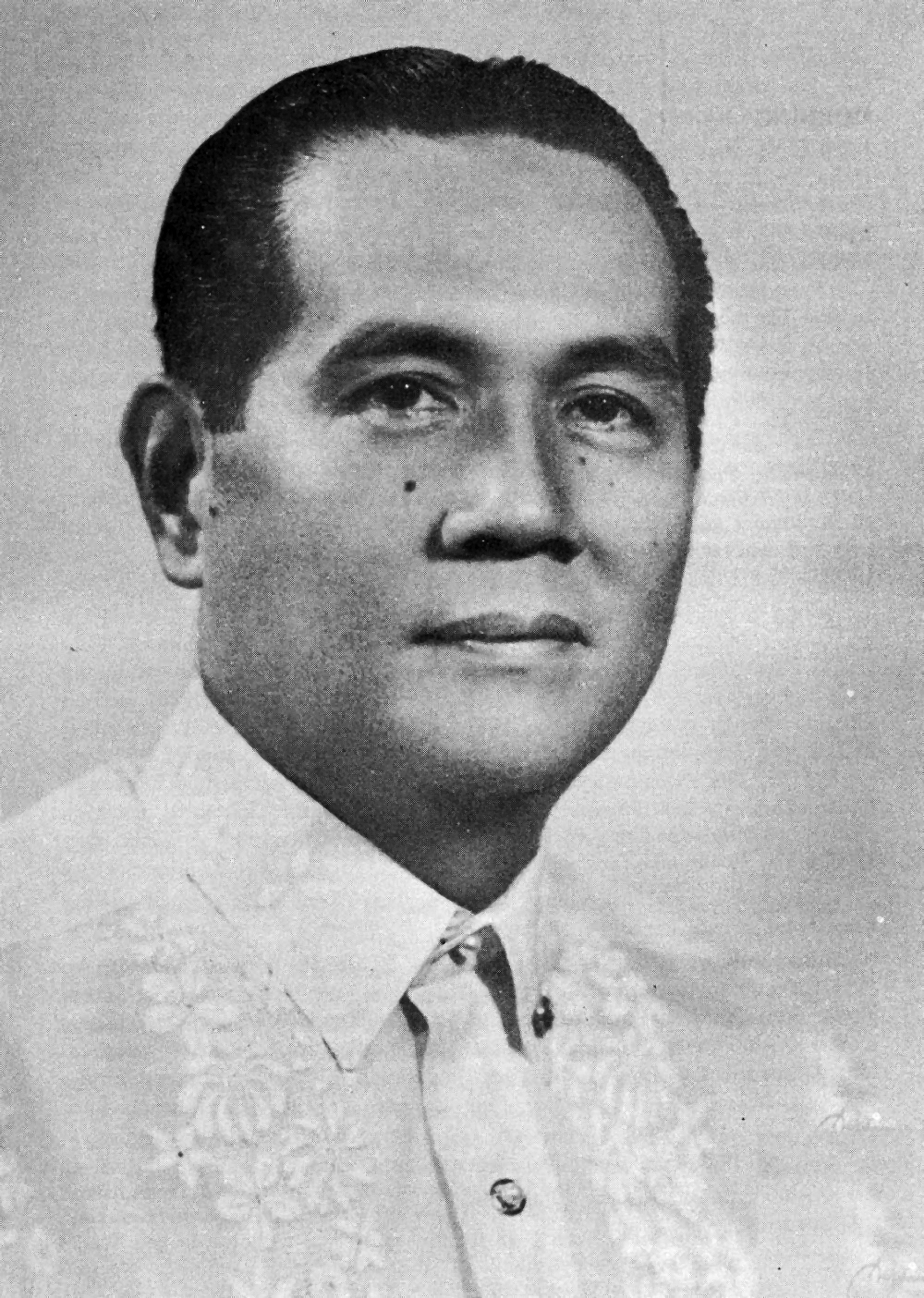
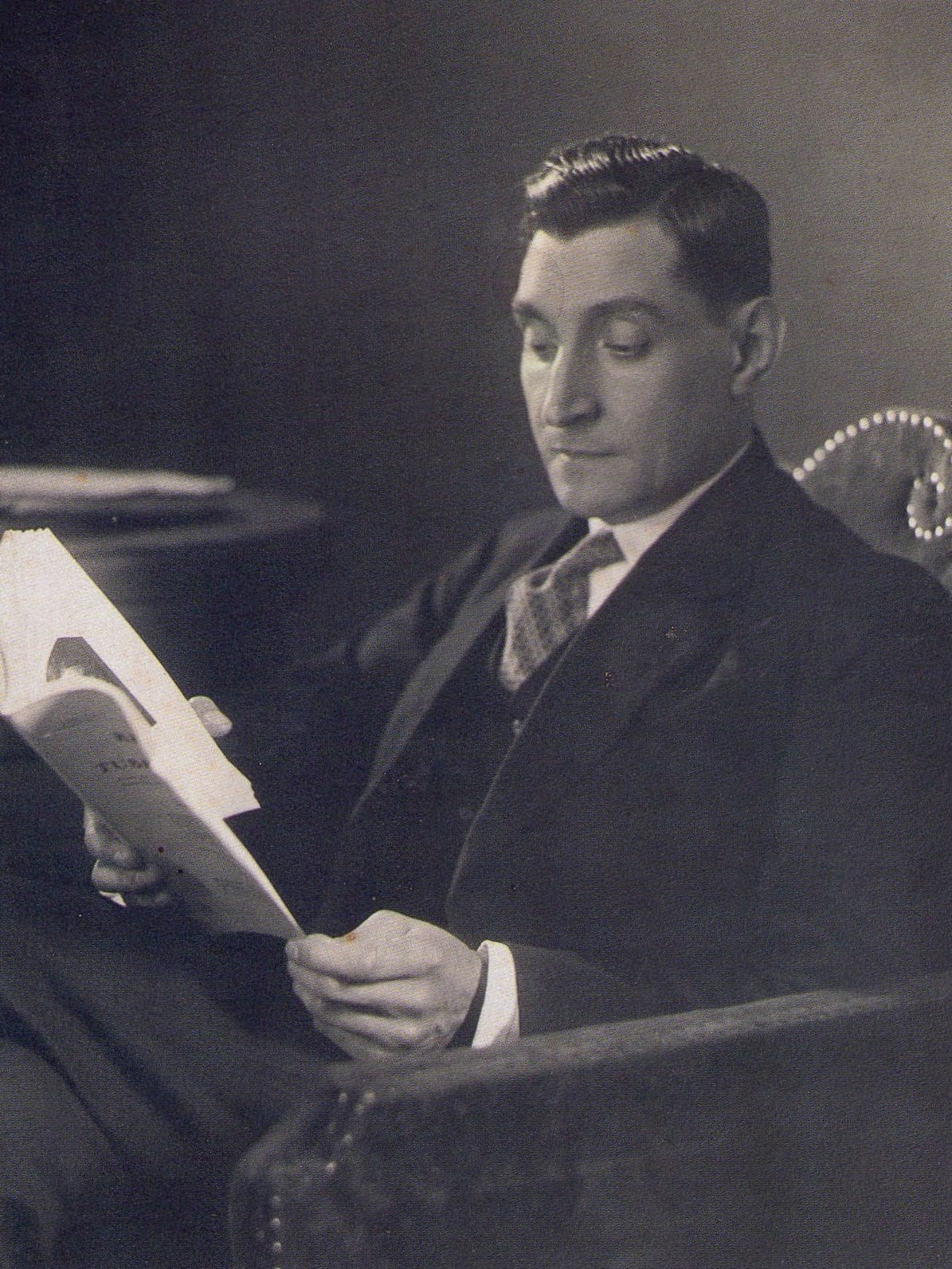

## المواليد

### يناير
- 1 يناير
- جيف تايلور: لاعب كرة السلة الأمريكي (ت. 2020).
- ألن ماكنزي: مغني روك موسيقي.
- ألماز شارمان: رئيس أكاديمية الطب الوقائي في كازاخستان.
- أليكسي فيزمانافين: غراند ماستر الشطرنج الروسي (ت. 2000).
- 2 يناير
- نيل جونز: ممثل الفيلم الأمريكي.
- برنارد فاولر: موسيقي أمريكي.
- 3 يناير
- واشنطن سيزار سانتوس: لاعب كرة قدم برازيلي (ت. 2014).
- مارلا غلين: مغنية أمريكية.
- ريك كوسيك: مصور أمريكي.
- 4 يناير
- مايكل ستيب: مغني الروك الأمريكي.
- جوزيف ب. أوفرتون: سياسي وفيلسوف أمريكي (ت. 2003).
- أبريل وينشيل: الكاتبة الأمريكية وممثلة الصوت.
- 5 يناير
- بيتر أوسكام: سياسي هولندي.
- 6 يناير
- ناتاليا بيستميانوفا: راقصة الجليد السوفيتية، 1988 بطلة أولمبية.
- كاري جالونن: الفنلندية لاعبة هوكي الجليد.
- هاوي لونغ: لاعب كرة قدم أمريكي.
  - نيجيلا لوسون: صحفية إنجليزية، مذيعة، شخصية تلفزيونية، ومؤلفة كتب طعام.
  - ميريام أوكالاهان: شخصية إعلامية أيرلندية.

- 7 يناير
- ديفيد مارسيانو: الممثل الأمريكي.

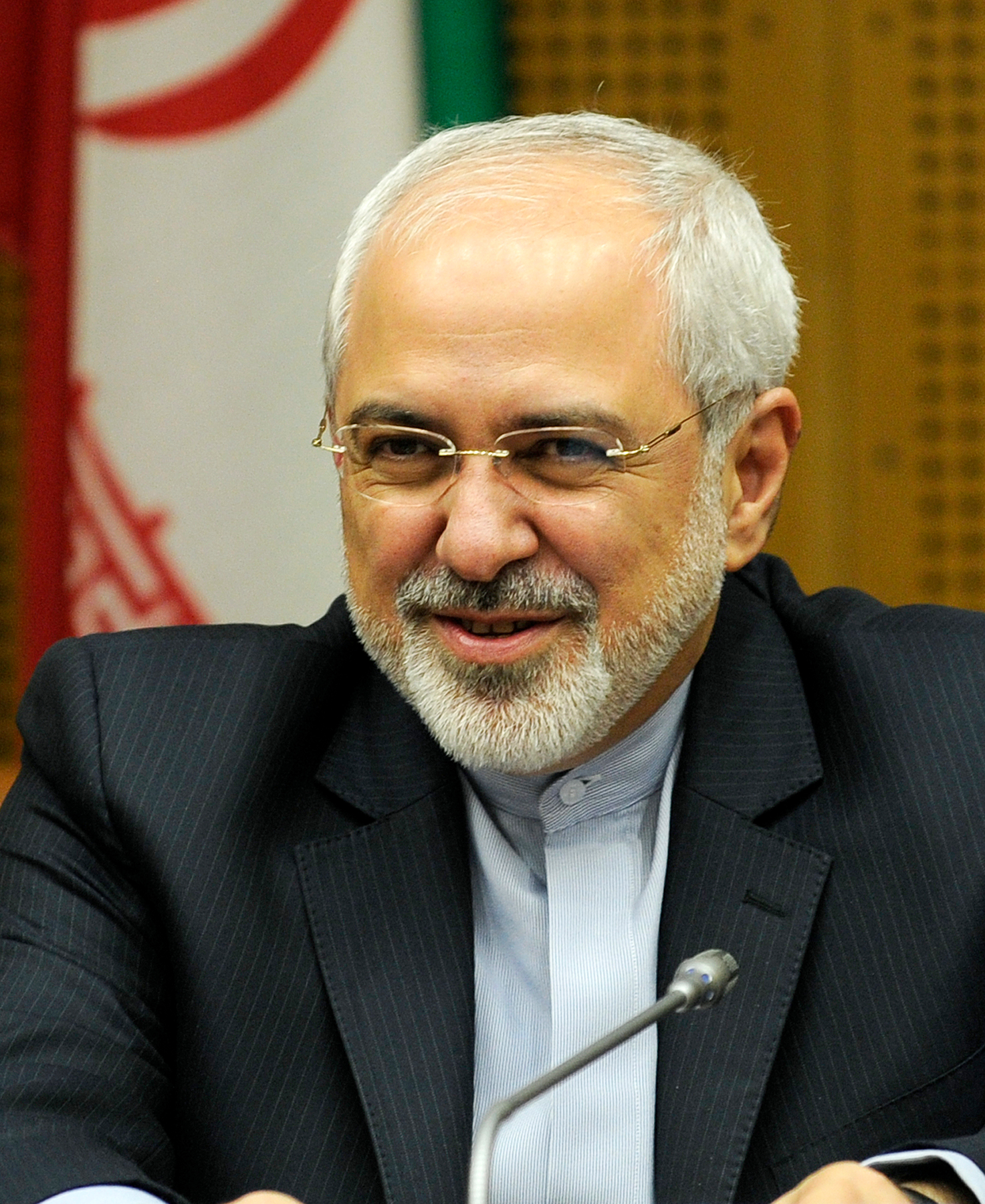
محمد جواد ظريف

- لوريتا سانشيز: سياسية أمريكية، ممثلة الولايات المتحدة.
- محمد جواد ظريف: سياسي إيراني، دبلوماسي.
- 9 يناير
- مايكل سيس: أسقف كاثوليكي أمريكي.
- 10 يناير
  - جوري كولهوف: لاعب كرة قدم هولندي ومدير (ت.2019).
  - نيغرو كاساس: المصارع المكسيكي المحترف.
  - بريان كوين: سياسي من أيرلندا.
  - جاي راسل: مخرج الفيلم الأمريكي.
- 11 يناير
- مايك تيرنر: ممثل الولايات المتحدة لمنطقة الكونغرس 10 في ولاية أوهايو.
- 12 يناير
  - أوليفر بلات: الممثل الكندي.
  - دومينيك ويلكنز: لاعب كرة سلة أمريكي.

- 13 يناير

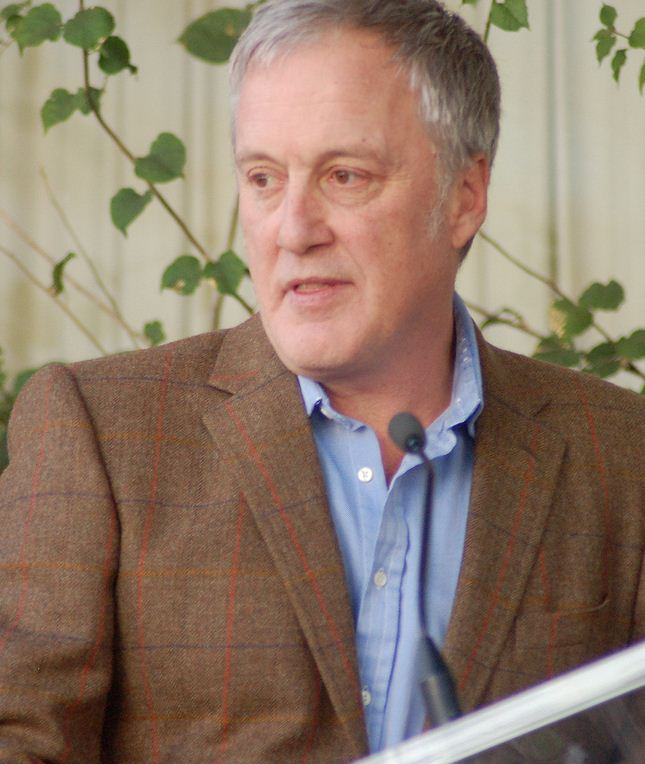
برونو هيلر

- مولاي حفيظ الالمي: رجل أعمال مغربي.
- برونو هيلر: كاتبة السيناريو الإنجليزية.
- 14 يناير
- فرجينيا بوستريل: كاتبة سياسية وثقافية أمريكية.
- 15 يناير
  - كيلي أسبري: مخرج سينمائي أمريكي وكاتب سيناريو وممثل صوتي (ت. 2020).
  - ناتيق هاشم: لاعب كرة قدم عراقي (ت. 2004).
- 16 يناير
  - ريتشارد إليوت: الاسكتلندي المولد عازف الساكسفون الأمريكي.
  - ستيف إروين: فنان أمريكي.
  - سكوت كلاينندورست: لاعب هوكي الجليد الأمريكي (ت. 2019).

- يناير 17

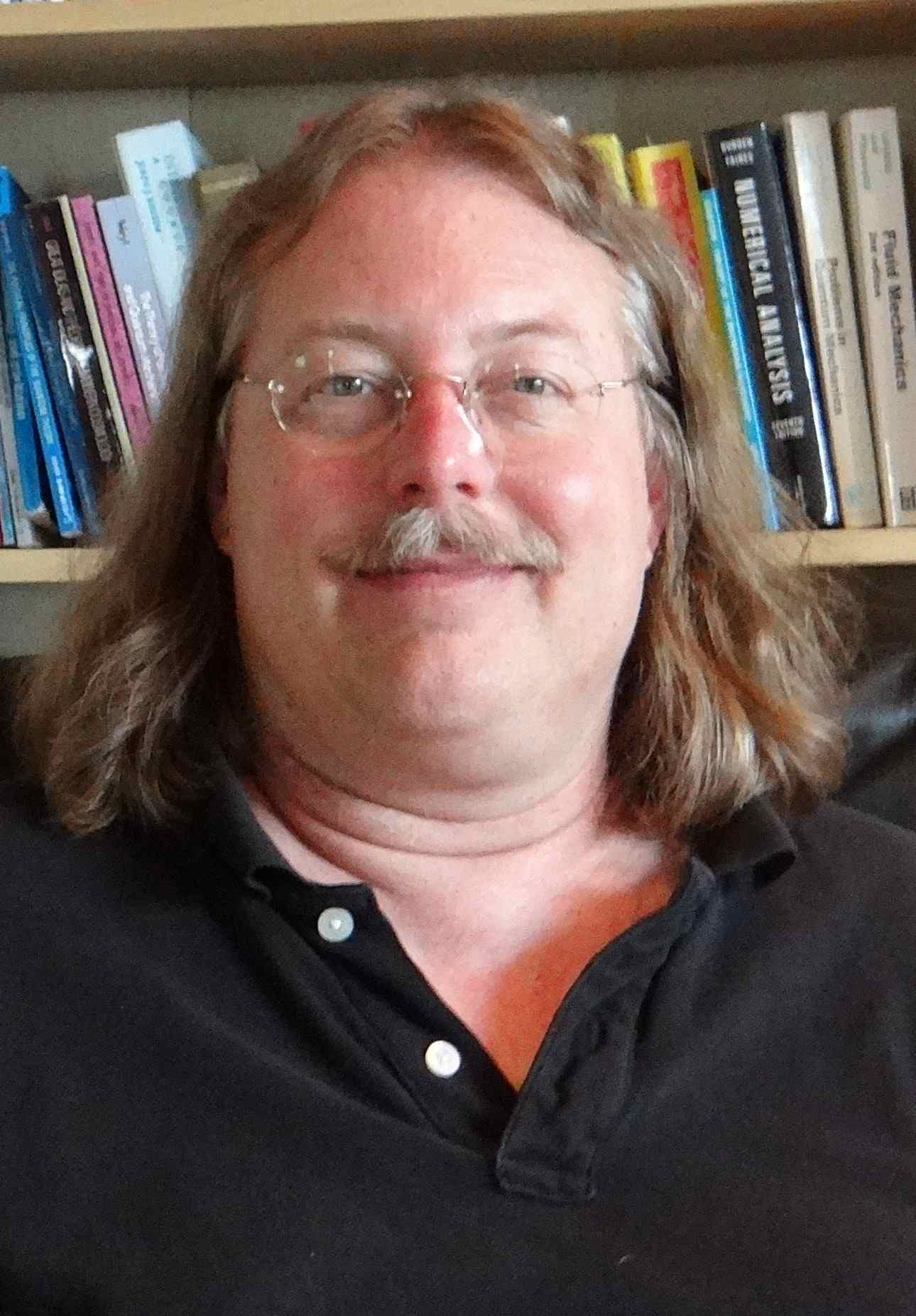
كريستوفر جونسون

- كريستوفر ر. جونسون: عالم كمبيوتر أمريكي.
- يناير18
  - ليو فوي كيونغ: سياسي ماليزي (ت 2020).
  - مارك ريلانس: الممثل الإنجليزي، المخرج والكاتب المسرحي.
- 19يناير
  - إليانور مونديل: مذيعة تليفزيونية أمريكية وممثلة (د. 2011).
  - هوارد أ. ستون: أستاذ أمريكي.
- يناير 20
  - سابار كوتي: مغنية هندية (ت. 2018).
  - سكوت ثونيس: موسيقي الروك الأمريكي.
  - ويل رايت: مصمم ألعاب الكمبيوتر الأمريكي.
- يناير21
  - زي بيتو: لاعب كرة قدم برتغالي (ت.1990).
  - مامورو ناغانو: مصمم ياباني.

- يناير 22
- ستيفن هان: (طبيب أورام).
- يناير23

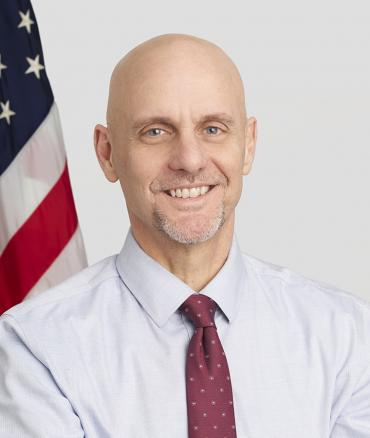
ستيفن هان

  - باتريك دي غاياردون: الفرنسي، قفز بالمظلات ورائد ركوب الأمواج (ت. 1998).
  - ماكس كيسر: مذيع وصانع أفلام أمريكي.
  - روب غاريسون: الممثل الأمريكي (ت. 2019).
  - فيكتور يانوشيفسي: لاعب كرة قدم سوفيتي - بيلاروسي (ت. 1992).
- يناير24
  - ريك ليفنتال: صحفي أمريكي.
  - أبيغيل ديزني: المخرج الوثائقي الأمريكي.
- يناير 25
  - نانسي جيبس: كاتبة مقالات أمريكية.
- 26 يناير
- تشارلي جيلينغهام: عازف الكيبورد الأمريكي.
- 27 يناير
- فيليب روزنتال: كاتب ومنتج تلفزيوني الأمريكي.
- يناير28
  - فيرين بار جونيور: مصارع محترف أمريكي.
  - روبرت فون داسانوفسكي: مؤرخ ثقافي أمريكي، وكاتب ومنتج.
- يناير 29
  - جيا كارانجي: نموذج أمريكي (ت. 1986).
  - شون كيرلى: لاعب هوكى ميدانى بريطاني.
  - جريج لوغانيس: غواص أمريكي.
- يناير 31
  - مات كيسبر: سياسي ديمقراطي في ولاية تينيسي في الولايات المتحدة.
  - فرناندو لورينزو: اقتصادي من أورغواي.
  - غرانت موريسون: الإسكتلندي كاتب الكتب الهزلية وكاتب مسرحي.

### فبراير
- 1 فبراير
- لورين باساريللي: موسيقي أمريكي.
- 2 فبراير
  - ديفيد تشابالا: حارس مرمى زامبيا الأول (ت. 1993).
  - ياري بورتيلا: صحفي رياضي فنلندي.
  - بلير تيندال: صحفي وموسيقى أمريكي.
- 3 فبراير
  - مارتي جانيتي: مصارع محترف أمريكي.
  - مايك كوغليتش: مجلس ولاية ويسكونسن.
  - يواكيم لوف: مدير كرة القدم الألمانية.
  - لاكي لامونز: أوكلاهوما مجلس النواب من المنطقة 66.
  - كيري فون آريش: مصارع محترف أمريكي (ت. 1993).
- 4 فبراير
  - ويليام ج. فرانك: عضو مجلس المندوبين في ولاية ماريلاند، منطقة 42.
  - شيفون داوود: كاتبة وناشطة بريطانية (ت. 2007).
  - جينيت غولدشتاين: الممثلة الأمريكية.
  - جوناثان لارسون: ملحن وكاتب مسرحي أمريكي (ت. 1996).
- 5 فبراير
- بوني كرومبي: سياسي كندي، وعضو سابق في البرلمان.
- 6 فبراير
  - هاري تومسون: منتج إذاعي وتلفزيوني إنجليزي، كاتب كوميدي، روائي وكاتب سيرة ذاتية (ت. 2005).
  - ميغان غالاغر: الممثل المسرحي الأمريكي.
- 7 فبراير
  - ياسونوري ماتسوموتو: ممثل صوت ياباني.
  - روبرت سميجل: الممثل الأمريكي الكوميدي، ومحرك الدمى.
  - جيمس سبايدر: الممثل والمنتج الأمريكي.
- 8 فبراير
  - بينينو أكينو الثالث: الرئيس الخامس عشر للفلبين.
  - ألفريد غوسنباور: مستشار النمسا.
  - ستيوارت هام: لاعب باس الأمريكية.
- 9 فبراير
  - هولي جونسون: فنان إنجليزي، موسيقي، وكاتب.
  - فريدريك ندوي: مغني ألباني، شاعر، وكاتب، ممثل وفنان تسجيل دولي.
  - بيغي ويتسن: باحثة كيمياء حيوية أمريكية، ورائدة فضاء.
- 10 فبراير
  - روبرت آدي: ممثل إنجليزي في السينما والمسرح (ت. 2003).
  - جيم كينت: عالم أبحاث أمريكي.
  - عبد الرحمن بن عبد العزيز السديس: إمام المسجد الحرام في مكة المكرمة ورئيس الرئاسة العامة لشئون الحرمين الشريفين.
- 11 فبراير
- روس فريمان: عازف الجيتار الأمريكي.
- 12 فبراير
- باري غرودينشيك: عضو مجلس مدينة نيويورك للمنطقة 23.
- 13 فبراير
  - كيت بانكس: كاتبة قصص أطفال أمريكية.
  - بييرلويجي كولينا: كرة القدم الإيطالية (حكم).
  - غاري باترسون: مدرب كرة القدم الأمريكية.
  - مات سالينغر: ممثل أمريكي.
  - يوريكو ياماموتو: الممثلة اليابانية.
- 14 فبراير
  - جيم كيلي: لاعب كرة قدم أمريكي.
  - أوليفيا تشينغ: هونغ كونغ الممثلة.
  - إريك شيا: الممثل الأمريكي.
  - ميج تيلي؛ الممثلة الأمريكية الكندية والروائية.
- 15 فبراير
  - دليلة رينيه: مذيعة أمريكية.
  - سارة ستيفنز: عضوة مجلس النواب في ولاية كارولينا الشمالية.
- 16 فبراير
  - شيري تشونغ: هونغ كونغ ممثلة.
  - ستيفن مور: الكاتب الأمريكي والمعلّق التلفزيوني.
- 18 فبراير
  - جازيبو: موسيقي إيطالي.
  - توني آنسيلمو: الممثل الصوتي.
- 19 فبراير
  - الأمير آندرو: دوق يورك، الأمير البريطاني والابن الثاني لليزابيث الثانية ودوق أدنبره.
  - ستيف بولتز: المغني الكندي وكاتب الأغاني وعازف الجيتار.
- 20 فبراير
  - كي مارسيلو: عازف الجيتار الروك السويدي (أوروبا).
  - كانيدو موتيتيما ريفاس: رئيس وزراء غينيا الاستوائية الرابع (د. 2014).
  - ويندي لي: ممثلة الصوت الأمريكية.
- 21 فبراير
  - زي بيتو: لاعب كرة قدم برتغالي (1990).
  - هنري جي. برينتون: الكاتب والوزير الأمريكي.
  - لوران بيتيغويوم: مضيفة الراديو والتليفزيون الأمريكية.
  - ريكي توسو: ممثل بيروفي (ت. 2016).
- 22 فبراير
  - بول آبوت: كاتب السيناريو التلفزيوني والمنتج الإنجليزي.
  - براين آنتوني ويلسون: الممثل السينمائي الأمريكي.
- 23 فبراير
  - ناروهيتو: إمبراطور اليابان.
  - غاري بيكوم: المتزلج الكندي ومصمم الرقصات.
  - آنا غورنوستاج: الممثلة البولندية.
- 25 فبراير
- ديفيد ماكغينيا: عضو البرلمان الكندي.
- 26 فبراير
- هانس جاينيكي: الممثل الألماني.
- 27 فبراير
  - آندريس غوميز: لاعب تنس إكوادوري.
  - كارا كينيدي: منتجة تلفزيونية أمريكية، ابنة تيد كينيدي (ت. 2011).
  - ستوني جاكسون: الممثل الأمريكي.
  - ماري جو بيهل: كاتبة، وممثلة كوميدية.
  - جيف سميث: رسام الكاريكاتير الأمريكي.
- 28 فبراير
  - تورو أوكاوا: ممثل صوت ياباني.
  - دوروثي ستراتن: عارضة أزياء وممثلة كندية (ت. 1980).
- 29 فبراير
  - الشاب خالد: مطرب جزائري.
  - ستيف ليفيت: ممثل أمريكي.
  - مارك دونيلي: المغني الكندي.
  - ريتشارد راميريز: سفاح أمريكي (ت. 2013).

### مارس
- 1 مارس
  - آرت سميث، طاهي أمريكي.
  - مايكل بوناسيني، طاهي بريطاني كندي.
  - كيلي فولكنر، عالمة المحيطات الكيميائية الأمريكية.
- 2 مارس
  - هيكتور كالما، لاعب كرة السلة الفلبيني.
  - ديبرا ماكمايكل، خادم المصارعة الأمريكية المهنية.
  - ميخائيل تيورن، رائد فضاء روسي.
- 3 مارس - نانسي موريتز، قاضية دائرة الولايات المتحدة.
- 4 مارس
  - ميكو كوستونن، المغني وكاتب الأغاني الفنلندي.
  - ريجي ماكيلروي، لاعب كرة قدم أمريكي.
  - جون موغابي، الملاكم الأوغندي وبطل العالم للوزن المتوسط للناشئين.
- 5 مارس - فريدي روتش، مدرب الملاكمة الأمريكي المحترف.
- 6 مارس - ليزا براون، المدير التنفيذي القانوني الأمريكي.
- 7 مارس
  - جو كارتر، لاعب البيسبول الأمريكي.
  - دانا كينغ، صحفي ونحات وإذاعي أمريكي.
  - إيفان ليندل، لاعب التنس التشيكي.
- 8 مارس
  - فين كارتر، الممثلة الأمريكية.
  - جيفري أوجينيدس، الكاتب الأمريكي.
- 9 مارس
  - روبرت جيمس جونكر، رئيس قضاة مقاطعة الولايات المتحدة.
  - مات ميشيلز، نائب حاكم ولاية داكوتا الجنوبية.
- 10 مارس
  - أيسيو نيفيس، اقتصادي وسياسي برازيلي.
- 11 مارس
  - شارون الأردن، ممثلة أمريكية.
- 12 مارس
  - كورتني ب. فانس، الممثل الأمريكي.
- 13 مارس
  - جو رانفت، كاتب السيناريو الأمريكي، الرسوم المتحركة، والممثل الصوتي (ت. 2005).
  - آدم كلايتون، إنجليزي المولد موسيقي أيرلندي (U2).
- 14 مارس—كيربي بوكيت، لاعبة البيسبول الأمريكية (ت. 2006)
- 15 مارس - روزا بلتران، كاتبة مكسيكية، محاضرة، وأكاديمية.
- 16 مارس
  - جيني إكلير، الممثلة الكوميدية البريطانية، والروائية.
- 17 مارس - روث لانغسفورد، مقدم التلفزيون الإنجليزي.
- 18 مارس
  - ريتشارد بيغز، التلفزيون الأمريكي والمسرح الفاعل (ت. 2004).
  - ستيف كلوفز، كاتب السيناريو الأمريكي.
- 19 مارس
  - سيمو ألتو، ساحر فنلندي.
  - جوي ألبرت، ومغني الجاز والبوب الفلبيني.
  - شيلي بورش، الممثلة الأمريكية.
  - إليان الياس، عازف البيانو البرازيلي الجاز.آريك هان، رجل الأعمال الأمريكي ومبرمج برامج الكمبيوتر.
  - مايكل أوربانو، موسيقي أمريكي ومنتج سجل.
- 20 مارس
  - نورم ماغنوسون، فنان أمريكي.
  - نوربرت بولمان، عالم كمبيوتر ألماني.
  - يوري شارجين، رائد فضاء روسي.
- 21 مارس
  - إيرتون سينا، سائق السباق البرازيلي وأحد أبطال العالم (ت. 1994).
  - روبرت سويت، لاعب الدرامز الأمريكي (سترايبر).
- 23 مارس
  - كولن سكوت، الأسترالية لاعبة دوري الركبي.
  - نيكول ستيفن، سياسي اسكتلندي.
- 24 مارس
  - يان بيرغلين، رسام كاريكاتير سويدي.
  - كيلي لو بروك، نموذج الأمريكية الإنجليزية والممثلة.
  - نينا، مغنية ألمانية.
  - أنابيلا سيورا، الممثلة الايطالية الاميركية.
  - كريس تاشيما، الممثل والمخرج الأمريكي.
- 25 مارس -- بريندا سترونغ، الممثلة الأمريكية.
- 26 مارس
  - ماركوس ألين، لاعب كرة قدم أمريكي.
  - جينيفر غراي، الممثلة الأمريكية.
  - جون هانتسمان الابن، رجل أعمال أمريكي، دبلوماسي، وسياسي.
- 27 مارس
  - ريد غوسيورا، عمدة ترينتون.
  - جيس موري، مؤلف أمريكي.
  - هانز بفلورلِر، لاعب كرة قدم ألماني.
  - ريناتو روسو، المغني البرازيلي (ليجياو أوربانا) (ت. 1996).
- 28 مارس
  - جيمس روبن، دبلوماسي وصحفي أمريكي.
  - كريستين سينيكا، عضو الحزب الديمقراطي في جمعية ولاية ويسكونسن.
- 29 مارس
  - بادي تشيو، ضحية فيروس نقص المناعة البشرية/الإيدز في سنغافورة (ت. 1999).
  - ستيف فاينبرغ، الرئيس التنفيذي لشركة سيربيروس كابيتال مانجمين.
  - بيل ميتشل، عضو جمهوري في مجلس النواب إلينوي.
  - كيفن أ. أويلسون، قاضي أمريكي.
  - هيرومي تسورو، ممثلة صوتية يابانية (ت. 2017).
- 30 مارس
  - بيل كوربيت، كاتب أمريكي.
  - بيل جونسون، أول فريق تزلج أمريكي حائز على الميدالية الذهبية الأولمبية الأمريكية في عام 1984 في التزلج.
- 31 مارس
  - بوبا تشوبي، مغني الروك والبلوز الأمريكي.

### أبريل
- 1 أبريل
  - مايكل براد، ممثل بريطاني.
  - جينيفر رونيون، الممثلة الأمريكية.
- 2 أبريل
  - جون جانتش، المؤلف الأمريكي.
  - لينفورد كريستي، رياضي بريطاني.
- 3 أبريل - ماري دينيس بيليتييه، مغنية كندية.
- 4 أبريل
  - موراي تشاندلر، نيوزيلندا بطل مسابقة الشطرنج الكبرى.
  - لورين توسان، الممثلة الأمريكية والمنتجة.
  - هوغو النسيج، الممثل الأسترالي.
- 5 أبريل
  - روديغر إمشوف، جراح الفم والفكين الألماني.
  - لاري ماكري، عازف الجيتار.
- 6 أبريل
  - وارن هاينز، أمريكي موسيقي، مغني وكاتب أغاني.
  - جين أ. روجرز، الممثلة الأمريكية.
- 7 أبريل
  - إلين مايلز، ممثلة أمريكية.
  - تيموثي باركر (مصمم لغز)، محررة ألغاز أمريكية
  - جولييتا شيلدكنيخت، مصور سويسري برازيلي وصحفي.
- 8 أبريل - جون شنايدر، الممثل الأمريكي (دوقات هازارد ).
- 9 أبريل - سام موفي، روائي أمريكي.
- 10 أبريل
  - هيكتور ريفويرا، مدير كرة قدم ولاعب أرجنتيني (ت. 2019).
- 11 أبريل
  - ماركو إلسنر، لاعب كرة قدم سلوفيني (ت. 2020).
  - جيريمي كلاركسون، صحفي إنجليزي، مضيف برنامج تلفزيوني كوميدي.
- 12 أبريل
  - عبد الله عبد اللطيفو اَلَي، سياسي ملغاشي فرنسي (ت. 2020).
  - رون ماكلين، الكندي سبورتكاست.
- 13 أبريل
  - دينيش كاوشيك، سياسي هندي.
  - رودي فولر، لاعب كرة قدم ألماني ومدير.
- 14 أبريل
  - براد غاريت، الممثل الأمريكي الكوميدي وآداء صوتي.
  - ميوما مينت كيوي، الكاتب البورمي والمؤرخ.
- 15 أبريل
  - سوزان بير، مخرجة أفلام دنماركية.
  - ميخائيل كورنينكو، رائد فضاء روسي.
  - ملك بلجيكا فيليب.
- 16 أبريل
  - وهاب أكبر، سياسي فلبيني (ت. 2007).
  - رافائيل بينيتيز، لاعب كرة القدم الإسباني.
  - بيير ليتبارسكي، لاعب كرة قدم ومدرب ألماني.
- 18 أبريل
  - جيم مارجراف، مدرب كرة القدم الأمريكية (ت. 2019).
  - نيو راوخ، رسام ألماني.
  - ج. كريستوفر ستيفنز، دبلوماسي أمريكي، وسفير الولايات المتحدة لدى ليبيا (ت2012).
- 19 أبريل - فرانك فيولا، لاعب بيسبول أمريكي.
- 20 أبريل
  - جون ألتينبر، البلوز الأمريكي وموسيقي الجاز.
  - ميغيل دياز - كانيل، سياسي كوبي، الرئيس السابع عشر لكوبا.
- 21 أبريل - جانيت وولز، كاتبة وصحفية أمريكية.
- 22 أبريل
  - بنجامين غاليغوس سوتو، طيار مكسيكي وسياسي (ت. 2018).
  - غاري رودس، صاحب مطعم بريطاني وطاهي تلفزيون (ت. 2019).
  - راندال ل. ستيفنسون، المدير التنفيذي للاتصالات أمريكي.
- 23 أبريل
  - فاليري بيرتينيلي، الممثلة الأمريكية.
  - ستيف كلارك، عازف الجيتار الإنجليزي (ت. 1991).
  - ميو خايمي، الكاتب البرازيلي، الممثل والموسيقي .
  - كلود جوليان، مدرب هوكي الجليد الكندي.
  - ماريسا فضة، مؤلف أمريكي.
- 24 أبريل
  - روبرت بابي، عالم السياسة الأمريكية.
- 25 أبريل
  - بول بالوف، المغني الأمريكي (ت. 2002).
  - مايكل لوهان، شخصية تلفزيونية أمريكية; والد ليندسي لوهان.
- 26 أبريل
  - سورين فرونزفيردي، سياسي روماني (ت. 2019).
  - قاعة دوللي، منتج أفلام أمريكي.
  - جوناثان راوخ، الكاتب الأمريكي والصحفي.
- 28 أبريل
  - جون سيروتي، لاعب البيسبول الأمريكي والمذيع (ت. 2004).
  - إيلينا كاغان، قاضية مساعدة في المحكمة العليا للولايات المتحدة.
  - جون بول سيغمارسون، رجل ألعاب قوي آيسلندي، رافع الأثقال وكمال الأجسام (ت. 1993).
  - إيان رانكين، الإسكتلندي الروائي كاتب قصص الجريمة.
- 29 أبريل -- ستيف بلوم، ممثل الصوت الأمريكي.

### مايو
- 1 مايو
  - آند ثاير، الإشتراكي الأمريكي، حقوق المثليين وناشط مناهض للحرب.
  - بارت شيلتون، موظف مدني أمريكي (ت. 2019).
- 2 مايو
  - ستيفن دالدري، مخرج سنيمائي إنجليزي.
  - جورجه إيفانوفا، رئيس مقدونيا.
  - رويس سيمونز، الأسترالية لاعبة دوري الركبي ومدربة.
- 3 مايو
  - مي آيم، شاعرة ألمانية إفريقية، وناشطة (ت 1996).
  - جارون لانييه، عالم الحاسوب الأمريكي.
- 4 مايو
  - آندرو دينتون، مقدم التلفزيون الأسترالي الكوميدي.
  - فيرنر فايمان، مستشار النمسا.
  - كارل هوفمان، صحفي أمريكي.
- 5 مايو
  - خورخي كيروغا، رئيس بوليفيا.
  - دوغلاس ه. ويلوك، مهندس ورائد فضاء أمريكي.
- 6 مايو—جون فلانسبورغ، المغني وكاتب الأغاني الأمريكي.
- 7 مايو—آدم برنشتاين، الموسيقى الأمريكي / مدير التلفزيون.
- 8 مايو
  - آريك بريتنغهام، عازف الروك الأمريكي.
  - باتريك ماكينا، الممثل الكوميدي الكندي.
- 9 مايو - توني غوين، لاعب بيسبول أمريكي (ت. 2014).
- 10 مايو
  - بونو، مغني الروك الآيرلندي.
- 11 مايو -- مارك بورغيس، المغني الإنجليزي، لاعب باس وكاتب أغاني.
- 12 مايو - فيليسيا س. آدامز، محامي أمريكي، المنطقة الشمالية من ولاية ميسيسيبي.
- 13 مايو -- مايكل سافاج، الآيرلندية الكندية السياسية، وعضو في البرلمان.
- 14 مايو
  - ستيف ويليامز، مصارع محترف أمريكي (ت. 2009).
- 15 مايو
  - غيورغي دوغاريسكو، لاعب كرة اليد الروماني (ت. 2020).
- 17 مايو
  - تيم كانوفا، سياسي أمريكي وأستاذ قانون.
  - جون باين، الممثل الإنجليزي وممثل الصوت.

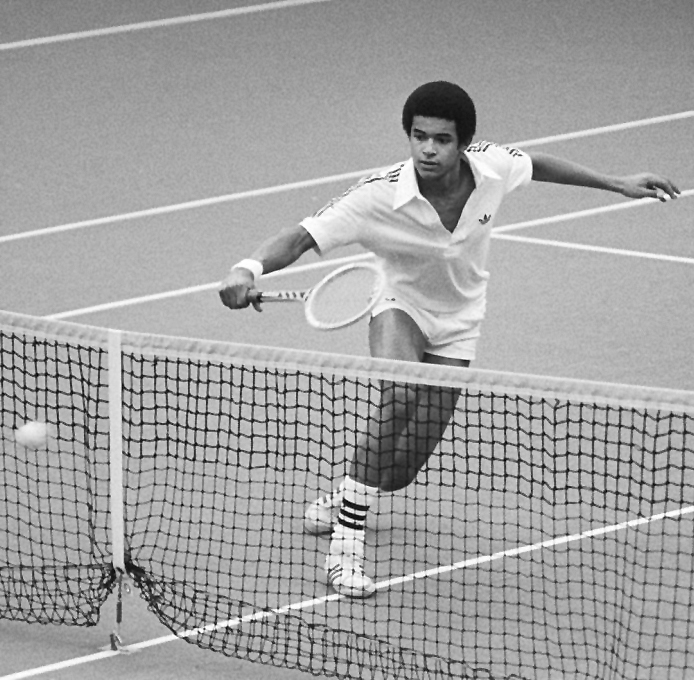
يانيكا نوا

- 18 مايو
  - تايكا نيلسون، مغنية أمريكية.
  - جاري كوري، لاعب هوكي فنلندي.

- يانيكا نوا، لاعب تنس فرنسي.
- 19 مايو
  - ياز، مغني بوب بريطاني.
- 20 مايو
  - جون بيلينغسليجون بيلينغسلي، الممثل الأمريكي.

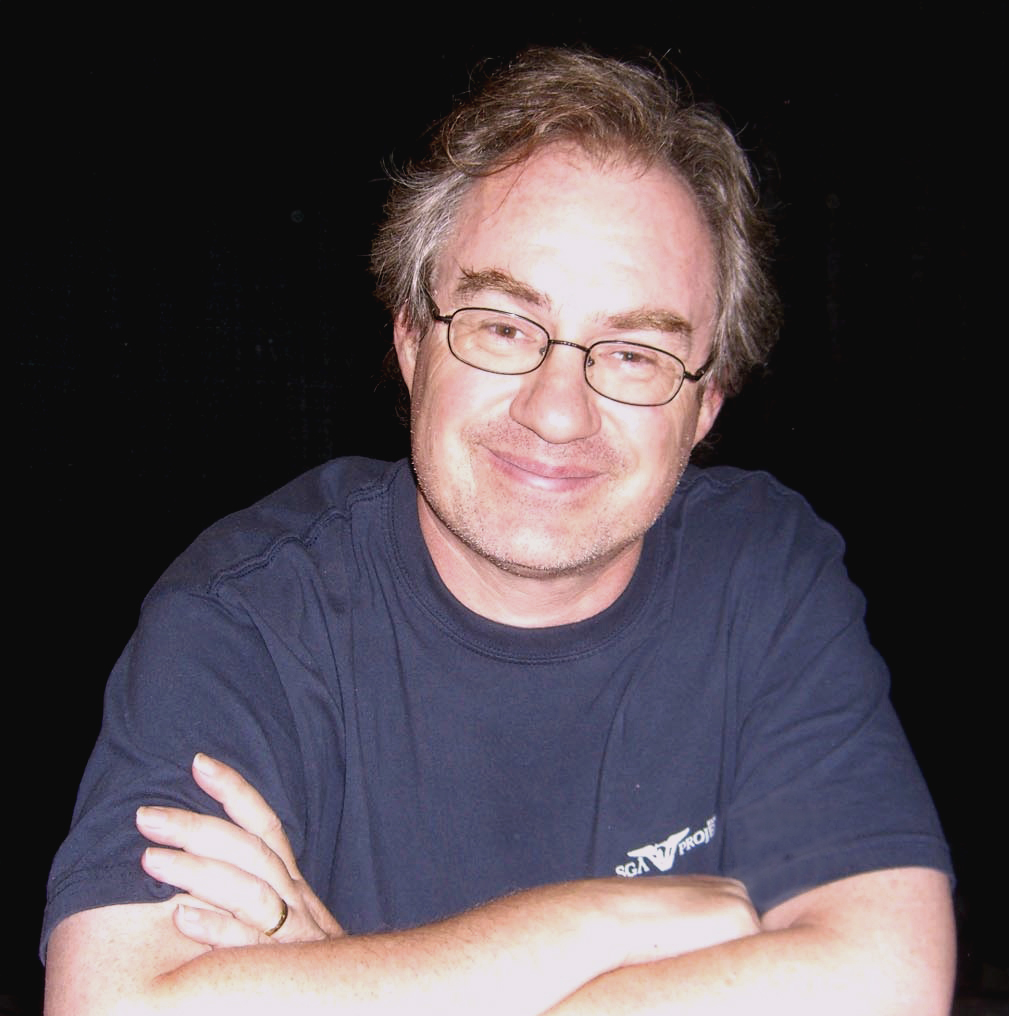
جون بيلينغسلي

  - توني غولدوين، الممثل الأمريكي، وممثل الصوت، والمخرج السينمائي.

- 21 مايو

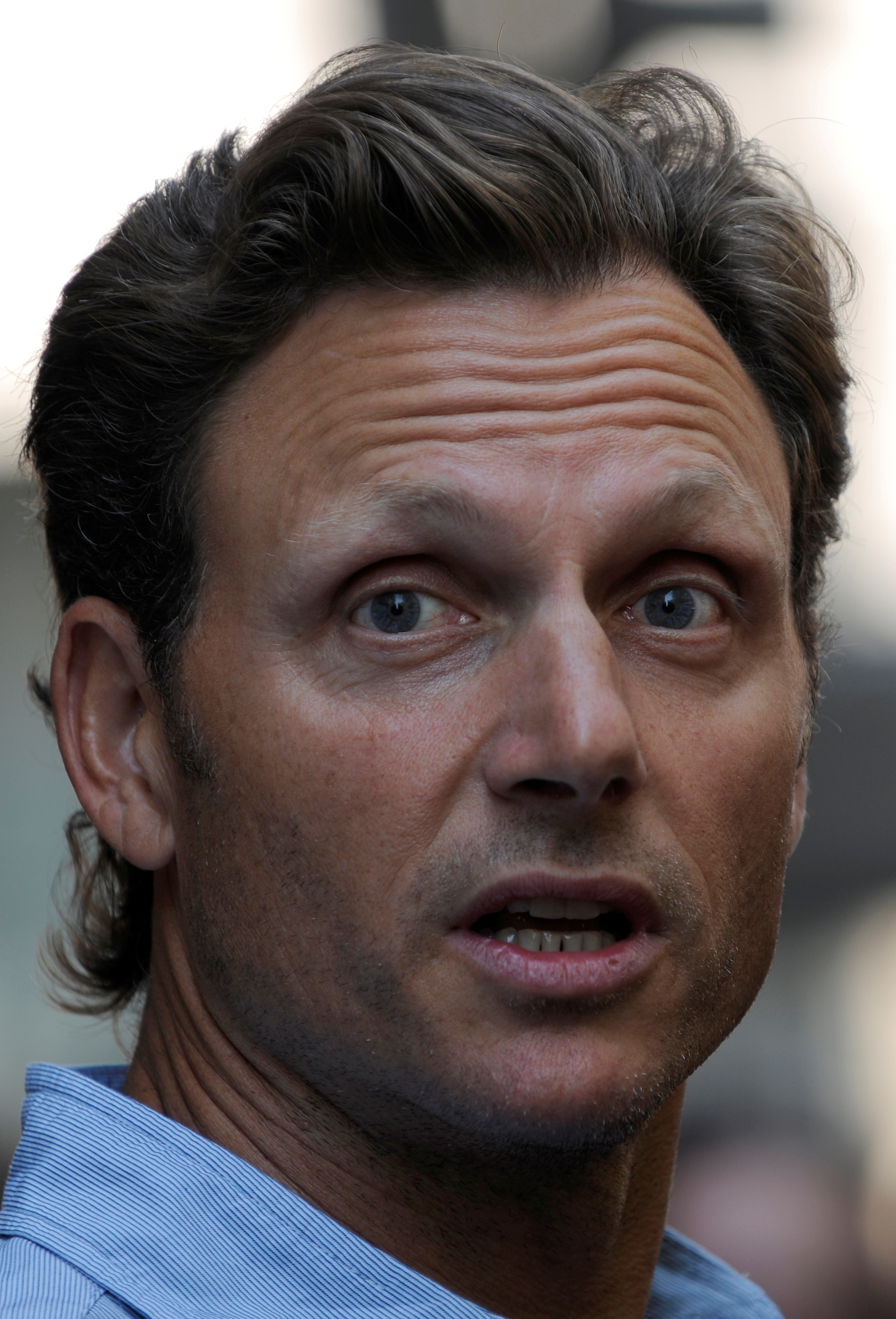
توني غولدوين

  - جيفري داهمر، سفاح أمريكي (ت. 1994).
  - كينت هيربك، لاعب بيسبول أمريكي.
  - مارك ريدجواي، لاعب كريكيت أسترالي.
  - فلاديمير سالنيكوف، السباح الروسي.
- 21 مايو - موهانلال، ممثل هندي.
- 22 مايو
  - أمير اهيمغولوف، عالم أحياء وسياسي روسي (ت. 2020).
  - هيدياكي آنو، المخرج الياباني.
- 23 مايو - ليندن آشبي، ممثل أمريكي.
- 24 مايو
  - غريغ كونيسكو، لاعب دوري الركبي الأسترالي.
  - غي فليتشر، عازف الكيبورد البريطاني (Dire Straits).
  - دوغ جونز، الممثل الأمريكي.
  - كريستين سكوت توماس، الممثلة الإنجليزية.
- 25 مايو
  - والاس روني، عازف الجاز الأمريكي (ت. 2020).
  - إيمي كلوبوشار، سياسية أمريكية.

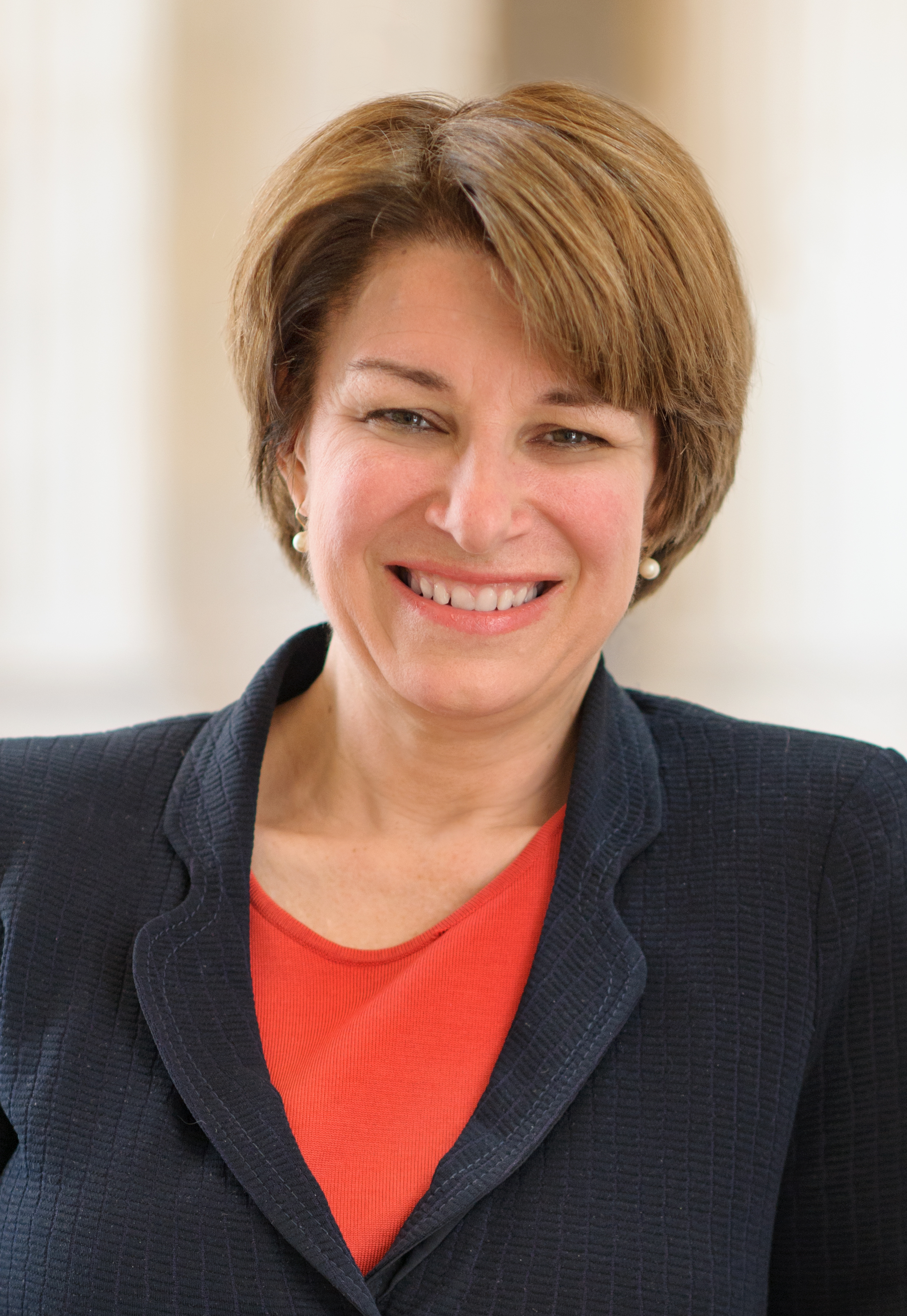
إيمي كلوبوشار

- أوه يون كيو، لاعب كرة قدم كوري جنوبي (ت. 2000).
- 26 مايو—روب ميرفي، لاعب البيسبول الأمريكي.
- 28 مايو - سكوت ريغيل، سياسي أمريكي، ممثل فرجينيا الأمريكي.
- 29 مايو
  - لورينا بورخاس، ناشطة مكسيكية أمريكية في مجال حقوق المهاجرين (ت. 2020).
- 30مايو
  - ميكا بارنيس، كندية مغنية بوب وكاتبة أغاني.
  - كارمن فيلاسكيز، العدالة الأمريكية، محكمة مدينة نيويورك المدنية.
- 31 مايو
  - جريج آدامز، لاعب هوكي الجليد الكندي.
  - كريس إليوت، الممثل الأمريكي الكوميدي.

### يونيو
- 1 يونيو
  - فلاديمير كروتوف، لاعب الهوكي السوفيتي (ت. 2012).
  - إلينا موخينا، لاعبة جمباز سوفيتية (ت. 2006).
- 2 يونيو
  - ب. بالاسوبرامانيام، ضابط شرطة ماليزي (ت. 2013).
  - توني هادلي، موسيقي البوب البريطاني .
  - كايل بيتي، المعلق الرياضي الأمريكي
- 3 يونيو
  - جيف كولير، جراح أمريكي، وحاكم كنساس.
  - كاثرين دافاني، أول قاضية في بابوا(ت. 2016).
- 4 يونيو
  - سوزي ايتشيسون، ممثلة إنجليزية.
  - بول تايلور، موسيقي أمريكي.
  - برادلي والش، الممثل الكوميدي الإنجليزي.
- 5 يونيو
  - بول مونتغمري، رجل أعمال ومخترع أمريكي (ت. 1999).
- 6 يونيو
  - إرفين أ. غونزاليس، محامي أمريكي (ت. 2017).
  - ستيف فاي، عازف الجيتار الأمريكي.
- 7 يونيو
  - بيل برادي، كاتب التلفزيون الأمريكي.
  - هيروهيكو أراكي، فنان المانجا الياباني، صانع مغامرة جوجو الغريبة. 
  - ستيفان زايبرت، المتحدث باسم الحكومة الألمانية.
- 8 يونيو
  - ديان ميريديث بيلتشر، عازف الحفل الأمريكي، والمعلم.
  - ميك هاكنال، الإنجليزي مغني الروك وكاتب الاغاني.
  - غارث سميث، عازف البيانو الأمريكي.
- 9 يونيو - ستيف بايكين، صحفي كندي.
- 10يونيو - نانداموري بالاكريشنا، الممثل الهندي
- 11 يونيو - محمد أوز، جراح القلب والصدر التركي الأمريكي والشخصية التلفزيونية.
- 13 يونيو - جاك روجو، المصارع الكندي المحترف.
- 14 يونيو - بيتر ميتشل، قارئ الأخبار الأسترالي.
- 15 يونيو- ميشيل لاروك، الممثلة الفرنسية.
- 16 يونيو - بيتر ستيرلينج، لاعب دوري الرجبي الأسترالي.
- 18 يونيو
  - دان بويتنر، المؤلف الأمريكي (الجمعية الجغرافية الوطنية).
- 19 يونيو - لوران جاملون، ممثل فرنسي.
- 20 يونيو - جولي كوبر، سياسي بريطاني، وعضو برلمان المملكة المتحدة.
- 21 يونيو
  - كيت براون، سياسي أمريكي.
  - كيفن هارلان، مذيع الرياضة الأمريكية.
- 22 يونيو
  - تريسي بولان، الممثلة الأمريكية.
  - إيرين بروكوفيتش، ناشطة بيئية أمريكية.
  - جوزيف فيكتور غونزاليس، مصمم الرقصات الماليزي.
- 24 يونيو
  - كريس نايت، المغني وكاتب الأغاني الأميركي.
- 25 يونيو
  - إيف غوردون، الممثلة الأمريكية.
- 26 يونيو - ماورو كارليس، سياسي برازيلي، حاكم توكانتينز.
- 27 يونيو
  - جيريمي سويفت، الممثل التلفزيوني الإنجليزي.
  - مايكل ماير، كاتب ومخرج مسرحي أمريكي، ومخرج سينمائي وتلفزيوني .
- 28 يونيو
  - جون إلواي، لاعب كرة قدم أمريكي.
  - ريتشارد ريكروفت، الممثل الكوميدي الإنجليزي.
- 30 يونيو
  - ديفيد هيدلي، أمريكي باكستاني إرهابي.
  - ديفيد فروم، المعلق السياسي الكندي الأمريكي.
  - توني بيلوتو، عازف الجيتار والكاتب البرازيلي.
  - فنسنت كلين، ممثل وراكب الأمواج النيوزلندي.
  - موراي كوك، موسيقي وممثل أسترالي.

### يوليو
- 4 يوليو
  - مارك ستيل، الكوميدي الإنجليزي، مذيع، كاتب صحيفي ومؤلف.
  - سايكو سيد، مصارع محترف أمريكي.
  - باري ويندهام، مصارع محترف أمريكي.
  - رولاند راتزنبرغر، سائق فورمولا 1 نمساويّ.
- 5 يوليو
  - بروت تايلور فينس، الممثل الأمريكي.
  - براد لوري، الممثل الكندي.
  - هوغو روبيو، لاعب كرة القدم التشيلي.
  - بروس لانويل، الممثل الأمريكي والممثل الصوتي.
  - مئير بناي، مغنية إسرائيلية.
- 6 يوليو
  - فيرينك جوهاس، وزير الدفاع في هنغاريا.
- 7 يوليو
  - كيفن فورد، رائد فضاء أمريكي.
  - رالف سامبسون، لاعب كرة سلة أمريكي.
  - بيلي رايت، زعيم شبه عسكري من آيرلندا الشمالية (ت. 1997).
  - ينغ دا، الممثل والمخرج الصيني.
  - يم بونهريث، سياسي كمبودي.
- 8 يوليو
  - تيلو مارتينهو، ملحن ألماني ومغني وكاتب أغاني.
  - مال مينينغا، الأسترالي لاعب دوري الركبي ومدرب.
  - دنكان روي، المخرج والمنتج السينمائي الإنجليزي، كاتب السيناريو.
  - إليانور سكوت، عالمة آثار بريطانية وسياسية.
- 9 يوليو
  - تشارلز غافين، موسيقي برازيلي ومنتج.
  - واندا فاسكيز غارسد، سياسي بورتوريكي، وحاكم.
  - مايكل فيشتنبينر، مدرب كرة قدم ألماني.
- 10 يوليو
  - روجر كريغ، لاعب كرة قدم أمريكي سابق.
  - مارتن بي. كيسي، الإنجليزية الأسترالية عازف الجيتار باس الروك.
  - جيف بيرغمان، ممثل الصوت الأمريكي، الكوميدي والانطباعي.
- 11 يوليو
  - تيري دومبورغ، الأسترالية لاعبة كرة القدم.
  - ديفيد بايروالد، المغني وكاتب الأغاني الأميركية، ملحن، وموسيقي.
  - كومار غوراف، ممثل سينمائي هندي.
  - كارولين كوينتين، الممثلة الإنجليزية ومقدمة التلفزيون.
- يوليو 12 - سولي دياز، الممثلة والمغنية بورتوريكو.
- 13 يوليو
  - إيان هيسلوب، صحفي ومذيع بريطاني.
  - فراين بيريشين، ممثل كرواتي.
- 14 يوليو
  - كايل غاس، المغني وكاتب الأغاني وعازف الجيتار.
  - جين لينش، الممثلة الأمريكية، ممثلة الصوت، المؤلفة، المغنية الكوميدية.
  - ميشيل ديفيد، التشيكي مغني البوب، شاعر وملحن ومنتج.
  - تونغ غالاي ساياداو، راهب بوذي بورمي.
  - أنجليك كيدجو، مغني وكاتب أغاني بنينى وناشط.
- 15 يوليو
  - دنيس ستورغوي، ممثل نرويجي.
  - مارتن جوزيف، مغني بريطاني وكاتب أغاني.
  - سيرجيو كاتو، الممثل البرازيلي، مضيف التلفزيون، الكوميدي والفنان.
  - كيم ألكسيس، عارضة الأزياء الأمريكية والممثلة.
- 16 يوليو
  - جاكلين غولد، سيدة أعمال بريطانية.
  - ليلى كنزي، ممثلة أمريكية.
  - تود براون، لاعب كرة قدم أمريكي.
  - بي جي باورز، موسيقي جنوب إفريقيا.
- 17 يوليو
  - روبن شو، هونغ كونغ ممثل.
  - مارك بورنيت، التلفزيون البريطاني ومنتج الفيلم.
  - يان واترز، لاعب كرة قدم هولندي ومدير.
- 18 يوليو
  - لامين جوي، المتزلج السنغالي.
  - آن ماري جونسون، الممثلة الأمريكية.
- 19 يوليو
  - كيفن هاسكينز، لاعب الدرامز الإنجليزي.
  - ستيف فيكستن، كاتب التلفزيون الأمريكي والممثل الصوتي (ت. 2014).
  - تيري هول، داعية أمريكية لمكافحة التدخين (ت. 2013).
- يوليو 20 - جوناثون موريس، الإنجليزي ممثل ومقدم تلفزيوني.
- 21 يوليو
  - إيزيكيل فينياو، الملحن الأرجنتيني المولد.
  - فريتز فالتر، لاعب كرة قدم ألماني.
- 22 يوليو
  - توربن غرايل، بحار برازيلي.
  - جمال مناد، لاعب كرة قدم جزائري.
  - داريل شاتلوورث، ممثل كندي.
- 27 يوليو - كونواي سافاج، موسيقي الروك الأسترالي (ت. 2018).
- 28 يوليو
  - جوناثان غولد، ناقد طعام أمريكي (ت. 2018).
  - هارالد ليش، فيزيائي ألماني، عالم فلك، فيلسوف طبيعي، مؤلف، مقدم برامج تلفزيونية، أستاذ الفيزياء.
- 30 يوليو - ريتشارد لينكلاتر، مخرج وسيناريست أمريكي.
- 31 يوليو
  - دايل هنتر، الكندي لاعب هوكي الجليد ومدرب.
  - لوكا وارد، الممثل الإيطالي والممثل الصوتي.

### أغسطس
- 1 أغسطس
  - تشاك د، مغني الراب الأمريكي
  - مستر غريف، مغني الراب الأمريكي
  - ماريا فيدال، المغنية وكاتبة الأغاني الأمريكية
- 4 أغسطس
  - دين مالينكو، مصارع محترف أمريكي
  - خوسيه لويس رودريغيس ثاباتيرو، رئيس وزراء إسبانيا
  - تيم وينتون، الكاتب الأسترالي
- 6 أغسطس - دايل إليس، لاعب كرة سلة أمريكي
- 7 أغسطس
  - روزانا باستور، الممثلة الاسبانية
  - ديفيد دوشوفني، الممثل الأمريكي
  - ديبورا إليس، الكاتبة الكنديو
- 8 أغسطس - أولريش ماليش، سياسي ألماني وعمدة نورمبرج
- 9 أغسطس -- روجر مارشال، سياسي أمريكي، الكونغرس دائرة كانساس
- 10 أغسطس
  - أنطونيو بانديراس، الممثل الاسباني والمخرج السينمائي
  - كيني بيري، لاعب غولف أمريكي
- 11 أغسطس - ج. ف. لوتون، كاتب سيناريو أمريكي
- 12 أغسطس - لوران فيغنون، متسابق دراجة الطرق الفرنسية (ت. 2010)
- 13 أغسطس
  - كوجي كوندو، ملحن ياباني
  - فيل تايلور، لاعب السهام الإنجليزية
- 14 أغسطس - سارة برايتمان، الراقصة والمغنية والممثلة الإنجليزية
- 15 أغسطس - جودي هولت، الممثلة التلفزيونية البريطانية
- 16 أغسطس
  - تيموثي هوتون، الممثل الأمريكي
  - مارثا موكسلي، ضحية قتل أمريكية (ت. 1975)
- 17 أغسطس - شون بن، الممثل الأمريكي والمخرج السينمائي
- 18 أغسطس - ستيوارت ماثيومان، كاتب أغاني إنجليزي
- 19 أغسطس - مورتن أندرسون، لاعب كرة قدم أمريكية من الدنمارك
- 20 أغسطس - إليزابيث ألدا، ممثلة أمريكية
- 21 أغسطس - تشارلز داوسابيا، سياسي جزر سليمان (ت. 2019)
- 22 أغسطس - ريجينا تايلور، الممثلة الأمريكية
- 23 أغسطس -- كريس بوتر، الممثل الكندي والموسيقي
- 24 أغسطس
  - كال ريبكين جونيور، لاعب البيسبول الأمريكي
  - روبرتو دراجيتي، الممثل الإيطالي والممثل الصوتي (ت. 2020)
- 25 أغسطس - مارسيانو كانتيرو، المغني والموسيقي الأرجنتيني
- 26 أغسطس
  - برانفورد مارساليس، موسيقي من أصل أفريقي
  - علا راي، الممثلة الأمريكية ونموذج
- 27 أغسطس - غاري كوهن، قائد الأعمال الأمريكية، المدير الحادي عشر للمجلس الاقتصادي الوطني
- 28 أغسطس
  - جودي كارلايل، الممثلة الأمريكية
  - إيما سامز، ممثلة بريطانية
- 29 أغسطس
  - فيري فالدما، الممثلة الاستونية
- 30 أغسطس
- 31 أغسطس—كريس ويتلي، البلوز الأمريكي / موسيقى الروك وكاتب الاغاني وعازف الجيتار (ت. 2005)

### سبتمبر
- 1 سبتمبر -- جوزيف وليامز، المغني الأمريكي والملحن
- 2 سبتمبر
  - جون س. هول، شاعر أمريكي وفنان منطوق
- 4 سبتمبر
  - دامون وايانز، الممثل والكوميدي الأميركي
- 5 سبتمبر - كاريتا ماتيلا، سوبرانو الفنلندي
- 7 سبتمبر
  - فيليب ري، الممثل الأمريكي، منتج وكاتب
  - دوشان باشيك، لاعب هوكي الجليد السلوفاكي (ت. 1998)
- 8 سبتمبر - ستيفانو كاسيراغي، متسابق الزوارق السريعة الإيطالي، الاجتماعي، ورجل الأعمال (توفي 1990)
- 9سبتمبر
  - ماريو باتالي، طاهي ومضيف أمريكي
  - هيو غرانت، الممثل والناشط الإنجليزي
  - بوب ستوبس، مدرب كرة القدم الأمريكية
- 10 سبتمبر
  - مارغريت فيرير، سياسي اسكتلندي
  - كولن فيرث، ممثل إنجليزي
- 11 سبتمبر - آني غوسفيلد، ملحن أمريكي
- 12 سبتمبر
  - ايفان جينكينز، سياسي أمريكي
  - روبرت جون بورك، الممثل الأمريكي
- 13 سبتمبر
  - كيفن كارتر، مصور صحفي من جنوب أفريقيا (ت. 1994))
  - جريج بالدوين، الممثل الأمريكي والممثل الصوتي
- 14 سبتمبر
  - ميليسا ليو، الممثلة الأمريكية
  - كالوم كيث ريني، الممثل الكندي
- 15 سبتمبر - جيمي بريدجز، ممثل أمريكي
- 16 سبتمبر
  - جون فرانكو، لاعب البيسبول الأمريكي
  - يانا كاتسولوس، مغنية فرنسية
- 17 سبتمبر
  - آلان كروجر، خبير اقتصادي أمريكي (ت. 2019))
  - دامون هيل، بطل العالم 1 فورمولا 1 البريطانية 1996
  - كيفن صدام، الممثل الأمريكي ومحرك الدمى
- 19 سبتمبر - يولاندا سالديفار، قاتل أمريكي من المغنية تيجانو سيلينا
- 21 سبتمبر - ديفيد جيمس إليوت، الممثل الكندي الأمريكي
- سبتمبر 22 - سكوت بايو، الممثل الأمريكي
- 25 سبتمبر
  - إدواردو يانييز، ممثل ميكسيكي
  - سام ويبل، ممثل أمريكي (ت. 2002)
- 28 سبتمبر - جينيفر راش، مغنية أمريكية
- 30 سبتمبر - بلانش لينكولن، سياسي أمريكي

### أكتوبر
- 1 أكتوبر
  - بيتر سيبورن، ملحن إنجليزي
- 4 تشرين الأول /أكتوبر
  - آنا باتريشيا بوتين، مصرفية إسبانية
  - بيلي هاتشر، لاعب بيسبول أمريكي
  - بليك نوردستروم، رجل أعمال أمريكي (ت. 2019))
- 5 تشرين الأول/أكتوبر
  - كاريكا، لاعب كرة قدم برازيلي
  - هيتومي كوروكي، ممثلة يابانية
  - دانيال بالدوين، الممثل الأمريكي
- 12 تشرين الأول
  - أليكسي كودرين، وزير المالية الروسي
  - هيرويوكي سانادا، ممثل ياباني
- 16 تشرين الأول/أكتوبر
  - ليلى بينهيرو، مغنية برازيلية، عازفة بيانو وملحنة
  - بوب مولد، موسيقي أمريكي
- 17 تشرين الأول
  - غي هنري، ممثل إنجليزي
  - غرانت شاود، ممثل أمريكي
- 18 تشرين الأول
  - أليكس فيرير، شخصية التلفزيون الكوبي الأمريكي، محام وقاض
  - جان كلود فان دام، الممثل البلجيكي وفنان الاكشن
  - إيرين موران، ممثلة أمريكية (ت. 2017)
- 19 أكتوبر - كيري ساندرز، مراسل أخبار أمريكي
- 21 أكتوبر - بول روج، صوت أمريكي الممثل والمنتج
- 24 تشرين الأول
  - بي دي وونغ، الممثل الأمريكي
  - خايمي غارزون، صحفي وكوميدي كولومبي (ت. 1999))
- 26 أكتوبر - جوك دي فريس، سياسي هولندي
- 28 أكتوبر
  - لاندون كيرت نول، عالم فلك أمريكي ، مشفر وعالم رياضيات
  - أليكسي يرخوف، دبلوماسي روسي
- 29أكتوبر
  - ليديا بروندي، الممثلة البرازيلية وعالمة النفس
  - فينولا هيوز، الممثلة البريطانية
  - ديتر نوهر، كوميدي ألماني
- 30 أكتوبر - دييغو مارادونا، لاعب كرة قدم أرجنتيني (ت. 2020))
- 31 تشرين الأول/أكتوبر
  - لويس فورتونيو، سياسي بورتوريكي، حاكم بورتوريكو (2009-2013)
  - رضا بهلوي، ولي عهد إيران

### نوفمبر
- 1 نوفمبر -- تيم كوك، رجل الأعمال الأمريكي والرئيس التنفيذي الحالي لشركة أبل ، وشركة
- 2 نوفمبر - أنو مالك، مدير موسيقى ومغنية هندية
- 3 تشرين الثاني
  - فرانسيس بيكوث، الفيلسوف الأمريكي
  - كارش كيرالى، لاعب كرة طائرة امريكى
- 4 نوفمبر - سينيشا غلافاسيفيتش، مراسلة كرواتية (ت 1991)
- 5 نوفمبر - تيلدا سوينتون، ممثلة بريطانية
- 8 نوفمبر
  - مايكل نيكفيست، ممثل سويدي (ت. 2017)
  - ميغان كافاناغ، الممثلة الأمريكية والممثلة الصوتية
- 9 نوفمبر
  - أندرياس بريهم، لاعب كرة قدم ألماني ومدير
- 10 نوفمبر - نيل غايمان، كاتب إنجليزي
- 11 نوفمبر
  - بيلي جيمس (الدعاية)، والموسيقي ، ومنتج الموسيقى ، والكاتب
  - ستانلي توتشي، الممثل الأمريكي والمخرج السينمائي
- 12 نوفمبر
- 13 نوفمبر - نيل فلين، ممثل أمريكي
- 14 نوفمبر
  - توم جادسون، الممثل الموسيقي الأمريكي والمسرح والملحن
  - سيلفيا بريتشنايدر، سياسية ألمانية (ت. 2019)
- نوفمبر 15 - سوزان لوثار، ممثلة ألمانية (ت. 2012)
- 17 نوفمبر
  - جوناثان روس، مقدم التلفزيون الإنجليزية
- 18 نوفمبر
  - إليزابيث بيركنز، الممثلة الأمريكية
  - كيم وايلد، المغنية الإنجليزية
- 19 نوفمبر
  - هيروشي ناكا، ممثل صوت ياباني
- 20 نوفمبر - مارك لابريشيه، الممثل الكندي ومضيف التلفزيون
- 24 نوفمبر - أماندا وِس، ممثلة أمريكية
- 25 نوفمبر
  - روبرت دنلوب، متسابق دراجة نارية الايرلندية الشمالية (ت. 2008)
  - جون كينيدي جونيور، محامي أمريكي وصحفي ونجل الرئيس الخامس والثلاثين جون كينيدي (ت 1999))
- 26 نوفمبر
  - جريج بيرغ، الممثل الأمريكي والممثل الصوتي
  - هارولد رينولدز، لاعب البيسبول الأمريكي والمذيع
- 27 نوفمبر
  - ايكي ايميل، لاعب كرة قدم ألماني ومدير
  - تيم باولينتي، سياسي أمريكي
  - يوليا تيموشينكو، رئيسة وزراء أوكرانيا في 2005 و 2007-2010
- 29 نوفمبر - كاثي موريارتي، الممثلة الأمريكية
- 30 تشرين الثاني
  - غاري لينيكر، لاعب كرة قدم إنجليزي ومقدم برامج رياضي

### ديسمبر
- 1 ديسمبر - كارول ألت، عارضة الأزياء والممثلة الأمريكية
- 2 ديسمبر
  - ريك سافاج، موسيقي الروك البريطاني
- 3 ديسمبر
  - داريل هانا، الممثلة الأمريكية والناشطة البيئية
  - إيغور لاريونوف، لاعب هوكي الجليد الروسي
  - جوليان مور، الممثلة الأمريكية ومؤلف الأطفال
  - مايك رامزي، لاعب هوكي الجليد المهنية الأمريكية
- 4 ديسمبر – غلينيس نون، رياضي أسترالي
- 5 ديسمبر
  - بريان برومبرغ، عازف الجاز الأمريكي والملحن
  - جاك راسل، مغني الروك الأمريكي
- 6 ديسمبر - ماركو أنطونيو آدمي، حاكم موريلوس، المكسيك 2006-2012
- 9ديسمبر
  - ستيف دول، مصارع محترف أمريكي (ت. 2009)
- 10 ديسمبر
  - كينيث براناه، الممثل الايرلندي الشمالي والمخرج
- 12 ديسمبر
  - لورديس مونغويا، الممثلة المكسيكية
  - فولكر بيك، سياسي ألماني
- 14 ديسمبر
  - دون فرانكلين، ممثل أمريكي
  - جيمس كومي، محام أمريكي ومدير مكتب التحقيقات الفدرالي السابق
- 17 ديسمبر - تاراكو، الممثلة الصوتية اليابانية
- 18 ديسمبر
  - هانز يورغ كرينز، لاعب كرة قدم ألماني (d. 2019))
  - كازوهيدي أويكوسا، اقتصادي ياباني
- 20 ديسمبر - كيم كي دوك، مخرج وكاتب سيناريو من كوريا الجنوبية (ت. 2020))
- 22 ديسمبر - جان ميشيل باسكيات، أمريكي موسيقي ورسام على الجدران (ت 1988)
- 24 ديسمبر - فاي شيانغ، المغني الأمريكي الصيني
- 26 ديسمبر - تيمويرا موريسون، ممثل نيوزيلندي
- 27 ديسمبر
  - مريم أبو، الممثلة البريطانية
  - فريد هاموند، موسيقي أمريكي
- 28 ديسمبر
  - راي بورك، لاعب هوكي الجليد الكندي
  - جون فيتزجيرالد، لاعب تنس أسترالي
- 29 ديسمبر—ديف بيلزر، الكاتب الأمريكي
- 30 ديسمبر - هيذر ويلسون، جندية وسياسية أمريكية; سكرتيرة في القوات الجوية
- 31 ديسمبر
  - ستيف بروس، لاعب كرة قدم إنجليزي
  - جون ألين محمد، قاتل أمريكي (ت. 2009)

## الوفيات

### يناير
- 1 يناير
  - جياني فرانسيوليني، المخرج وكاتب السيناريو الإيطالي (و. 1910)
  - مارغريت سولافان، الممثلة الأمريكية (و. 1909)
- 4 يناير
  - ألبرت كامو، كاتب فرنسي، حائز على جائزة نوبل (و. 1913)
  - هوغو مورير، أميرال ألماني (و 1869)
  - دادلي نيكولز، كاتب السيناريو الأمريكي (و. 1895)
- 5 يناير - دونالد نايت، لاعب الكريكيت الإنجليزي (و. 1894)
- 7 يناير - دوروثيا تشامبرز، بطل التنس الإنجليزي (و 1878))
- 9 يناير - إلسي ج. أوكسنهام، روائي أطفال إنجليزي (و 1880))
- 10 يناير - آرثر س. كاربندر، أميرال أمريكي (و 1884))
- 11 يناير - إيزابيل إمسلي هوتون، ممرضة اسكتلندية في صربيا خلال الحرب العالمية الثانية وطبيبة (و. 1887)
- 12 يناير - نيفل شوت، الروائي الإنجليزي (و 1899)
- 17 يناير - أندرو كيناواي هندرسون، المصور النيوزيلندي ، رسام الكاريكاتير (و1879)
- 24 يناير/كانون الثاني
  - مات مور، الممثل الايرلندي الأمريكي (و. 1888)
  - إدوين فيشر، عازف البيانو السويسري وقائد الأوركسترا (و. 1886)
- 25 يناير
  - ديانا باريمور، مسرح الأمريكية والممثلة السينمائية (و. 1921)
  - روتلاند بيون، ملحن إنجليزي (و. 1878)
  - بينو غوتنبرغ، عالم الزلازل الألماني الأمريكي (و. 1889))
- 27 يناير - أوزفالدو أرانهاسياسي برازيلي (و1894))
- 28 يناير - زورا نيل هيرستون، عالمة فولكلورية أمريكية ، وعالمة أنثروبولوجيا ، ومؤلفة (و. 1891)
- 30 يناير - جي سي كومارابا، خبير اقتصادي هندي (و. 1892)

### فبراير
- ليونارد وولي، عالم الآثار الإنجليزي (و. 1880)
- ادن زولي، سياسي إيطالي، 35 رئيس وزراء إيطاليا (و. 1887)
- 29 شباط
  - جاك بيكر، المخرج الفرنسي (و. 1906)
  - ملفين بورفيس، رجل القانون الأمريكي (. 1903)
  - والتر يوست، محرر الموسوعة الأمريكية (و. 1894)

### مارس
- مارس 4 - ليونارد وارن، مغنية الأوبرا الأمريكية (و. 1911)
- 9 مارس - جاك بيتي، سياسي إيرلندي (ب. 1886)
- 11 آذار
  - روي تشابمان أندروز، مستكشف أمريكي، مغامر وعالم الطبيعة (و. 1884)
  - تاكوما كاجيوارا، مصور أمريكي ياباني المولد (و. 1876))
- 13 آذار/مارس
  - لويس فاغنر، متسابق سباق الجائزة الكبرى الفرنسي ، الطيار (و. 1882)
  - يوسف زفي هاليفي، حاخام وقاض إسرائيلي (و 1874)
- 14 مارس – أوليفر كيرك، الملاكم الأولمبي الأمريكي (1884))
- 22 مارس - خوسيه أنطونيو أغيري، سياسي إسباني (و. 1904))
- 23 مارس - فرانكلين بيرس آدامز، صحفي أمريكي (1881)
- 27 آذار/مارس
  - ماريو تالافيرا، كاتب أغاني مكسيكي (ب. 1885)
  - غريغوريو مارانيون، طبيب إسباني، عالم، مؤرخ وفيلسوف. (و. 1887)

### أبريل
- 3 أبريل - نورودوم سوراماريت، ملك كمبوديا (و 1896)
- 5 أبريل
  - كوثبرت بورنوب، رياضي إنجليزي (و. 1875)
  - بيتر لويلين ديفيز، تحمل الاسم نفسه لبيتر بان (و 1897)
  - ألما كروغر، الممثلة الأمريكية (و. 1868)
- 10 أبريل - آرثر بنجامين، ملحن أسترالي (و. 1893)
- 17 أبريل - إدي كوكران، مغني الروك الأمريكي (و. 1938)
- 19 أبريل - بيردسلي رامل، خبير اقتصادي أمريكي ومؤلف خطة ضريبية (و 1894))
- 24 أبريل
  - هوب ايمرسون، الممثلة الأمريكية، مؤدية، وامرأة قوية (و. 1897)
  - ماكس فون لاو، فيزيائي ألماني، حائز على جائزة نوبل (و. 1879))
  - جورج ريلف، ممثل إنجليزيّ (و. 1888)
- 25 أبريل
  - أمان الله خان، أمير وملك أفغانستان (و. 1892)
  - ، الطالب التركي قتل خلال المظاهرات (و. 1940)
- 26 أبريل - غوستاف ليندبلوم، رياضي أولمبي سويدي (و. 1891)
- 28 أبريل - كارلوس إيبانيس ديل كامبو، ضابط في الجيش التشيلي وشخصية سياسية، رئيس تشيلي العشرين (ب 1877)

### مايو
- 11 مايو - جون د. روكفلر الابن، فاعل خير أمريكي (و 1874)
- 12 مايو - الأمير علي خان، سفير باكستان لدى الأمم المتحدة (و 1911))
- 14 مايو - لوكريزيا بوري، مغنية الأوبرا الإسبانية (و 1887)
- مايو 22 - إبراهيم جالي، رسام تركي (و. 1882)
- 23 مايو
  - جورج كلود، مخترع فرنسي (و. 1870)
  - غاما العظمى، مصارع البنجابية (و. 1878)
- 24 مايو - أفراهام أرنون، معلم إسرائيلي ومستلم جائزة إسرائيل (و. 1887))
- 25 مايو - رافائيل غوميز أورتيغا، مصارع الثيران الإسباني (و. 1882)
- 27 مايو
  - جورج زوكو، الممثل شخصية إنجليزي المولد (و. 1886)
  - جيمس مونتغمري لايند، فنان أمريكي، كاريكاتير الفنان والرسام (و. 1877)
- 30 مايو - بوريس باسترنك، الكاتب الروسي، الحائز على جائزة نوبل (و. 1890)
- 31 مايو - والثر فونك، سياسي نازي ألماني (و 1890))

### يونيو
- 4 يونيو
  - جوزيف هالر دي هالينبرغ، عام بولندي (و 1873)
  - لوسيان ليتلفيلد، ممثل أمريكي (و. 1895)
- 13 يونيو - كين ماك آرثر، رياضي جنوب أفريقيا (و 1881)
- 14 يونيو - آنا باوكر، سياسي شيوعي روماني (و. 1893))
- 17 يونيو - آرثر روسون، مخرج سينمائي إنجليزي (و 1886)
- 19 يونيو - كريس بريستو، سائق سيارة سباق إنجليزي (و. 1937)
- 25 يونيو
  - والتر باد، فلكي ألماني (و. 1893)
  - أوتو إندر، شخصية سياسية نمساوية، المستشار الثامن للنمسا (و 1875)
  - تومي كوركوران، لاعب بيسبول أمريكي (و. 1869)
- 27 يونيو - لوتي دود، لاعبة التنس الإنجليزية؛ بطولة ويمبلدون للسيدات، 1887-1888، 1891-1893 (ب. 1871))
- 28 يونيو
  - 18- مريك إسترهازي، أرستقراطي وسياسي مجري، رئيس وزراء المجر الثامن عشر (و. 1881))
  - Jaume Vicens i Vives, مؤرخ إسباني (و. 1910))

### يوليو
- يوليو 2 - مارغريتا باغني، الممثلة الايطالية (و. 1902)
- 6 يوليو - أنورين بيفان، سياسي بريطاني (و. 1897))
- 12 يوليو - فرانسيس كزافييه غسيل، أسقف ومبشر كاثوليكي أسترالي (و 1872))
- 14 يوليو - موريس، السادس دوك دي بروجلي، فيزيائي فرنسي (و. 1875)
- 15 يوليو
  - مانويل جاميو، المكسيكية عالم الأنثروبولوجيا وعالم الآثار (و. 1883)
- 17 تموز
  - بافل بيتر غوجيك، راهب كاثوليكي (و 1888)
  - مود مينتن، عالمة كيمياء حيوية كندية (و 1879)
- 22 يوليو
  - بادي أدلر، منتج أفلام أمريكي (و. 1909))
  - يان شيشان، أمراء الحرب والسياسيين الصينيين (و. 1883)
- يوليو 24 - هانز ألبرز، الممثل والمغني الألماني (و. 1891)
- 26 يوليو - سيدريك غيبونز، مدير فني أيرلندي أمريكي (و 1893))
- 27 يوليو - جورجي كيوسيفانوف، رئيس وزراء بلغاريا 27 (و. 1884)
- 28 يوليو - إنريكي أموريم، كاتب أوروائي (و 1900))
- 29 يوليو - حسن سقا، رئيس الوزراء السابع لتركيا (و 1885)

### أغسطس
- 2 أغسطس - فرانشيسكا الفرنسية، التبشير البروتستانتي البريطاني (و 1871)
- 5 أغسطس - آرثر ميغن، رئيس الوزراء التاسع لكندا (و 1874)
- 7 أغسطس
  - والدن ل. «بوغ» اينسورث، الأميرال الأمريكي (و. 1886)
  - لويس أنجل فيليبو، ملاكم أرجنتيني (و. 1894)
- 9 أغسطس - ريتشارد كريمر، ممثل أمريكي (و. 1889))
- 10 أغسطس
  - فرانك لويد، مخرج الفيلم الأمريكي (و. 1886)
  - أوزوالد فيبلين، عالم الرياضيات الأمريكي ، (و. 1880)
- 14 أغسطس - فريد كلارك، لاعب البيسبول الأمريكي (بيتسبرغ بايرتس) وعضو في قاعة مشاهير MLB (و. 1872))
- 17 أغسطس - تشارلز دبليو رايدر، الجنرال الأمريكي (و. 1892))
- 18 أغسطس - كارلو إميليو بونفيرروني، عالم الرياضيات الإيطالي (و. 1892)
- 23 أغسطس
  - جيرسي فليغ، الإنجليزية الأسترالية لاعب دوري الركبي ورئيس (و. 1878)
  - أوسكار هامرستاين الثاني، كاتبة ليبرات أمريكية (و 1895))
  - برونو لوزر، الطيار الألماني وجنرال القوات الجوية (و. 1891)
- 27 أغسطس - ستانلي كليفورد ويمان، محتال أمريكي (و 1890))
- 28 أغسطس - تشارلز فوربس، أدميرال بريطاني (و 1880)
- 29 أغسطس
  - هزاع المجالي، رئيس الوزراء الأردني (م 1917))
  - فيكي باوم، كاتبة نمساوي (ب 1888)
  - ديفيد ديوب، شاعر فرنسي من السنغال (و 1927)

### سبتمبر
- 4 سبتمبر - ألفريد إ. غرين، مخرج أفلام أمريكي (و. 1889)
- 8 أيلول/سبتمبر
  - فيروز غاندي، سياسي هندي (و. 1912)
  - أوسكار بيتيفورد، لاعب سلسلة الجاز الأمريكية (و. 1922)
- 9 سبتمبر - جوسي بيورلينغ، التينور السويدي (و. 1911))
- 11 سبتمبر - إدوين غوستوس ماير، كاتب السيناريو الأمريكي (و. 1896)
- 13 سبتمبر - ليو وينر، ملحن مجري (و. 1885)
- 20 أيلول/سبتمبر
  - إيدا روبنشتاين، راقصة باليه روسية (و. 1885)
  - إرنست ويليام غودباستور، طبيب أمراض وطبيب أمريكي (و. 1886)
- 22 سبتمبر - ميلاني كلاين، محللة نفسية نمساوية بريطانية (و 1882)
- سبتمبر 23 - كاثلين ويليامز، مسرح أمريكي وممثلة أفلام صامتة (و. 1879)
- 24 سبتمبر - ماتياس سيبر، ملحن مجري (و. 1905)
- 27 سبتمبر - سيلفيا بانكهورست، نادت بمنح المراءة حق الانتخاب (و. 1882)

### أكتوبر
- 5 أكتوبر - ألفريد ل. كروبر، عالم الأنثروبولوجيا الأمريكي (و. 1876)
- 11 أكتوبر - ريتشارد كرومويل، ممثل سينمائي أمريكي (و. 1910))
- 14 أكتوبر - أبرام يوفي، فيزيائي سوفييتي (و 1880))
- 15 تشرين الأول/أكتوبر
  - هيني بورتين، الممثلة الألمانية (و. 1890)
  - كلارا كيمبال يونغ, الممثلة الأمريكية (و. 1890)
- 21 تشرين الأول/أكتوبر
  - كاثرين ستيوارت موراي، دوقة أثول، الإسكتلندي الأرستقراطي والسياسي (و. 1874)
  - ما هونغ بين، سياسي صيني (و. 1884)

### نوفمبر
- 2 تشرين الثاني
  - ديمتري ميتروبولوس، قائد الأوركسترا اليوناني، عازف البيانو والملحن (و. 1896)
  - خوليو ناسبيل، ملحن فلبيني وعام (و. 1867)
  - أوتويا ياماغوتشي، القومي المتطرف الذي اغتال ، سياسي ورئيس الحزب الاشتراكي الياباني (و. 1943)
- 3 تشرين الثاني
  - بوبي والاس، لاعب البيسبول الأمريكي (سانت لويس براونز) وعضو في قاعة مشاهير MLB (و. 1873)
- 5 تشرين الثاني
  - وارد بوند، ممثل أمريكي (و 1903)
  - أوغست غايليت، الكاتب الإستوني (و. 1891)
  - جوني هورتون، المغني الأمريكي (و. 1925)
  - ماك سينيت، منتج ومخرج أفلام كندي (و. 1880)
  - إريك نيومان، طبيب نفساني ألماني (و. 1905)
- 6 تشرين الثاني
  - السير جون بونيثون، رجل أعمال وسياسي أسترالي (و. 1875)
  - إريش رايدر، قائد بحري ألماني في الحرب العالمية الثانية (و. 1876)
- 16 تشرين الثاني
  - بول فور، سياسي اشتراكي فرنسي (و. 1878)
  - كلارك غيبل، ممثل أمريكي (و. 1901)
- 19 نوفمبر - فيليس هافر، ممثلة أمريكية (و. 1899))
- 23 نوفمبر - ألن هوبز، الحاكم الثاني والثلاثون لساموا الأمريكية (و 1889))
- 24 نوفمبر - الدوقة الكبرى أولغا ألكسندروفنا من روسيا، شقيقة القيصر نيكولاس الثاني (و. 1882))
- 26 نوفمبر - هيلين هيلفيغ، لاعبة تنس أمريكية (و 1874))
- 28 تشرين الثاني
  - ريتشارد رايت، روائي أمريكي (و. 1908)
  - ديرك جان دي جير، نبيل هولندي، محام وسياسي، رئيس وزراء هولندا السادس والعشرون (و. 1870))
- 29 نوفمبر - السير أندرو راسل، جنرال الجيش النيوزيلندي (و 1868)

### ديسمبر
- 2 ديسمبر - فريتز أوغست بريهاوس دي غروت، مهندس معماري ألماني ، مصمم ومصمم داخلي (و. 1883)
- 5 ديسمبر - هاشم الأتاسي، رئيس وزراء سوريا الثاني والرئيس الرابع لسوريا (و 1875))
- 13 كانون الأول
  - جون تشارلز توماس، مغني الأوبرا الأمريكية (و. 1891)
  - نانسي إليزابيث النبي، فنانة أمريكية من أصل أفريقي معروفة بنحتها (ب. 1890))
- 14 ديسمبر - غريغوري راتوف، الممثل والمخرج الروسي
- 20 ديسمبر - السير غودفري إنس، موظف حكومي بريطاني (و. 1891))
- 22 كانون الأول
  - نينيان كومبر، مهندس معماري بريطاني (ب 1864)
- 25 ديسمبر - ألبرتو ماريا دي أغوستيني، مبشر إيطالي (ب. 1883)
- 26 كانون الأول
  - جوزيبي بيلانكا، مصمم الطائرات الإيطالية الأمريكية ومؤسس الشركة (و. 1886)
  - واتسوجي تيتسورو، فيلسوف ياباني (و. 1889)

## معرض صور

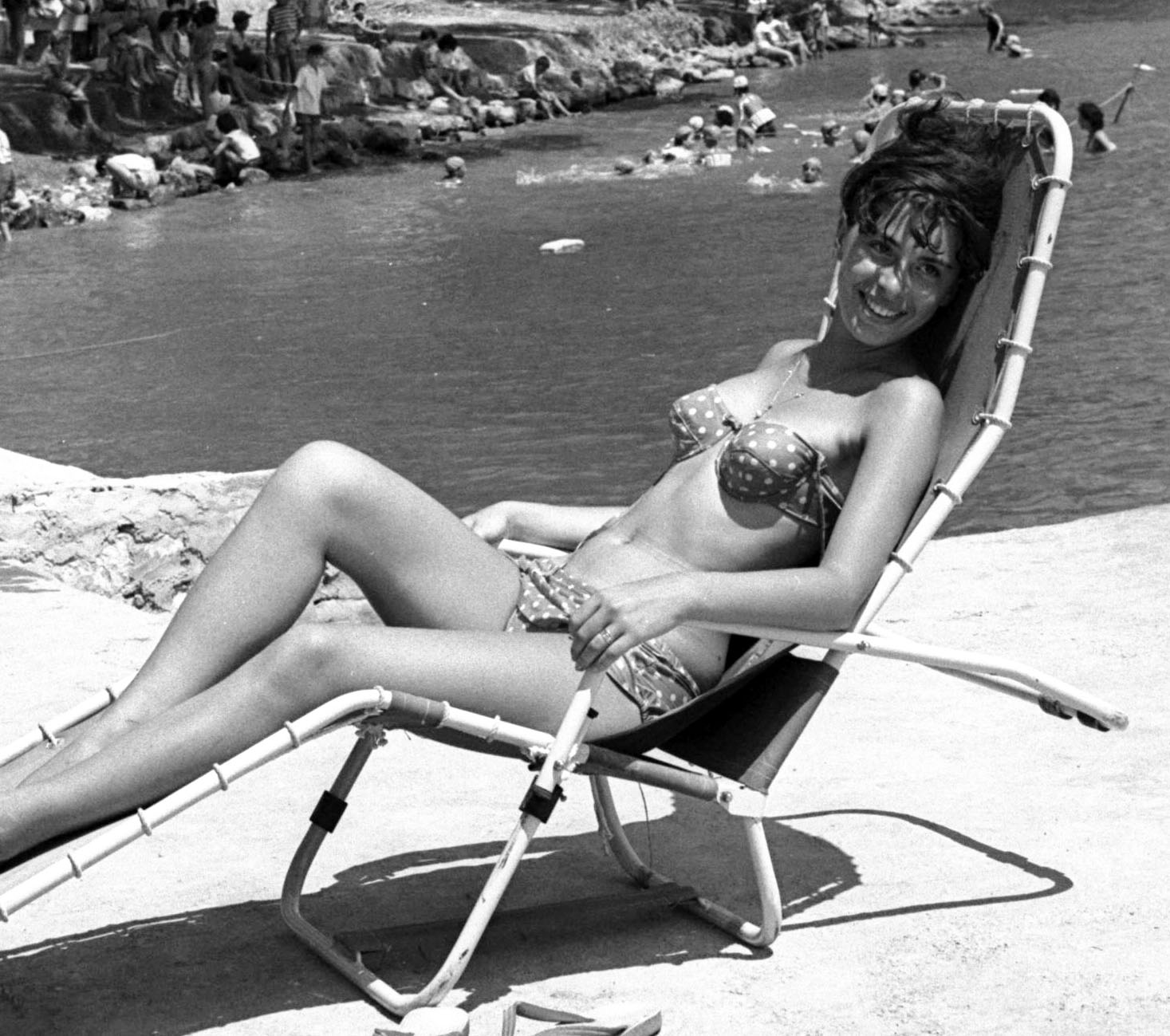
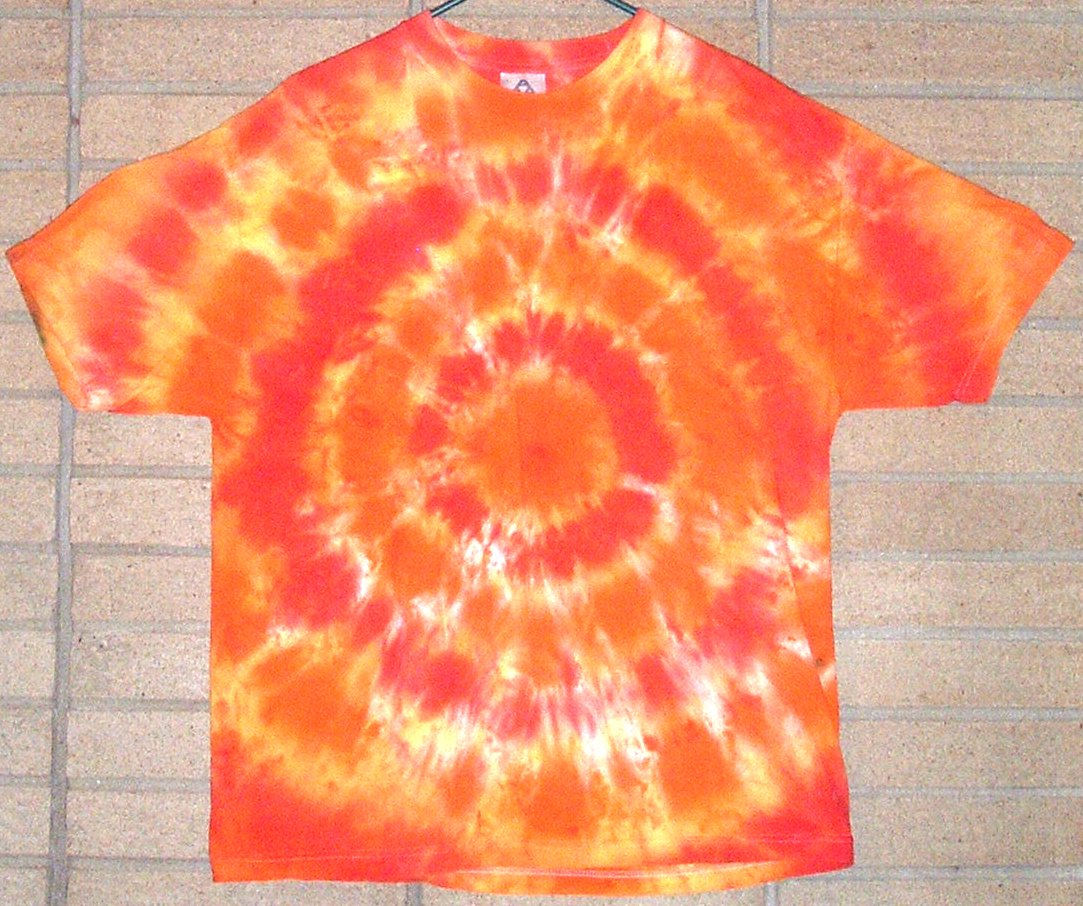
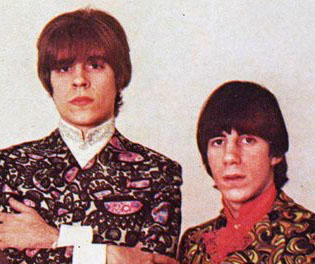

### التاريخ غير معروف
- أيون كودرينو، عام روماني (و 1890

## المصدر
1960